# 阿武隈川
阿武隈川（あぶくまがわ）は、福島県および宮城県を流れる阿武隈川水系の本流で、一級河川である。水系としての流路延長239 kmは、東北地方で北上川に次ぐ長さである。

## 名称
中世以降、逢隈川、青熊川、大熊川、合曲川などの用字が見え、「おおくま」と呼ばれた。語源は定かではないが、今の福島県西白河郡の西甲子岳の山中に住んでいた大熊（青熊）に由来するという説や、阿武隈川の下流部が阿武隈山脈の突端に阻まれて「大きな隈（曲がり）」をなして流れることに由来するという説がある。
ただし、より古くは『延喜式』に「安福麻」、『吾妻鏡』に「遇隅」とあり、意図された読みは「あふくま」であって「おほくま」ではない。

## 地理
那須岳の1つ三本槍岳のすぐ北に位置する福島県西白河郡西郷村の旭岳（甲子旭岳）に源を発し東へ流れる。白河市に入り西白河郡中島村付近で北に流れを変えると、福島県中通り（須賀川市、郡山市、福島市）を縦貫して北に流れる。
福島県と宮城県の境界付近では、阿武隈高地の渓谷を抜ける。宮城県伊具郡丸森町で角田盆地に入り、角田市を流れて仙台平野に出る。現在は岩沼市と亘理町の境で太平洋に注ぐが、古代の旧河口は現在の鳥の海にあった。
勾配がゆるやかな川で穏やかな印象があるが、増水時にはあふれやすく洪水被害の絶えない暴れ川でもある。1986年には台風による増水で大規模な洪水が起こっているほか、2011年には東日本大震災の津波が逆して大規模な海嘯が発生し、また2019年10月の令和元年東日本台風（台風19号）では支流を中心に50か所以上の氾濫が発生した。国土交通省は同年末に「緊急治水対策プロジェクト」をまとめて堤防強化などを進めている。

### 流域の市町村
福島県
西白河郡西郷村、白河市、西白河郡泉崎村、中島村、石川郡石川町、西白河郡矢吹町、石川郡玉川村、岩瀬郡鏡石町、須賀川市、郡山市、本宮市、安達郡大玉村、二本松市、福島市、伊達市、伊達郡桑折町、国見町
宮城県
伊具郡丸森町、角田市、柴田郡柴田町、亘理郡亘理町、岩沼市

### アミメカゲロウの大発生
阿武隈川の中流域、福島盆地内では、1980年代から毎年9月頃にアミメカゲロウが大発生しており、カゲロウが橋上へ大量に落下し、車がスリップするなどの事故が発生する危険がある。国土交通省福島河川国道事務所は周辺の橋梁に集虫灯を設置し、また橋上に死骸が落下するのを最小限に抑える対策として晩夏初秋には橋の夜間照明を消灯する橋がある。

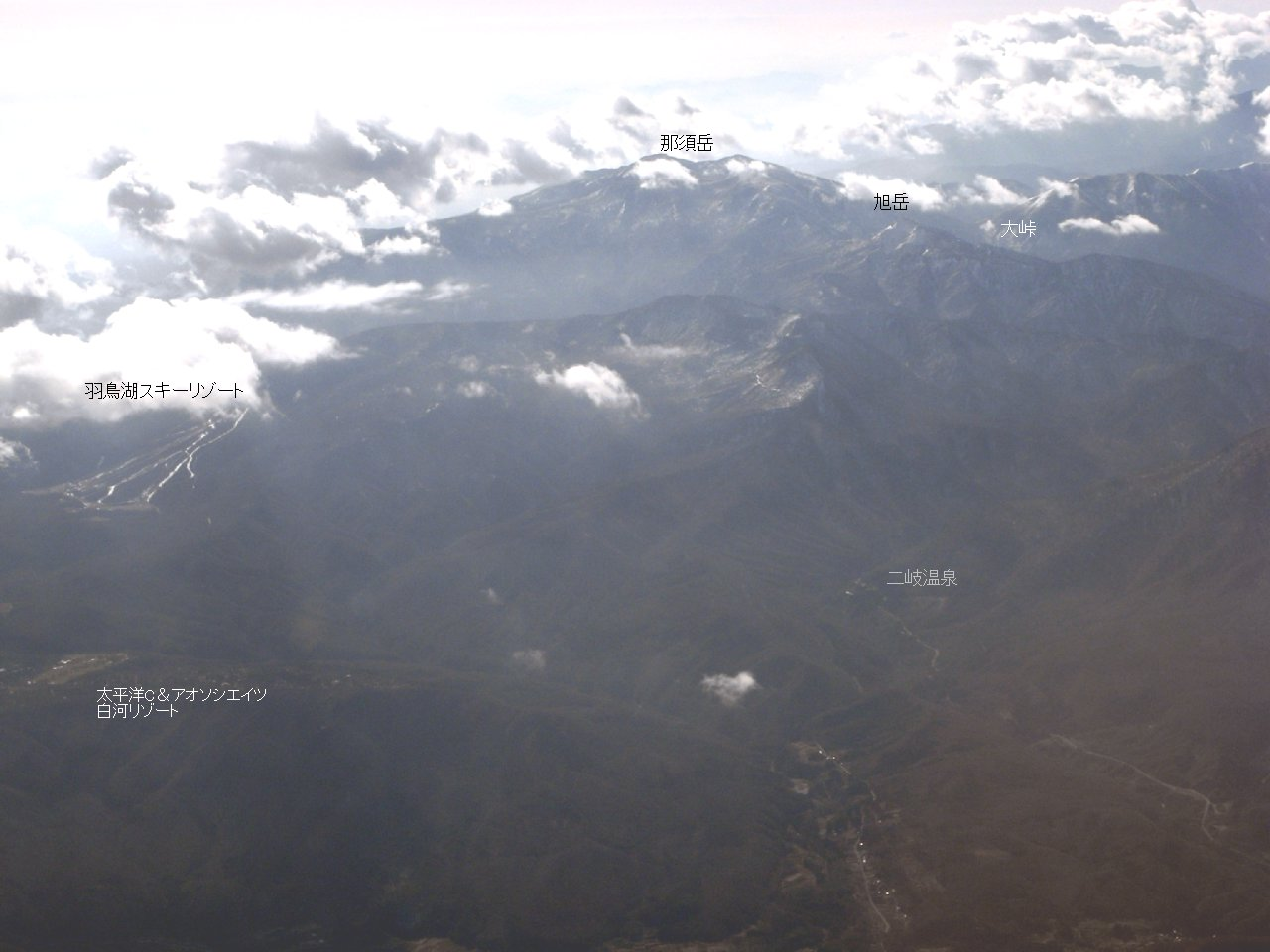
那須岳の手前が阿武隈川源流がある旭岳
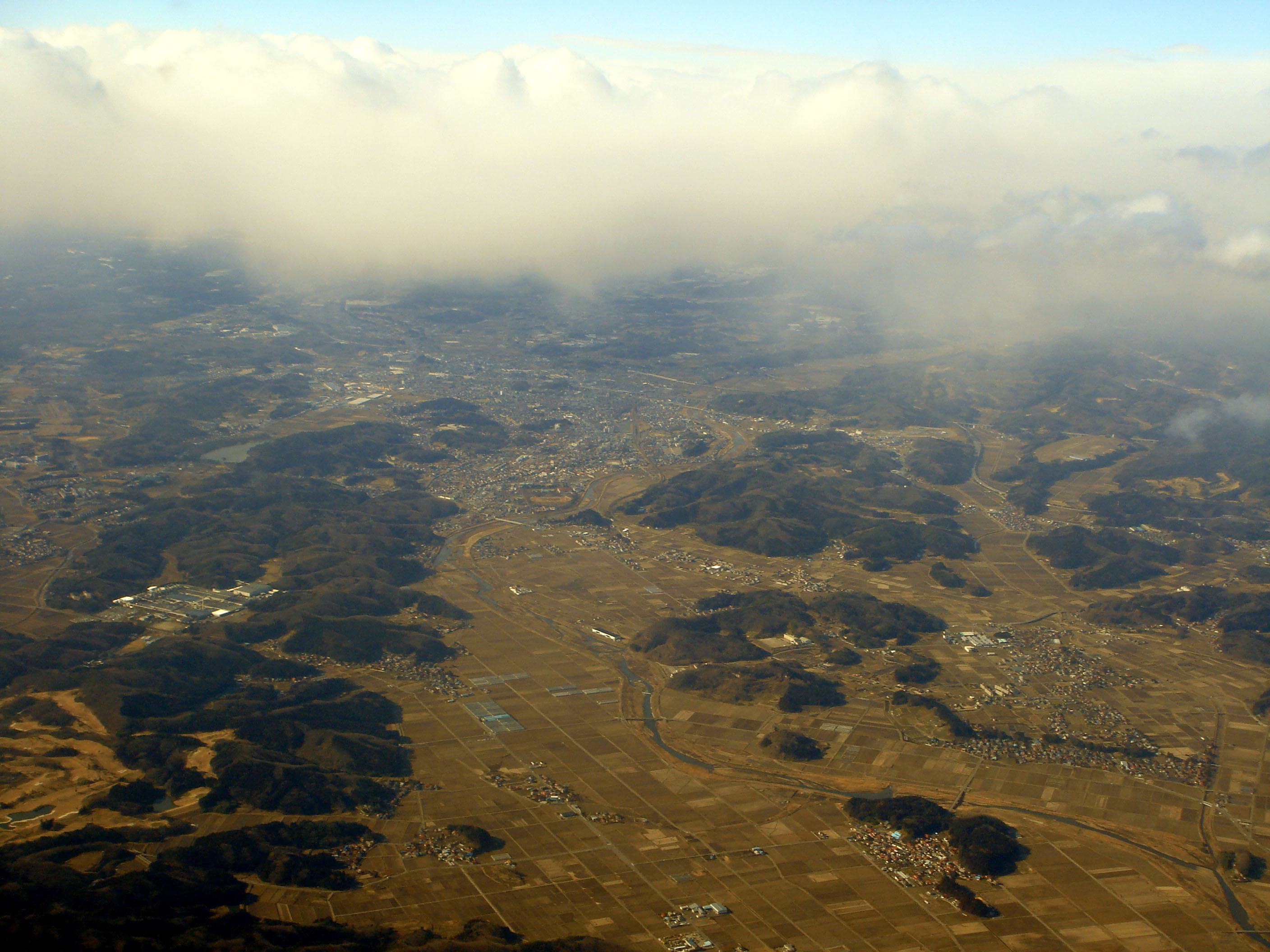
阿武隈川上流域、国道4号、東北自動車道、東北本線、東北新幹線が集中する。 （2007年1月撮影・解説付き画像）
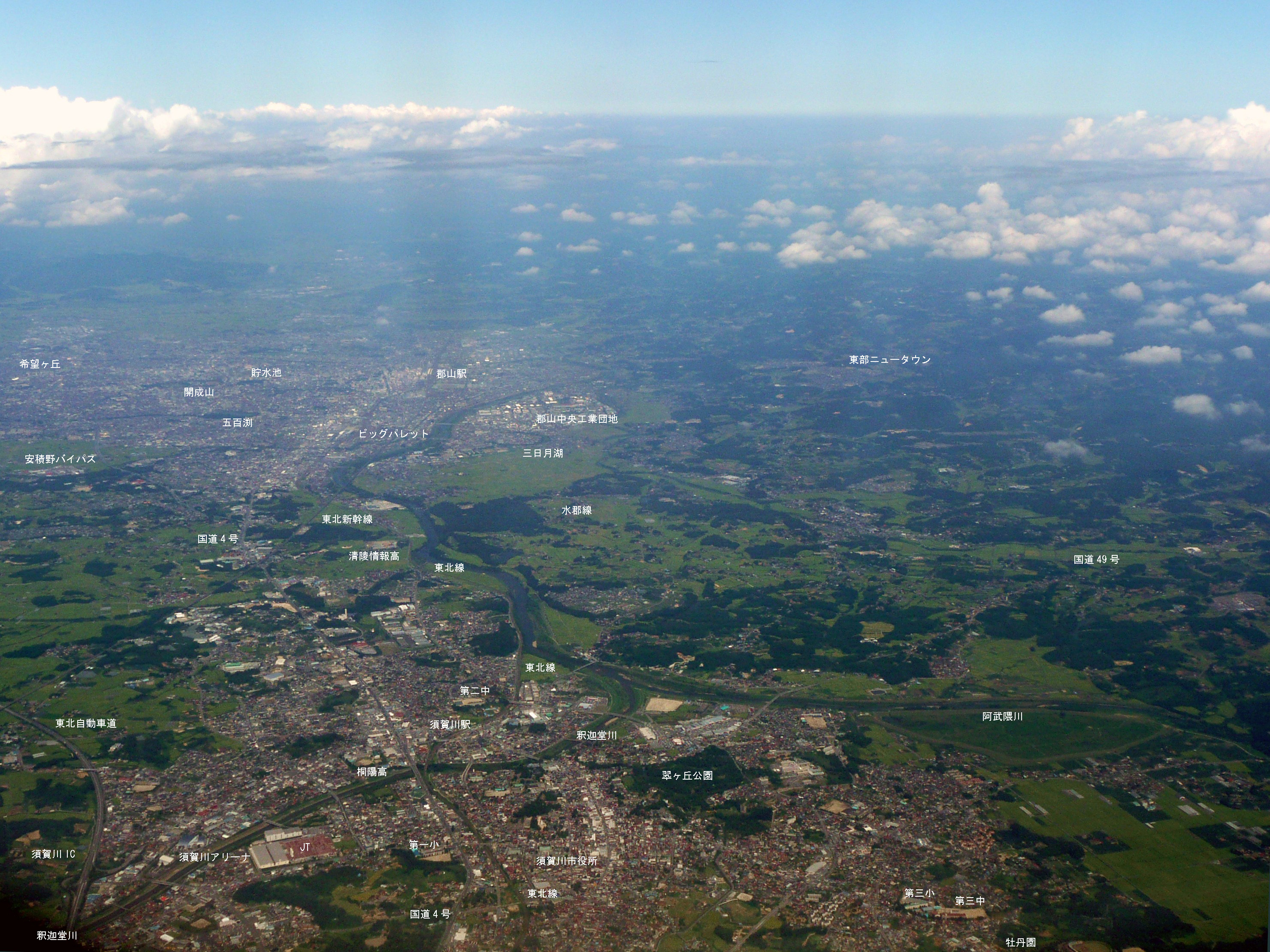
阿武隈川・釈迦堂川合流部付近
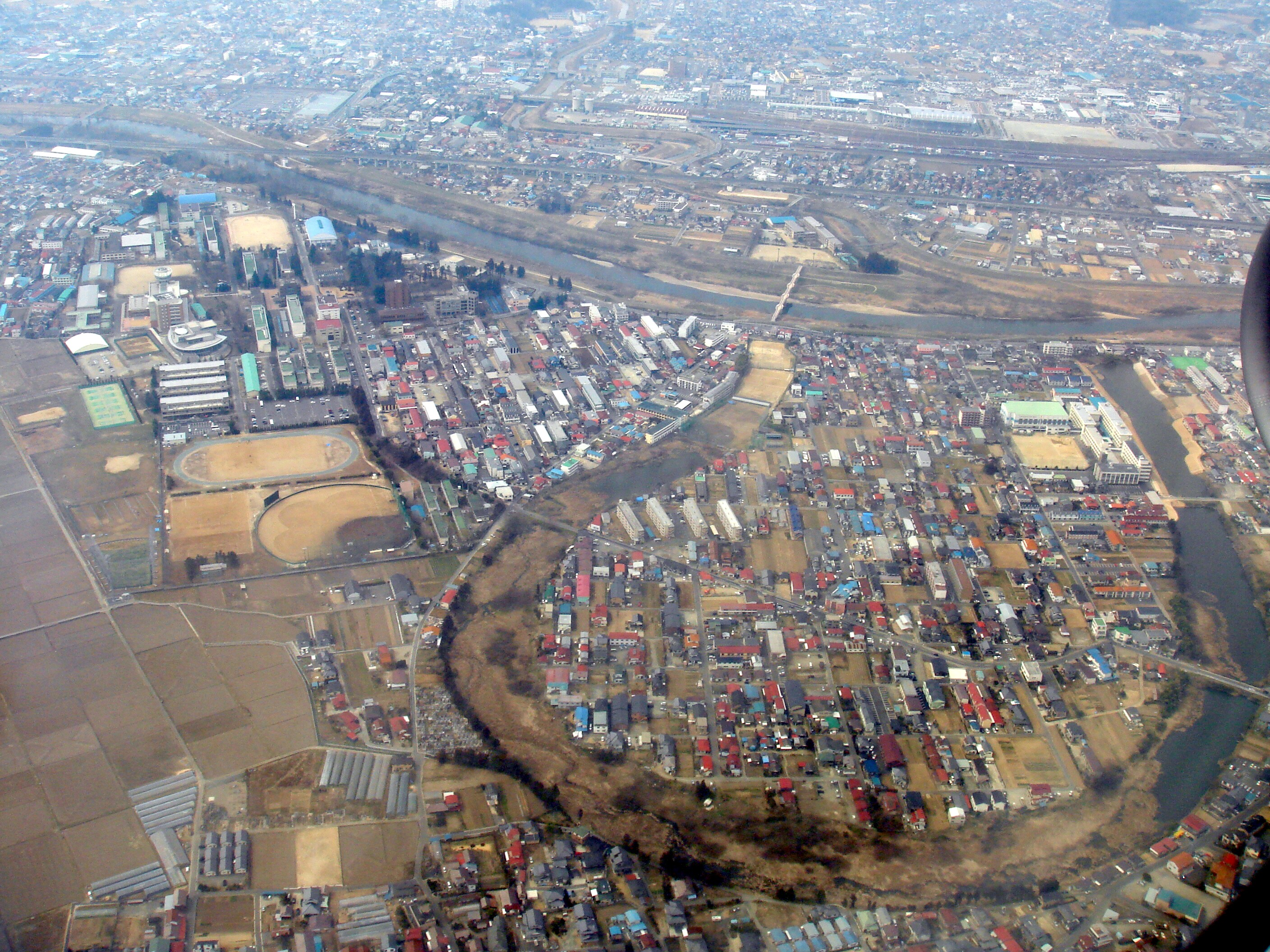
郡山市郊外を流れる阿武隈川、河川改修前の河道跡が残る。
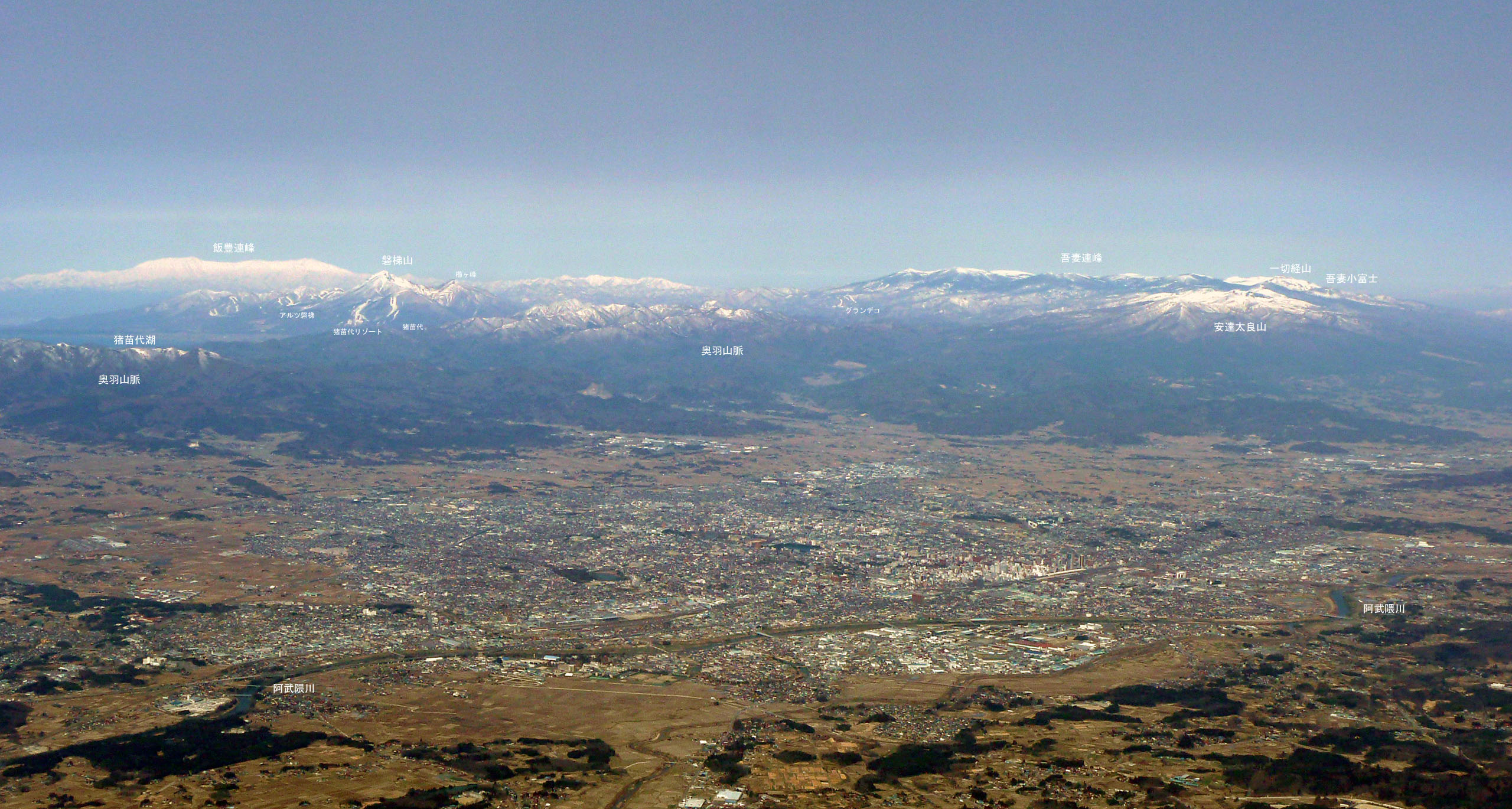
郡山市を流れる阿武隈川。分水嶺である奥羽山脈と猪苗代湖を望む。
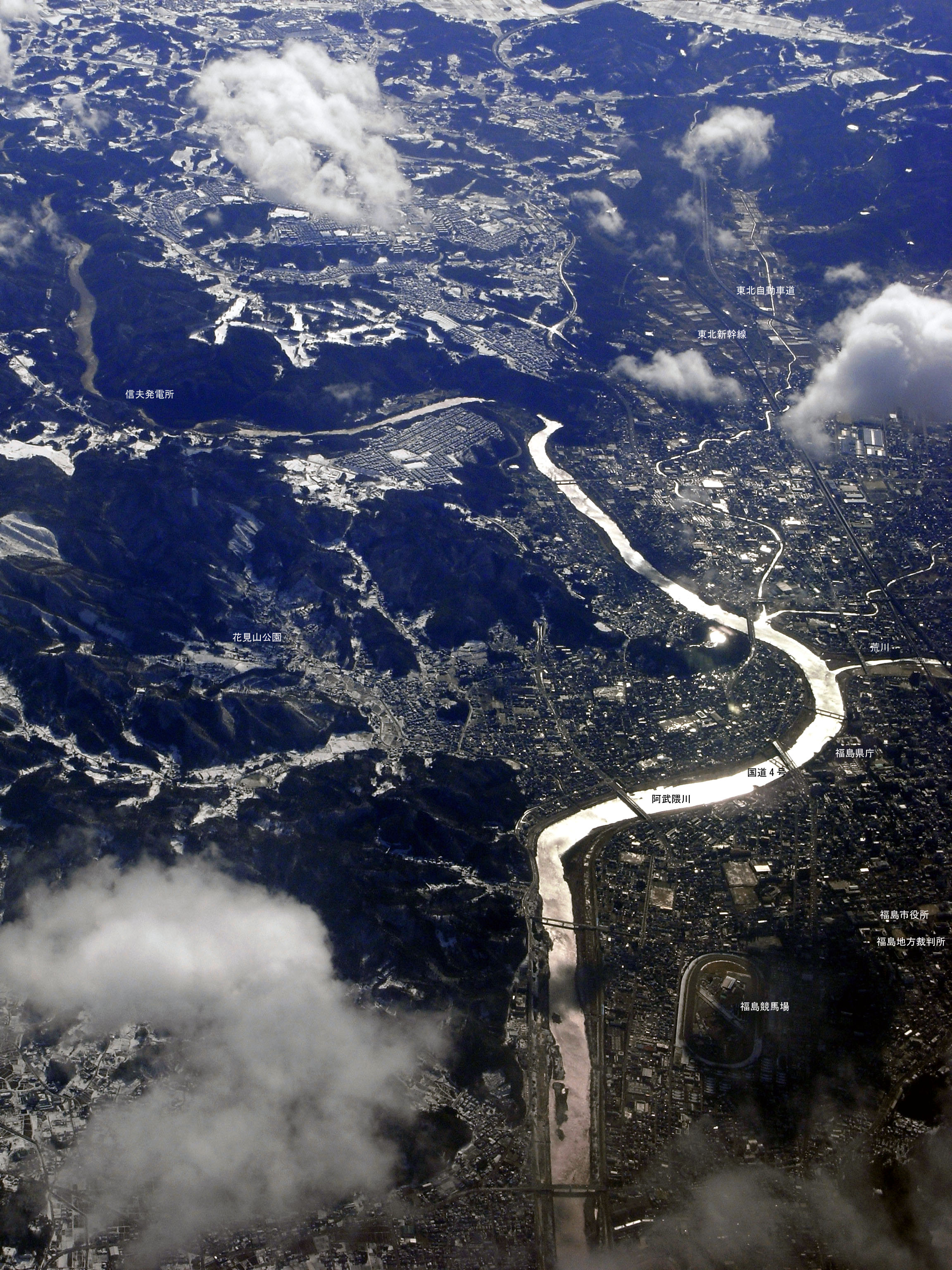
福島市を流れる阿武隈川中流域
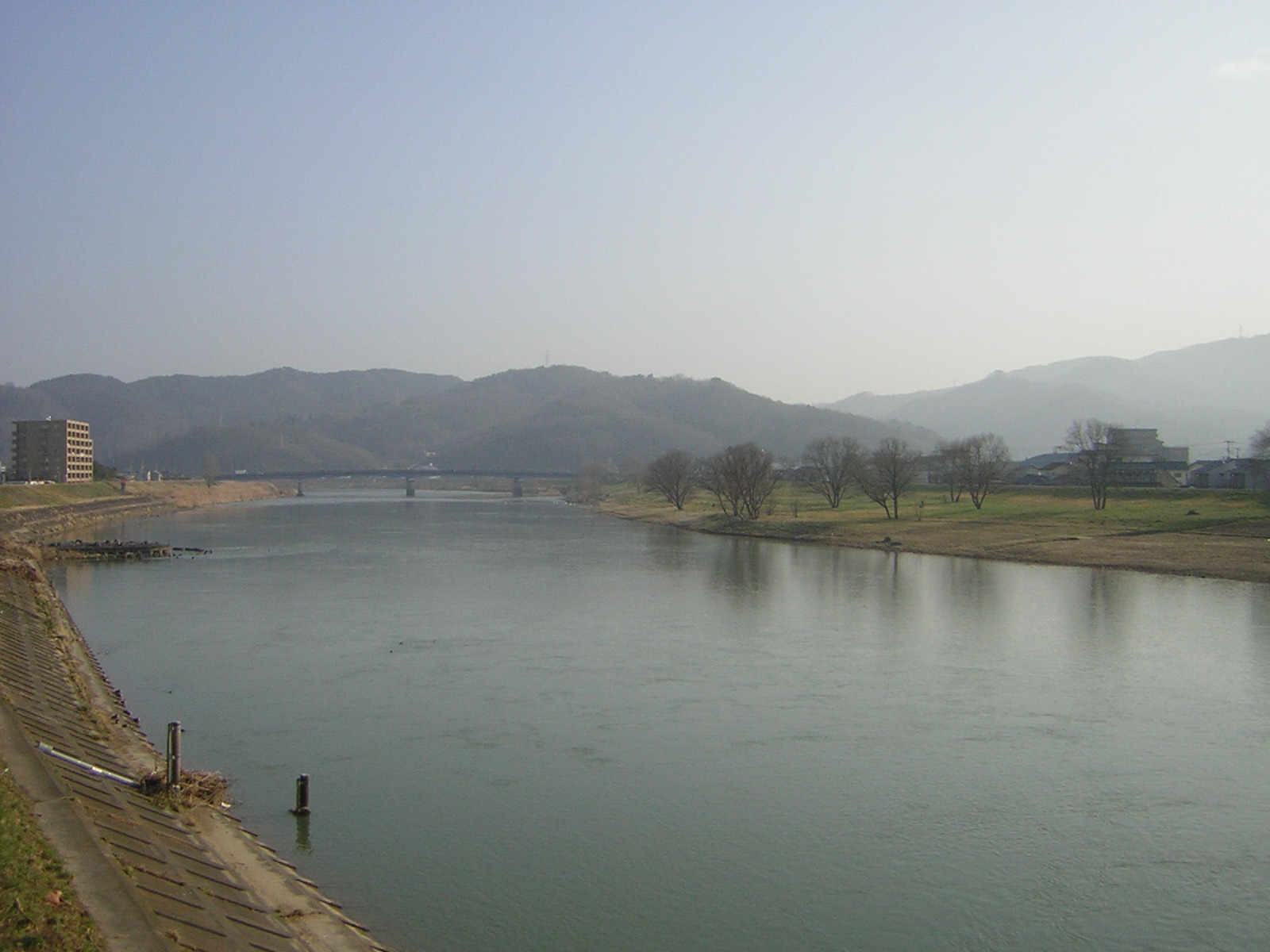
福島市中心部を流れる阿武隈川
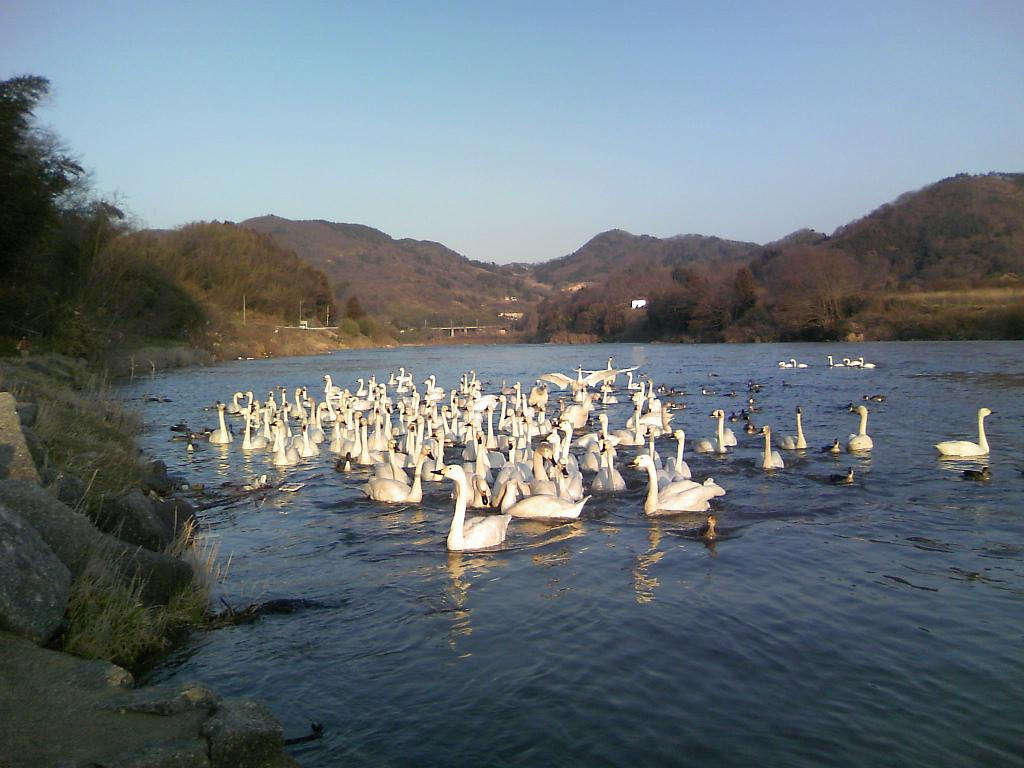
福島県伊達市梁川町五十沢（いさざわ）の白鳥越冬地（2008年3月15日撮影）。阿武隈川には多数の白鳥越冬地がある。
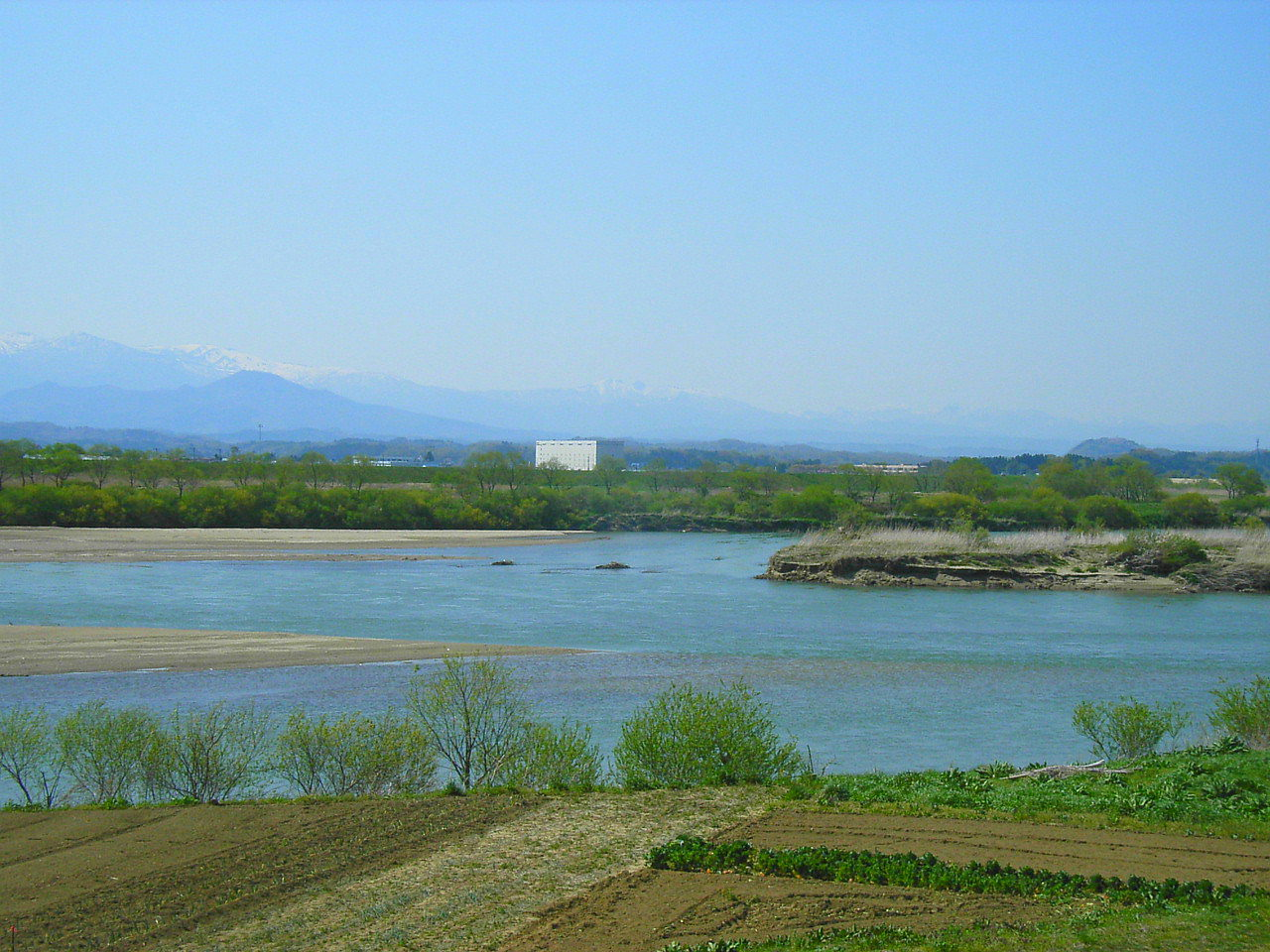
阿武隈川下流（角田市、2005年4月）
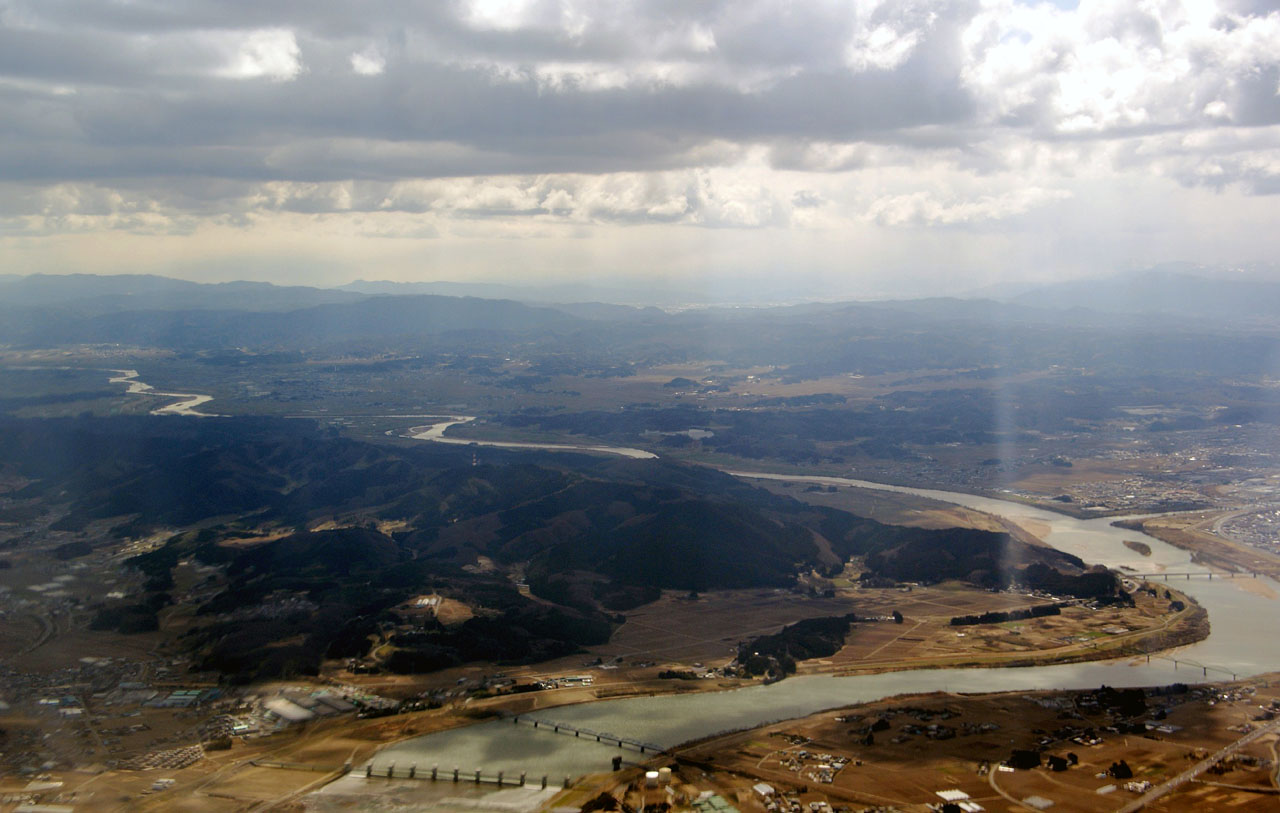
角田盆地から仙台平野へ抜ける阿武隈川と阿武隈大堰。
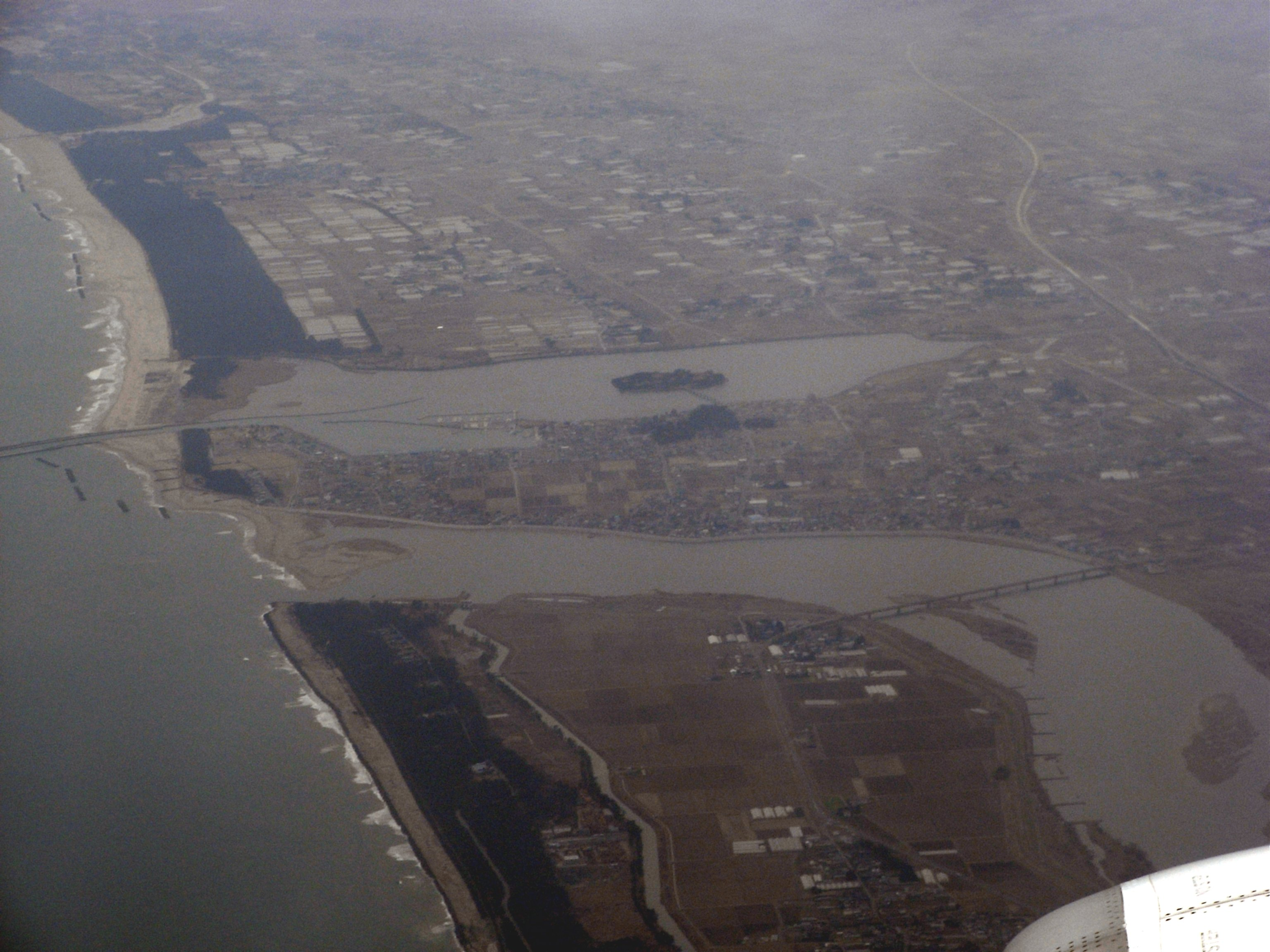
阿武隈川河口部拡大写真と旧河口跡鳥の海。画像下中央貞山運河が接続する。

## 歴史

### 上・中流部の地形史

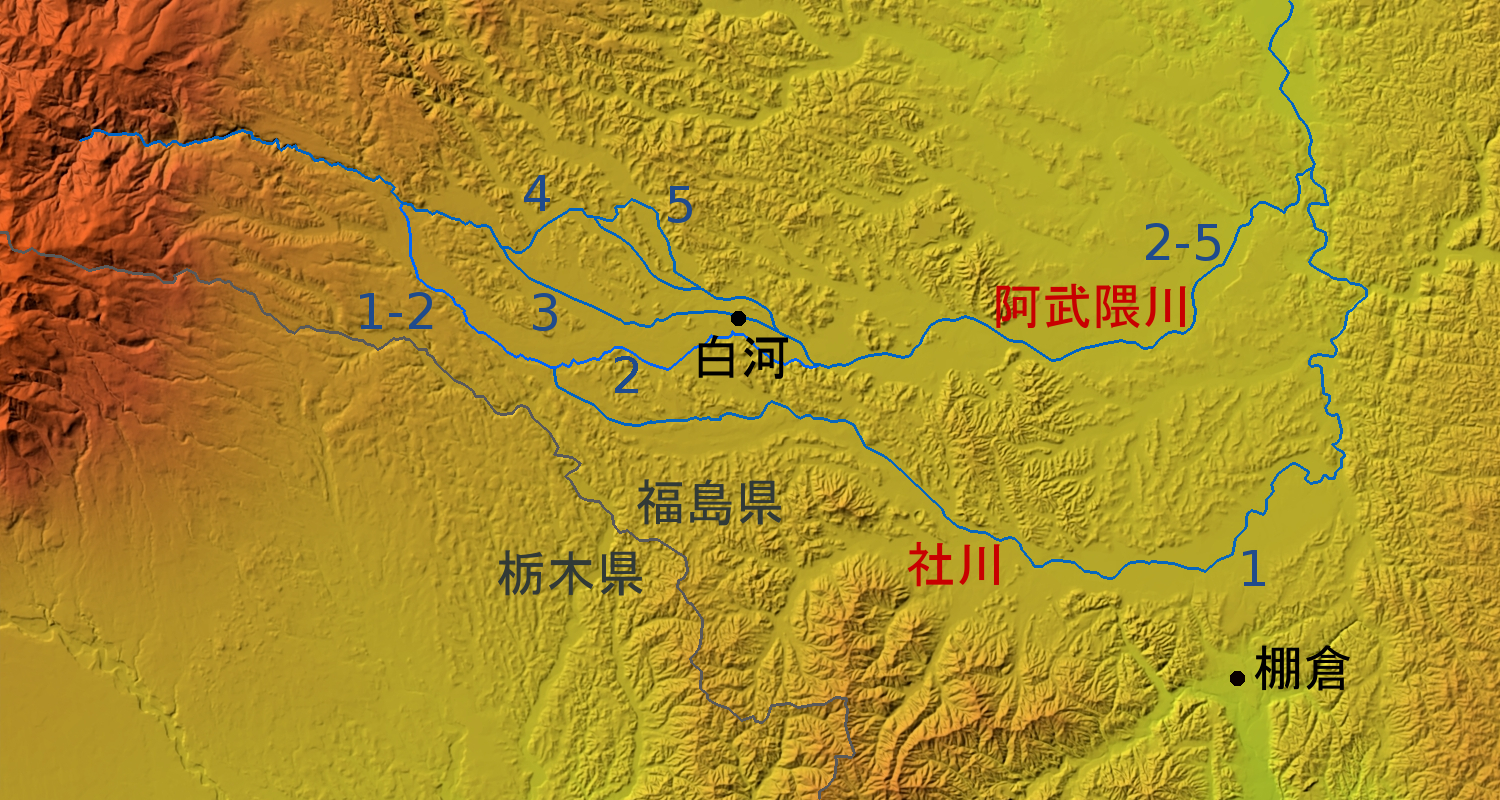
阿武隈川上流の流路変遷 (1期から5期)

現在の郡山盆地には、土地の沈降にともない、数十万年前から最大で南北約40キロメートルに及ぶ古郡山湖があった。12万年前から6万年前までの間に湖は堆積物で埋まってなくなった。
約7万年前におわる最終間氷期には、上流部で現在の社川の流路に入り、大きく南に迂回してから北に向かっていた（地図中の1）。その後、6万年前から5万年前頃に原中から東北東に流れるようになり、社川が支流になった（2）。ついで、2万年前から1万5千万年前頃に、上流の真船から東に、そして今の国道289号にそって南東へ流れるようになった（3）。1万年前から5千年前頃に、折口から北東に折れて谷地中を流れるようになり（4）、さらにその後さらに北東にずれて柏野を経由する現在の流路になった（5）。

### 江戸時代以降
かつては河川舟運が盛んに行われていた。きっかけは1664年に福島県の伊達郡、信夫郡一帯が天領になり、年貢米（御城米）を江戸へ移送する必要が生じたことによる。移送を請け負った江戸商人、渡辺友以は天領と仙台藩の境にあった難所を拡幅し、長良川で使用されていた小舟（小鵜飼船）を導入したことにより舟運を可能にした。その後、1671年には江戸幕府の依頼により河村瑞賢がさらなる河川改修を行っている。元禄時代以降は、福島から丸森までは小型船で、丸森で荷を移し替えて下流へは大型船による運行という棲み分けができた。明治時代に入ると、さらに河道改修が行われ、丸森で乗り換えは要するものの蒸気船が運行されるようになった。明治17年当時の運行会社である逢隈川汽船会舎のチラシによれば、朝6時に福島を出発し、藤場（岩沼）で乗合馬車に乗り換え、夕方6時に仙台に着く行程が設定されていた。同区間には陸路で馬車が運行されており、競合相手となっていたが、いずれも鉄道（東北本線）が開通すると姿を消した。
また、江戸時代に阿武隈川河口から名取川河口の間に木曳堀と呼ばれる水路が開削され、物流に用いられた。阿武隈川や白石川流域で伐採された木材が、木曳堀を経由して仙台城下近くまで運搬（木材流送）されたのだろうと推測されている。明治時代に木曳堀を含めて仙台湾沿岸の運河整備が行われ、貞山運河、東名運河、北上運河が完成し、阿武隈川はこれらの運河群を通じて松島湾の塩竈や鳴瀬川、北上川と結ばれることになった。1960年代後半、仙台港の建設のために貞山運河の一部が埋め立てられたため、現在、阿武隈川から貞山運河で通じているのは七北田川河口部までである。
阿武隈川を横断する渡船は第二次世界大戦後も残されていた。1954年（昭和29年）4月19日には東根村で渡船が強風のために転覆、死亡・行方不明5人を出す事故も発生している。

## 阿武隈川水系の主要河川
＊下流より記載
宮城県
- 五間堀川
- 白石川
  - 大深沢川
  - 河原子沢川
  - 松川（福島県の松川とは別）
    - 濁川
      - 三途川

  - 荒川（福島県の荒川とは別）

- 高倉川
- 半田川
- 小田川
- 雉子尾川
- 内川

福島県
- 山舟生川
- 広瀬川
- 滝川
- 佐久間川
- 東根川
- 産ヶ沢川
- 胡桃川
- 摺上川 - 古くは北流して現在の伊達市梁川町五十沢(福島盆地の北端)で阿武隈川と合流していたが、治水のため現在の地（福島市瀬ノ上）で阿武隈川に合流するよう流路を変えたという伝承がある。
- 蛭川
- 八反田川
- 松川 - 1600年に起きた「松川の戦い」で知られる。
- くるみ川
- 荒川
- 新川
- 濁川
- 入川
- 田沢川
- 下浅川
- 立田川
- 水原川
- 女神川
- 木幡川
- 若宮川
- 移川
  - 口太川

- 浅川
- 油井川
- 鯉川
- 六角川
- 羽石川
- 杉田川
- 百日川
- 安達太良川
- 瀬戸川
- 五百川
- 仲川
- 白岩川
- 天神川
- 桜川
- 大滝根川
- 藤田川
- 逢瀬川 - 日本のロックバンド「音速ライン」の楽曲名に用いられている。
- 南川
- 笹原川
- 滑川
- 釈迦堂川
- 取上川
- 初瀬川
- 社川
  - 今出川

- 谷津田川
- 真名子川
- 堀川

## 阿武隈川水系の河川施設
阿武隈水系においては、支流における河川施設が多い。阿武隈川が流れる福島県中通り地方の年平均降水量は、奥羽山脈側で1,500 mm、阿武隈川流域の盆地部で1,100 mm、阿武隈高地側で1,300 mmと少ないため、その多くは灌漑・上水道用のダムである。

### 河川施設一覧
| 一次 支川 （本川） | 二次 支川 | 三次 支川 | ダム名         | 堤高 (m) | 総貯水 容量 (千m3) | 型式         | 事業者     | 備考 [位置] |
| ------------------ | --------- | --------- | -------------- | -------- | ------------------ | ------------ | ---------- | ----------- |
| 谷津田川           | －        | －        | 赤坂ダム       | 18.3     | 906                | アース       | 福島県     |             |
| 堀川               | －        | －        | 堀川ダム       | 57.0     | 5,500              | ロックフィル | 福島県     |             |
| 鳥首川             | －        | －        | 西郷ダム       | 32.5     | 3,299              | アース       | 東北農政局 |             |
| 泉川               | －        | －        | 泉川ダム       | 17.5     | 434                | アース       | 土地改良区 |             |
| 釈迦堂川           | －        | －        | 龍生ダム       | 32.5     | 939                | 重力式       | 福島県     |             |
| 江花川             | －        | －        | 藤沼ダム       | 17.5     | 1.504              | アース       | 土地改良区 |             |
| 黄金川             | －        | －        | 犬神ダム       | 32.4     | 1,206              | アース       | 福島県     |             |
| 今出川             | －        | －        | 今出ダム       | 79.5     | 14,400             | 重力式       | 福島県     | 計画中止    |
| 北須川             | －        | －        | 千五沢ダム     | 43.0     | 13,000             | アース       | 福島県     |             |
| 笹原川             | 多田野川  | －        | 深田調整池     | 55.5     | 8,690              | アース       | 東北農政局 |             |
| 上石川             | －        | －        | 金沢調整池     | 30.8     | 1,371              | 重力式       | 東北農政局 |             |
| 逢瀬川             | －        | －        | 下北沢ダム     | 19.0     | 454                | アース       | 郡山市     |             |
| 七瀬川             | －        | －        | 三ツ森ダム     | 28.8     | 720                | アース       | 福島県     |             |
| 大滝根川           | －        | －        | 三春ダム       | 65.0     | 42,800             | 重力式       | 国土交通省 |             |
| 大平川             | －        | －        | 高柴調整池     | 24.3     | 115                | アース       | 東北農政局 |             |
| 山ノ入川           | －        | －        | 山の入ダム     | 29.5     | 1,266              | アース       | 福島県     |             |
| 原瀬川             | －        | －        | 岳ダム         | 60.0     | 1,100              | 重力式       | 福島県     |             |
| 八反田川           | －        | －        | 大笹生ダム     | 27.2     | 913                | アース       | 福島県     |             |
| 産ヶ沢川           | －        | －        | 藤倉ダム       | 36.      | 905                | 重力式       | 福島県     |             |
| 摺上川             | －        | －        | 摺上川ダム     | 105.0    | 153,000            | ロックフィル | 国土交通省 |             |
| 白石川             | －        | －        | 七ヶ宿ダム     | 90.0     | 109,000            | ロックフィル | 国土交通省 |             |
| 白石川             | －        | －        | 川原子ダム     | 20.0     | 2,333              | アース       | 宮城県     |             |
| 荒川               | －        | －        | 村田ダム       | 36.7     | 1,660              | アース       | 宮城県     |             |
| 笠島川             | －        | －        | 山梨（上）ダム | 16.0     | 17                 | アース       | 角田市     |             |
| 阿武隈川           | －        | －        | 蓬萊ダム       | 21.5     | 3,803              | 重力式       | 東北電力   |             |
| 阿武隈川           | －        | －        | 信夫ダム       | 21.5     | 1,872              | 重力式       | 東北電力   |             |
| 阿武隈川           | －        | －        | 阿武隈大堰     | －       | －                 | 可動堰       | 国土交通省 |             |

### 用水路・導水路
| 用水路名 | 所在地 | 管理者     |
| -------- | ------ | ---------- |
| 安積疏水 | 福島県 | 土地改良区 |
| 西根堰   | 福島県 | －         |
| 東根堰   | 福島県 | －         |
| 貞山運河 | 宮城県 | －         |

### 発電所一覧
- 発電所名をクリックすると発電所位置の地図が表示されます。

| 発電所名            | 河川名   | ダム式 /水路式 | 運用開始年         | 最大出力 (kW) | 有効落差 /水量  | 所在地               | 事業者         | 備考         |
| ------------------- | -------- | -------------- | ------------------ | ------------- | --------------- | -------------------- | -------------- | ------------ |
| 真船                | 阿武隈川 | 水路           | 1927年（昭和2年）  | 999           | －              | 福島県西白河郡西郷村 | 東北電力       |              |
| 前田川              | 阿武隈川 | 水路           | 1906年（明治39年） | 125           | －              | 福島県須賀川市       | 東北電力       |              |
| 移川                | 移川     | 水路           | 1921年（大正10年） | 330           | －              | 福島県田村郡三春町   | 東北電力       |              |
| 青石                | 移川     | 水路           | 1919年（大正8年）  | 200           | －              | 福島県田村郡三春町   | 東北電力       |              |
| 三春ダム 管理用右岸 | 大滝根川 | ダム           | 1998年（平成10年） | （1,020）     | （43.9m）       | 福島県田村郡三春町   | 東北地方整備局 |              |
| 三春ダム 管理用左岸 | 大滝根川 | 水路           | 1998年（平成10年） | －            | －              | 福島県田村郡三春町   | 東北地方整備局 |              |
| 沼上                | 五百川   | 水路           | 1899年（明治32年） | 2,100         | 37.4m /5.6m3/s  | 福島県郡山市         | 東京電力       | 水源猪苗代湖 |
| 竹ノ内              | 五百川   | 水路           | 1919年（大正8年）  | 3,700         | 68m /7.2m3/s    | 福島県郡山市         | 東京電力       | 水源猪苗代湖 |
| 丸守                | 五百川   | 水路           | 1921年（大正10年） | 5,900         | 87.4m /8.2m3/s  | 福島県郡山市         | 東京電力       | 水源猪苗代湖 |
| 安積疏水 管理用     | 多田野川 | 水路           | 2004年（平成16年） | 2,230         | 89.8m /3.2m3/s  | 福島県郡山市         | 土地改良区     | 水源猪苗代湖 |
| 仏台                | 口太川   | 水路           | 1915年（大正4年）  | 150           | －              | 福島県二本松市       | 東北電力       |              |
| 沢上                | 口太川   | 水路           | 1908年（明治41年） | 340           | －              | 福島県二本松市       | 東北電力       |              |
| 小瀬川              | 移川     | 水路           | 1921年（大正10年） | 1,100         | －              | 福島県二本松市       | 東北電力       |              |
| 土湯                | 塩ノ川   | 水路           | 1931年（昭和6年）  | 1,190         | －              | 福島県福島市         | 東北電力       |              |
| 荒川                | 荒川     | 水路           | 1939年（昭和14年） | 3,100         | －              | 福島県福島市         | 東北電力       |              |
| 庭坂                | 天戸川   | 水路           | 2001年（平成13年） | 1,500         | 111.2m /1.6m3/s | 福島県福島市         | 東北電力       |              |
| 大笹生              | 松川     | 水路           | 1991年（平成3年）  | 11,400        | 215m            | 福島県福島市         | 東北電力       |              |
| 摺上川              | 摺上川   | ダム           | 2007年（平成19年） | 3,000         | 82.3m /4.5m3/s  | 福島県福島市         | 東北電力       |              |
| 滝野                | 摺上川   | 水路           | 1910年（明治43年） | 900           | －              | 福島県福島市         | 東北電力       |              |
| 穴原                | 摺上川   | 水路           | 1912年（大正元年） | 1,850         | －              | 福島県福島市         | 東北電力       |              |
| 蓬莱                | 阿武隈川 | ダム+水路      | 1938年（昭和13年） | 38,500        | 77.6m           | 福島県福島市         | 東北電力       |              |
| 信夫                | 阿武隈川 | ダム+水路      | 1939年（昭和14年） | 5,950         | －              | 福島県福島市         | 東北電力       |              |
| 横川                | 横川     | 水路           | －                 | 1,800         | －              | 宮城県刈田郡七ヶ宿町 | 東北電力       |              |
| 関                  | 横川     | 水路           | －                 | 2,100         | －              | 宮城県刈田郡七ヶ宿町 | 東北電力       |              |
| 遠刈田              | 松川     | 水路           | －                 | 5,500         | －              | 宮城県刈田郡蔵王町   | 東北電力       |              |
| 曲竹                | 松川     | 水路           | －                 | 2,500         | －              | 宮城県刈田郡蔵王町   | 東北電力       |              |
| 七ヶ宿ダム 管理用   | 白石川   | ダム           | 1992年（平成4年）  | 3,600         | 54.5m /8.4m3/s  | 宮城県白石市         | 東北地方整備局 |              |
| 刈田                | 白石川   | 水路           | －                 | －            | －              | 宮城県白石市         | 東北電力       |              |
| 白石                | 白石川   | 水路           | 1910年（明治43年） | 750           | －              | 宮城県白石市         | 東北電力       |              |
| 蔵本                | 白石川   | 水路           | －                 | 3,100         | －              | 宮城県白石市         | 東北電力       |              |

- 出典・参考リンク
  - 東北電力発電所名リスト1
  - 東北電力発電所名リスト2
  - 東北電力発電所名リスト3
  - 過去からの伝言 東北物語Web伝承館・東北開発夜話
    - 東北の電力創生記

  - 最近の小水力発電技術（富士時報）

### 阿武隈川のダム

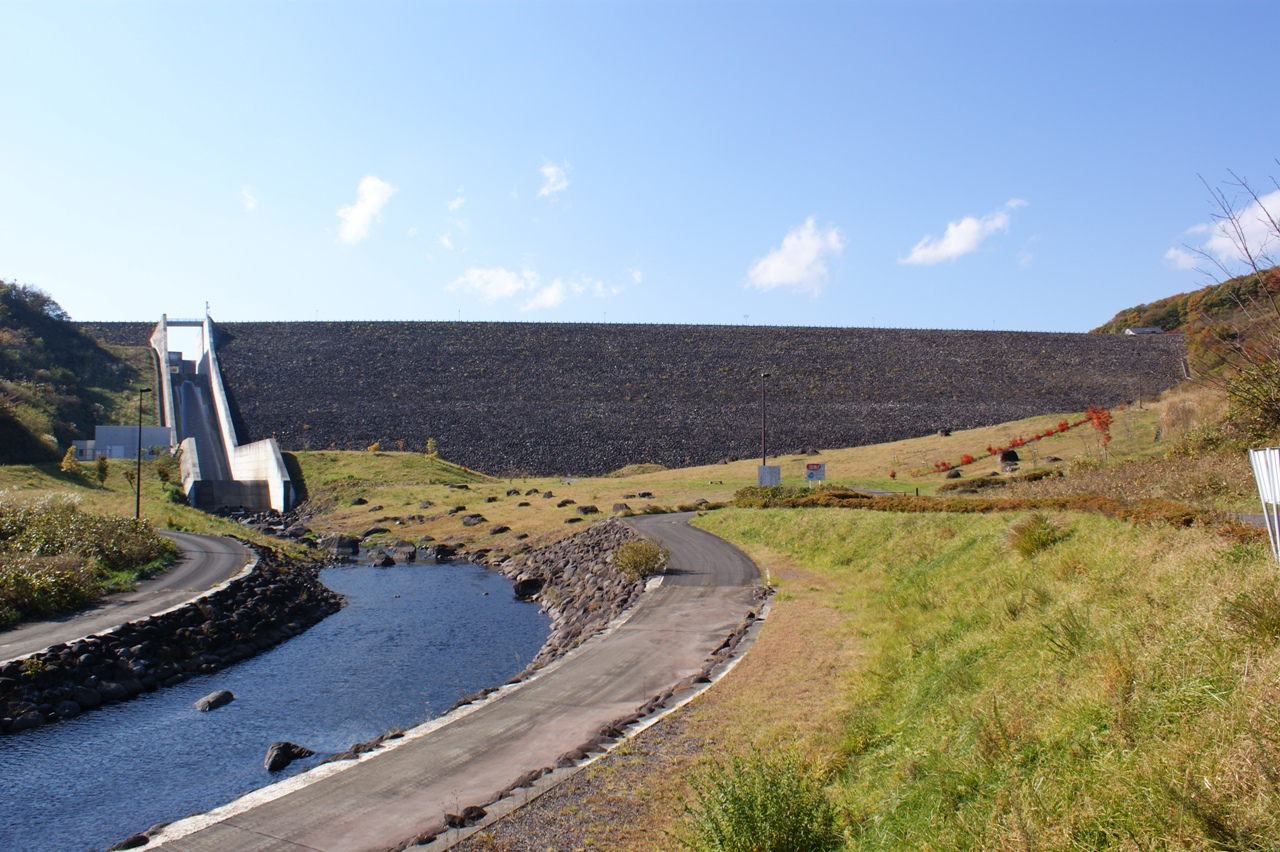
堀川ダム（堀川）
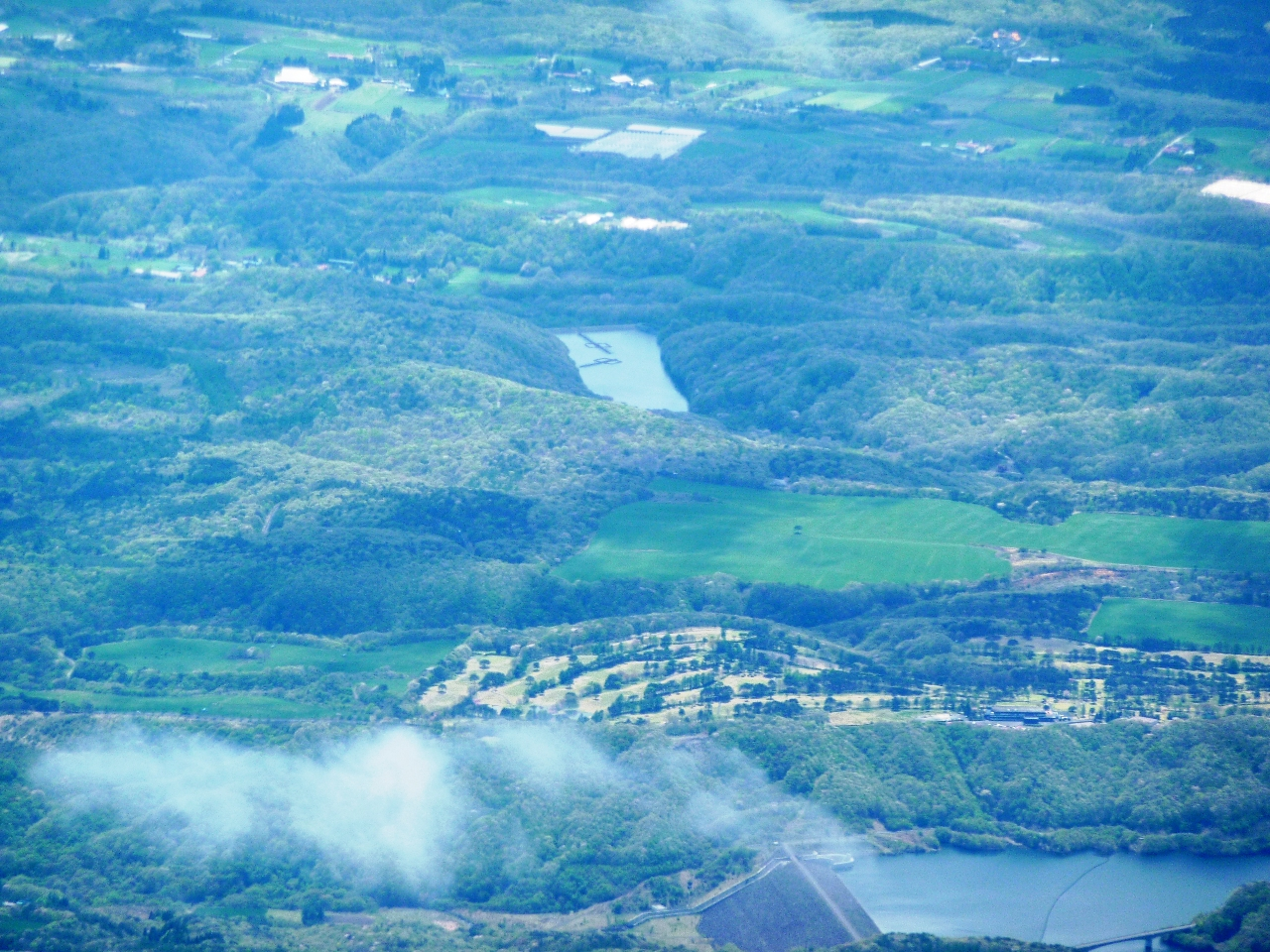
奥・黒森ダム（那珂川水系）、手前・堀川ダム空撮
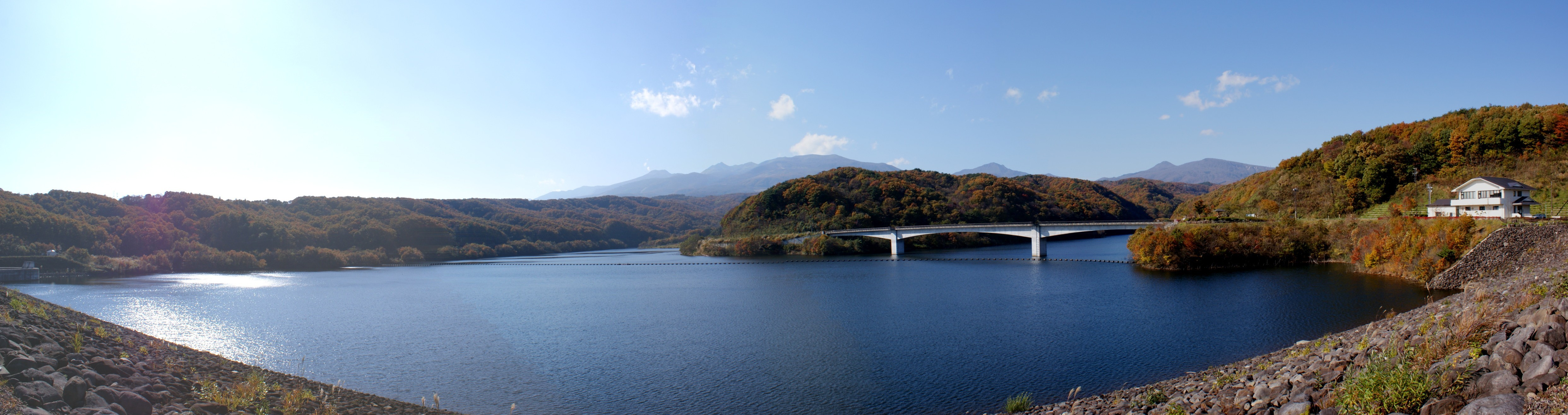
堀川ダムサイトからの眺望
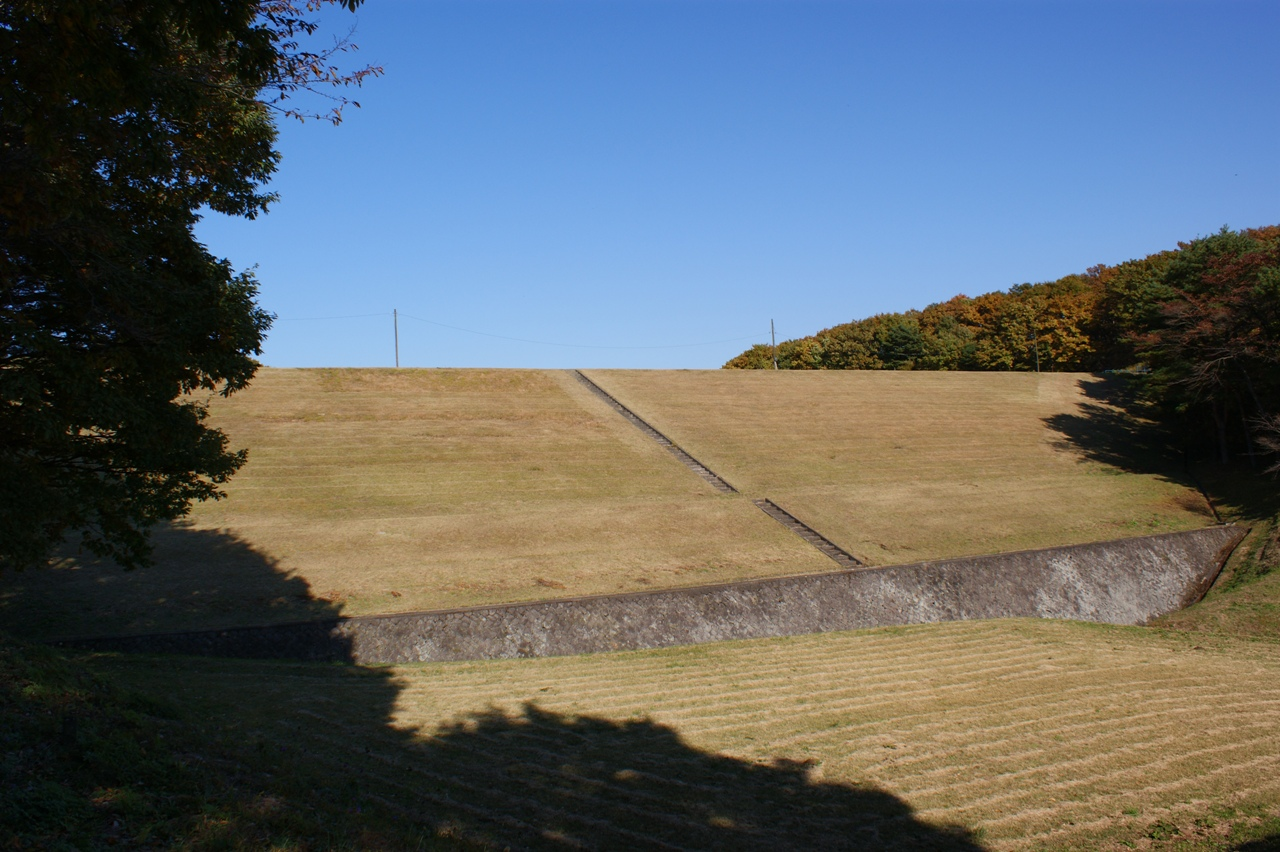
赤坂ダム（谷津田川）
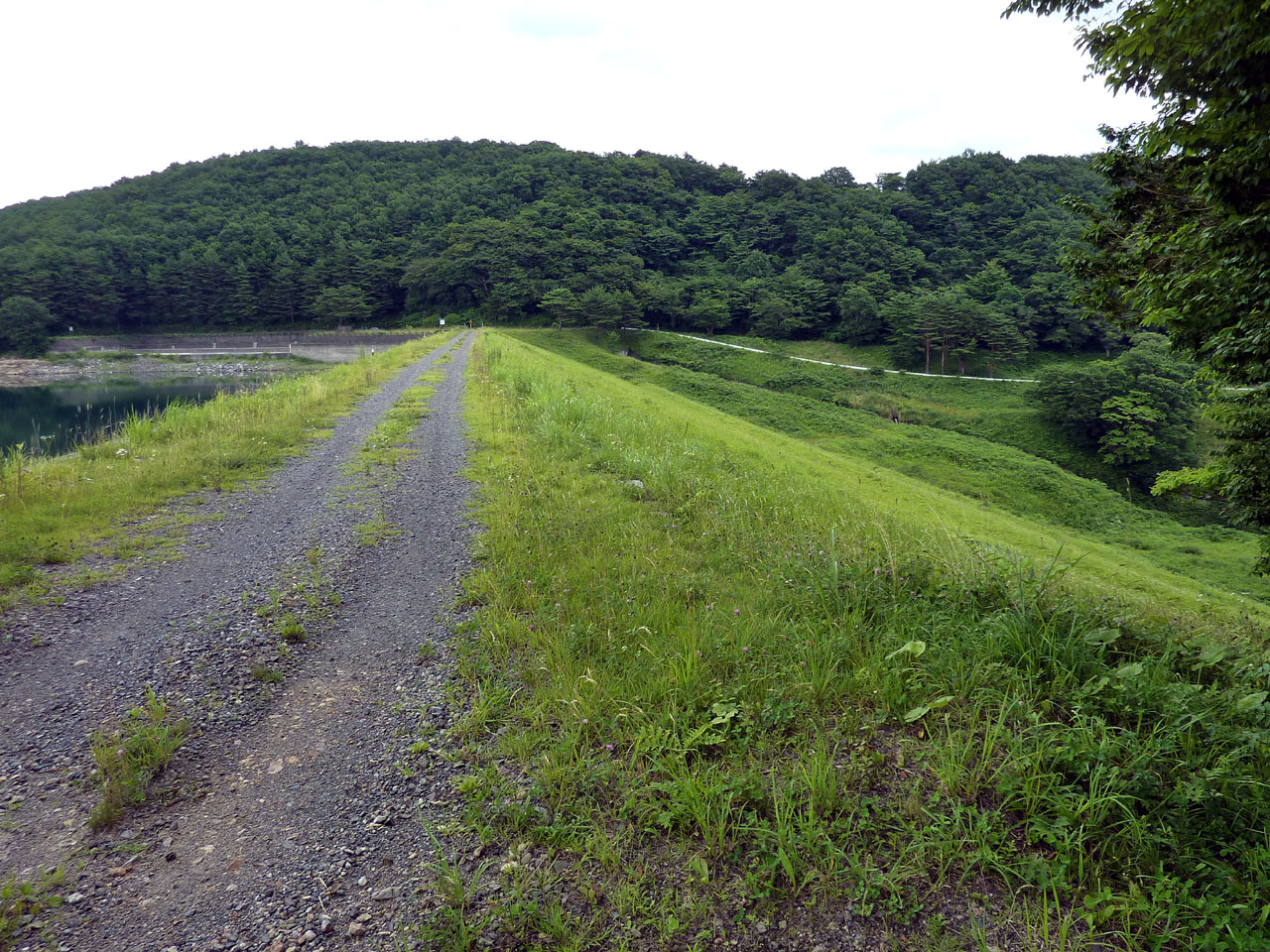
西郷ダム（鳥首川）
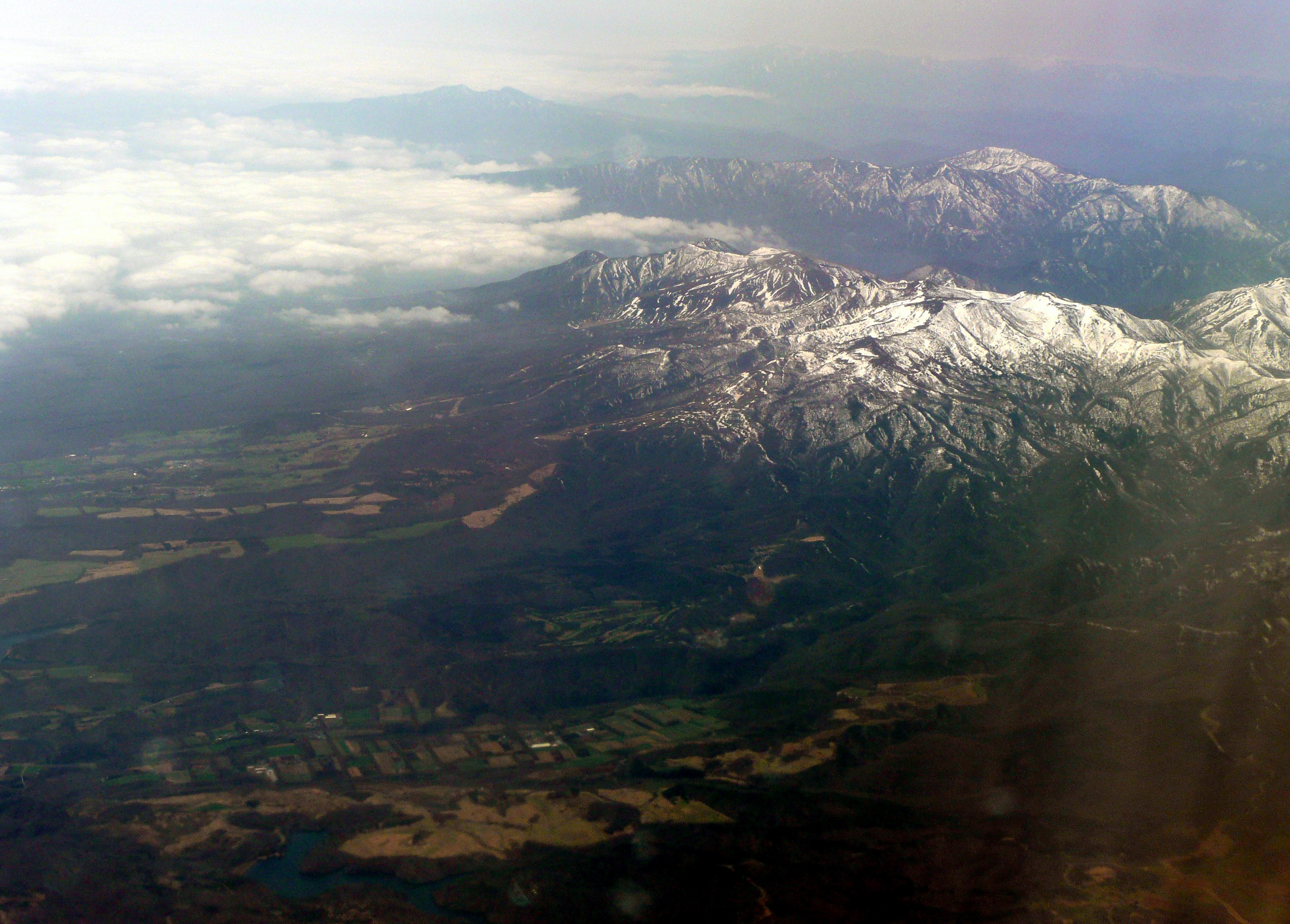
奥・那須岳と手前・西郷貯水池空撮
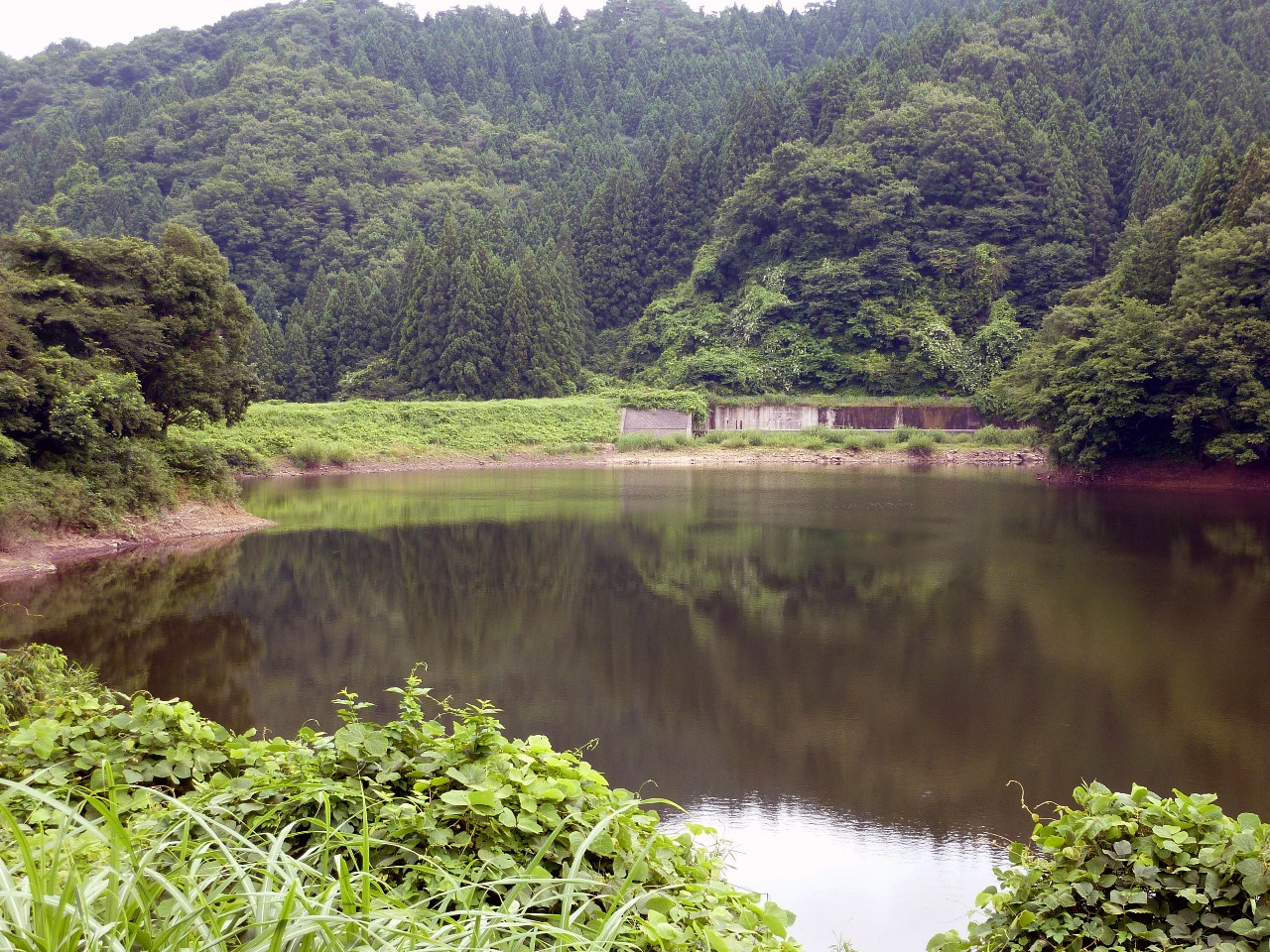
泉川ダム（泉川）
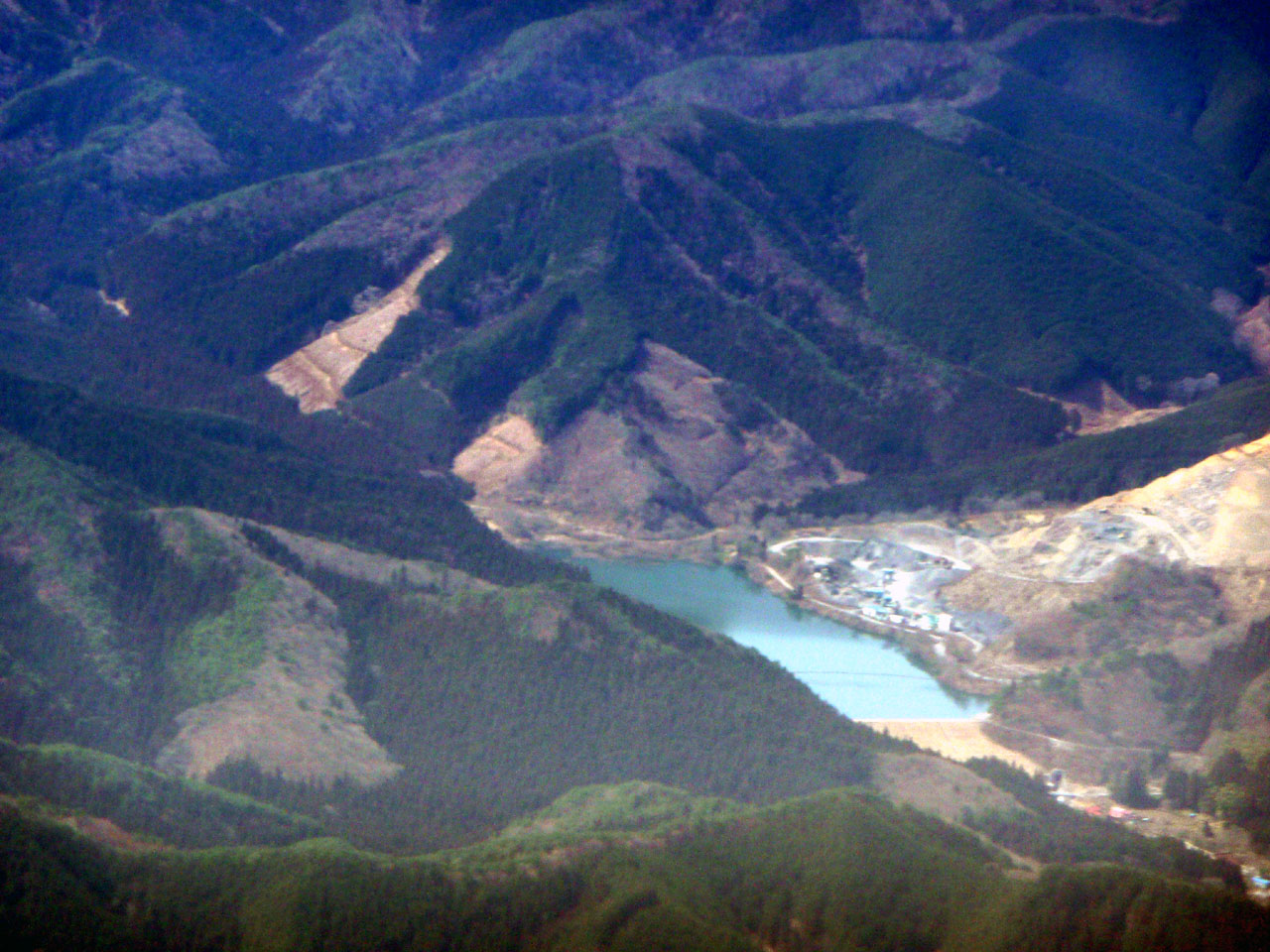
犬神ダム（黄金川）
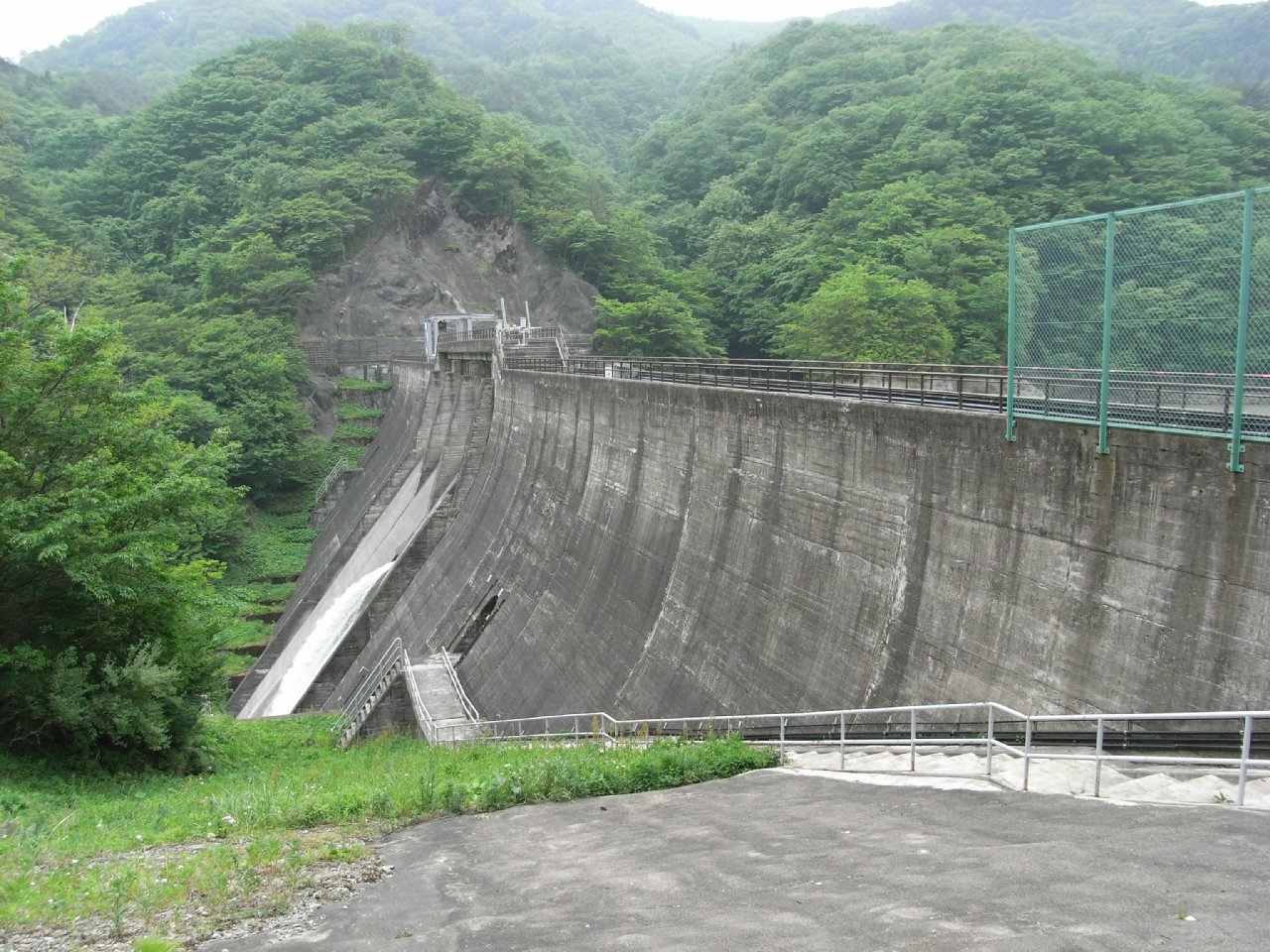
龍生ダム（釈迦堂川）
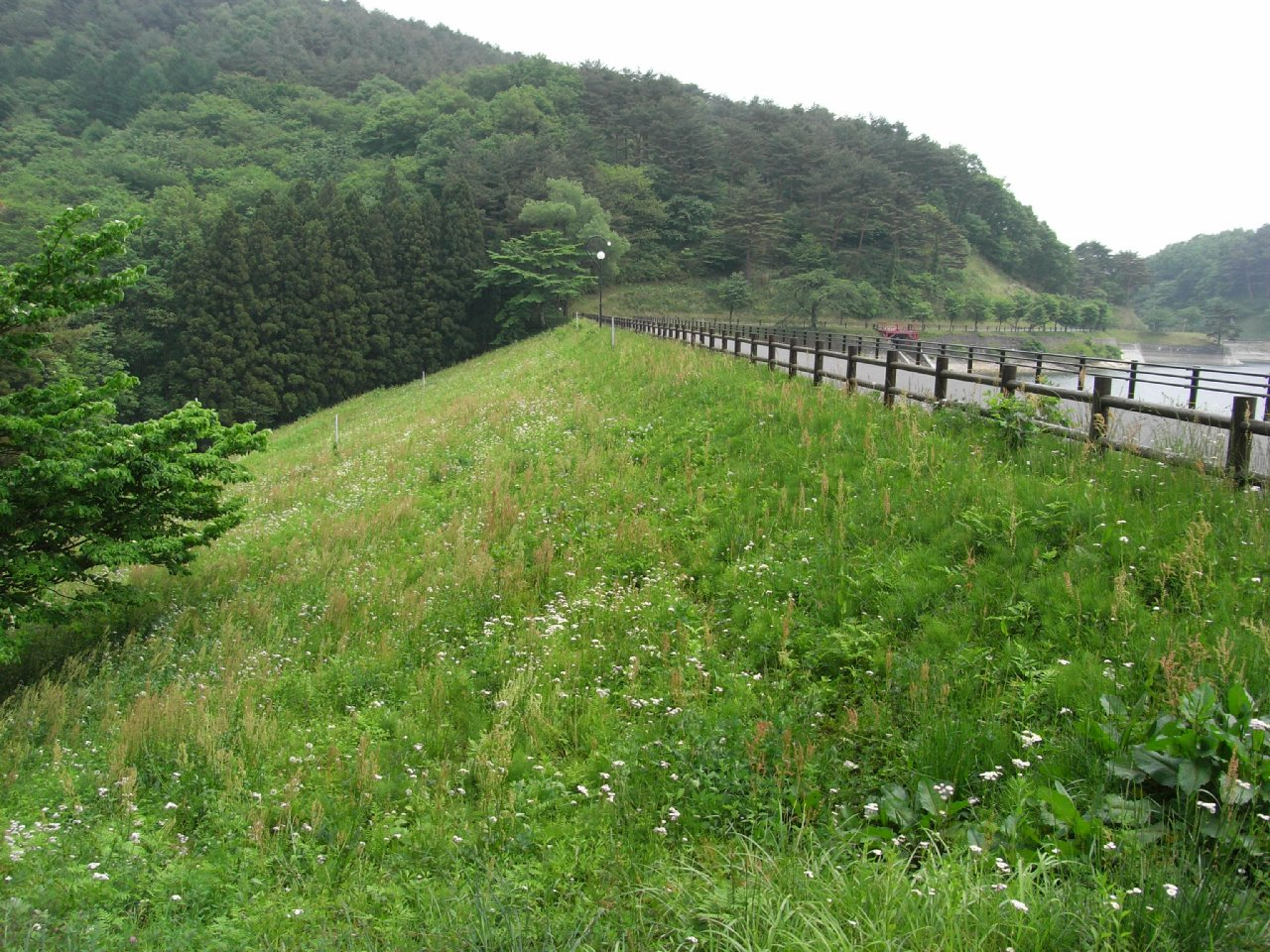
藤沼ダム（江花川）（東日本大震災被災前）
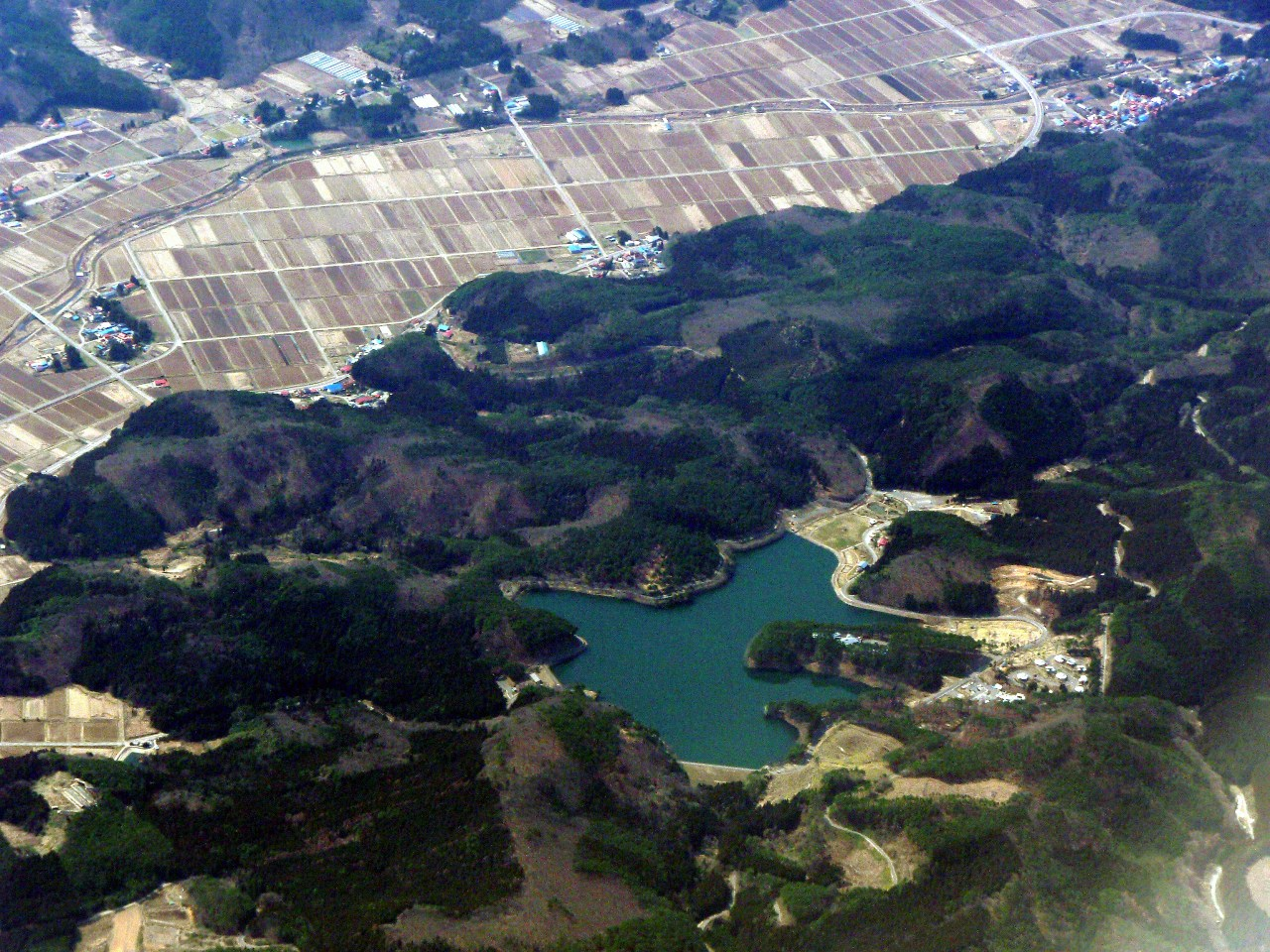
藤沼貯水池空撮（東日本大震災被災前）
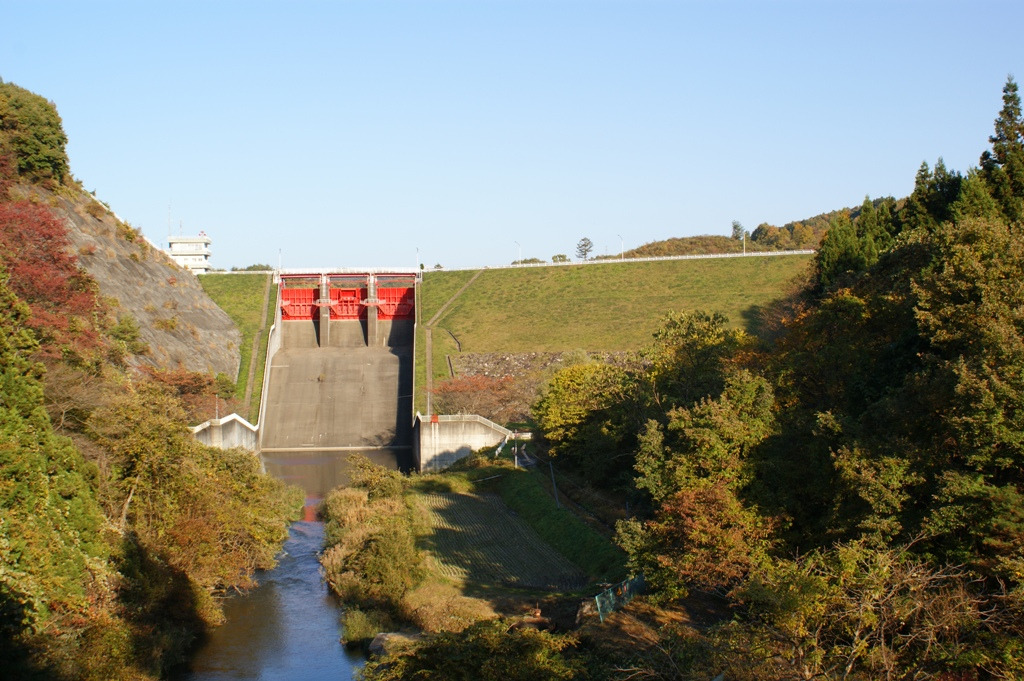
千五沢ダム（北須川）
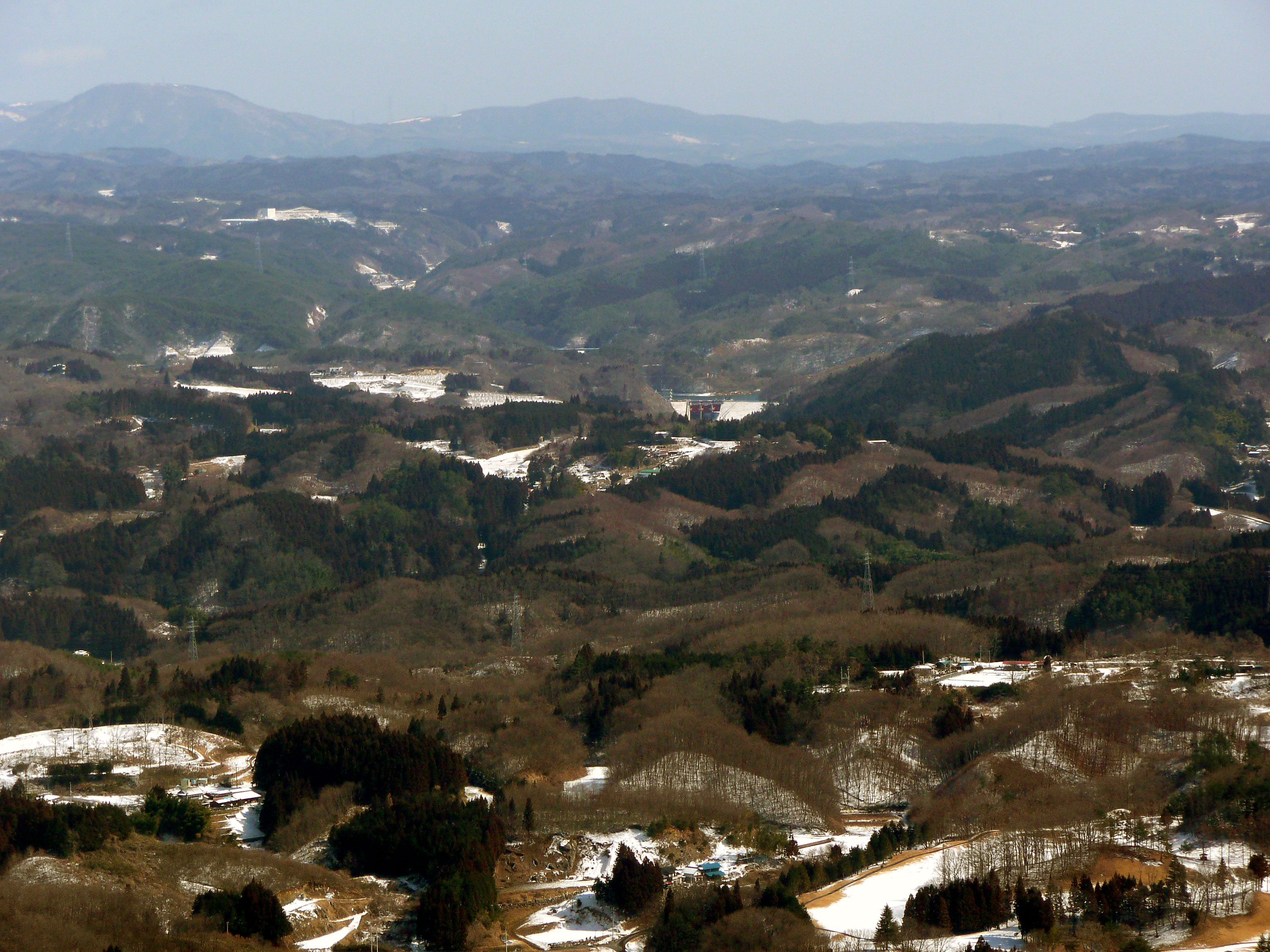
千五沢ダム周辺空撮
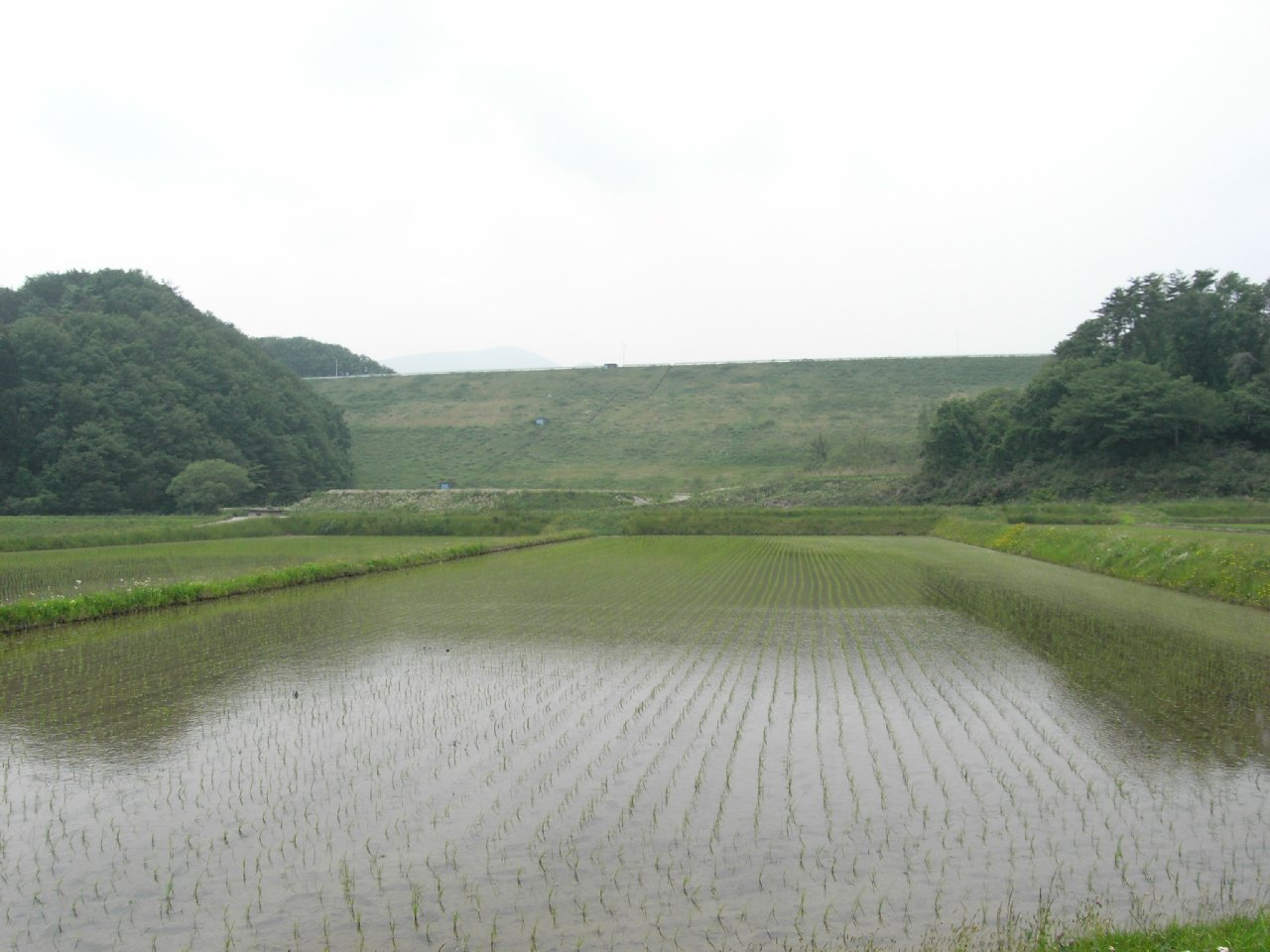
深田ダム（多田野川）
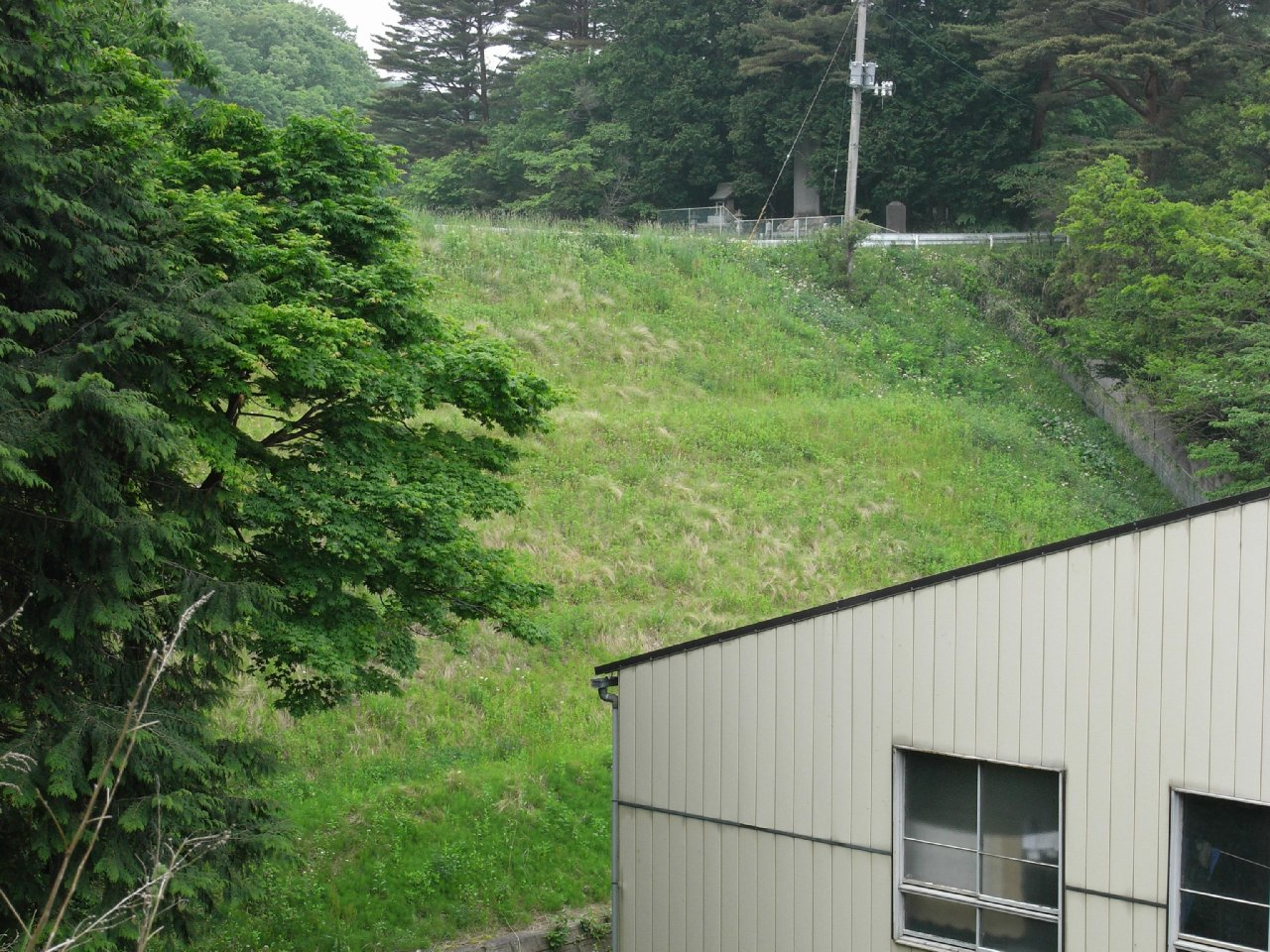
下北沢ダム（逢瀬川）
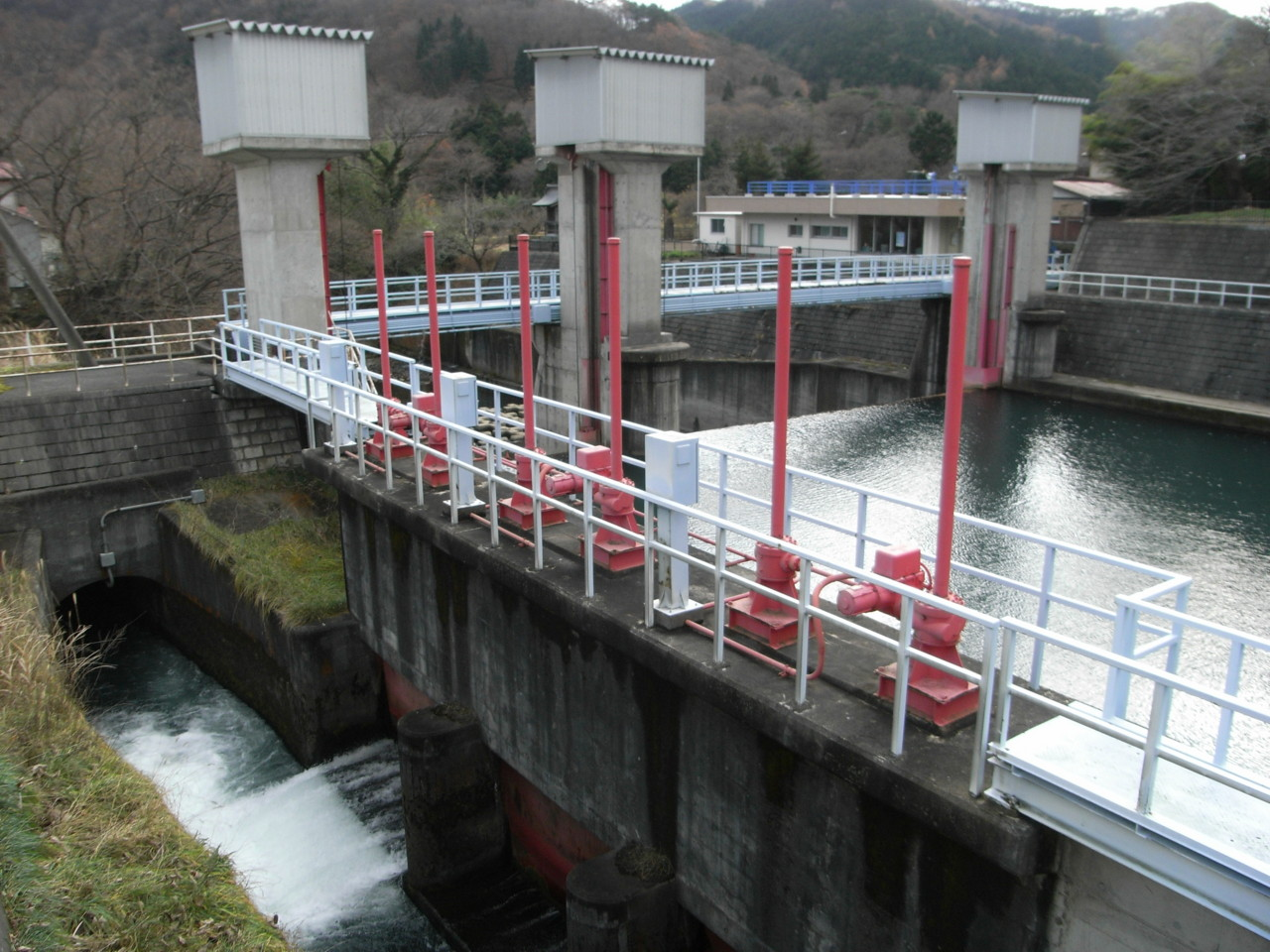
安積疏水熱海頭首工（五百川）
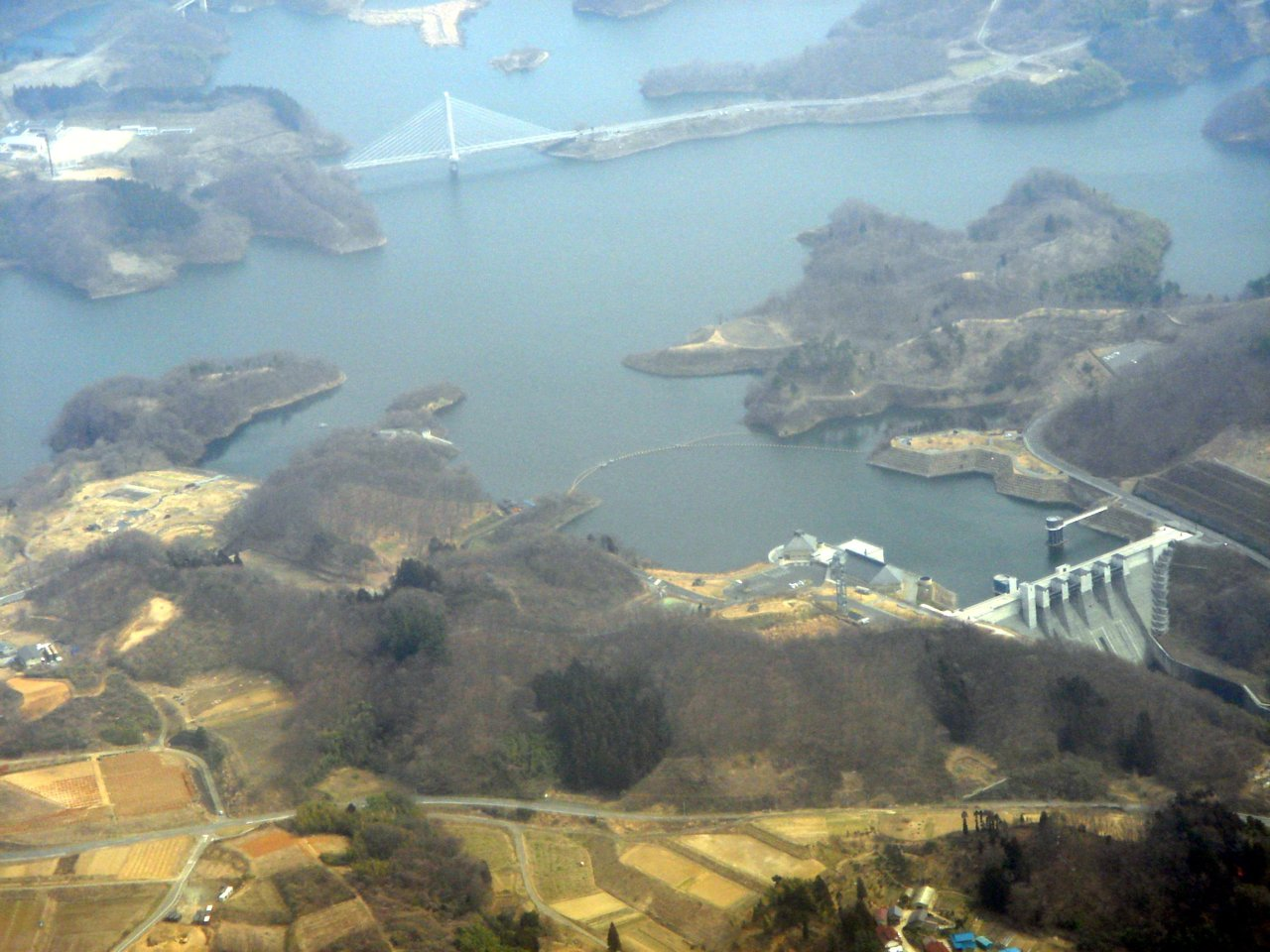
三春ダム（大滝根川）
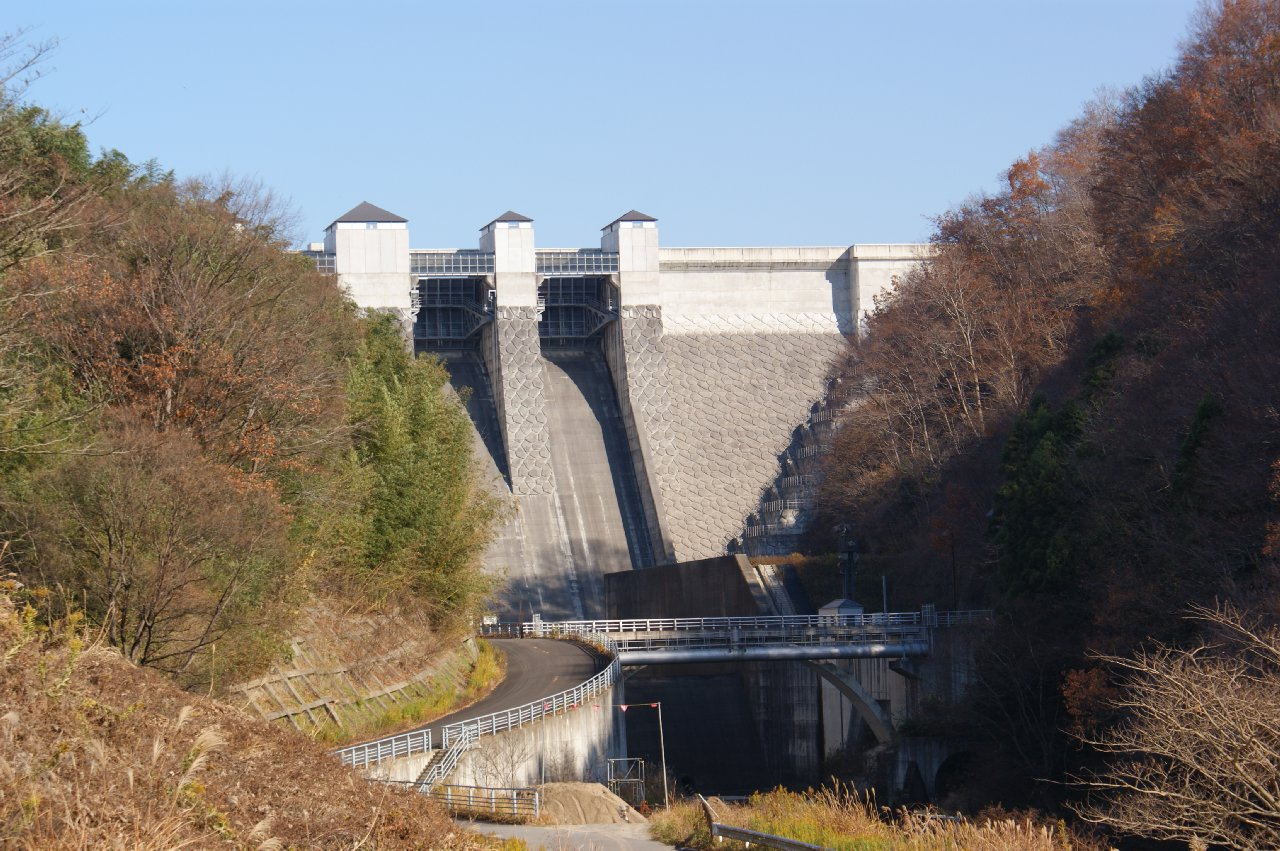
三春ダム正面
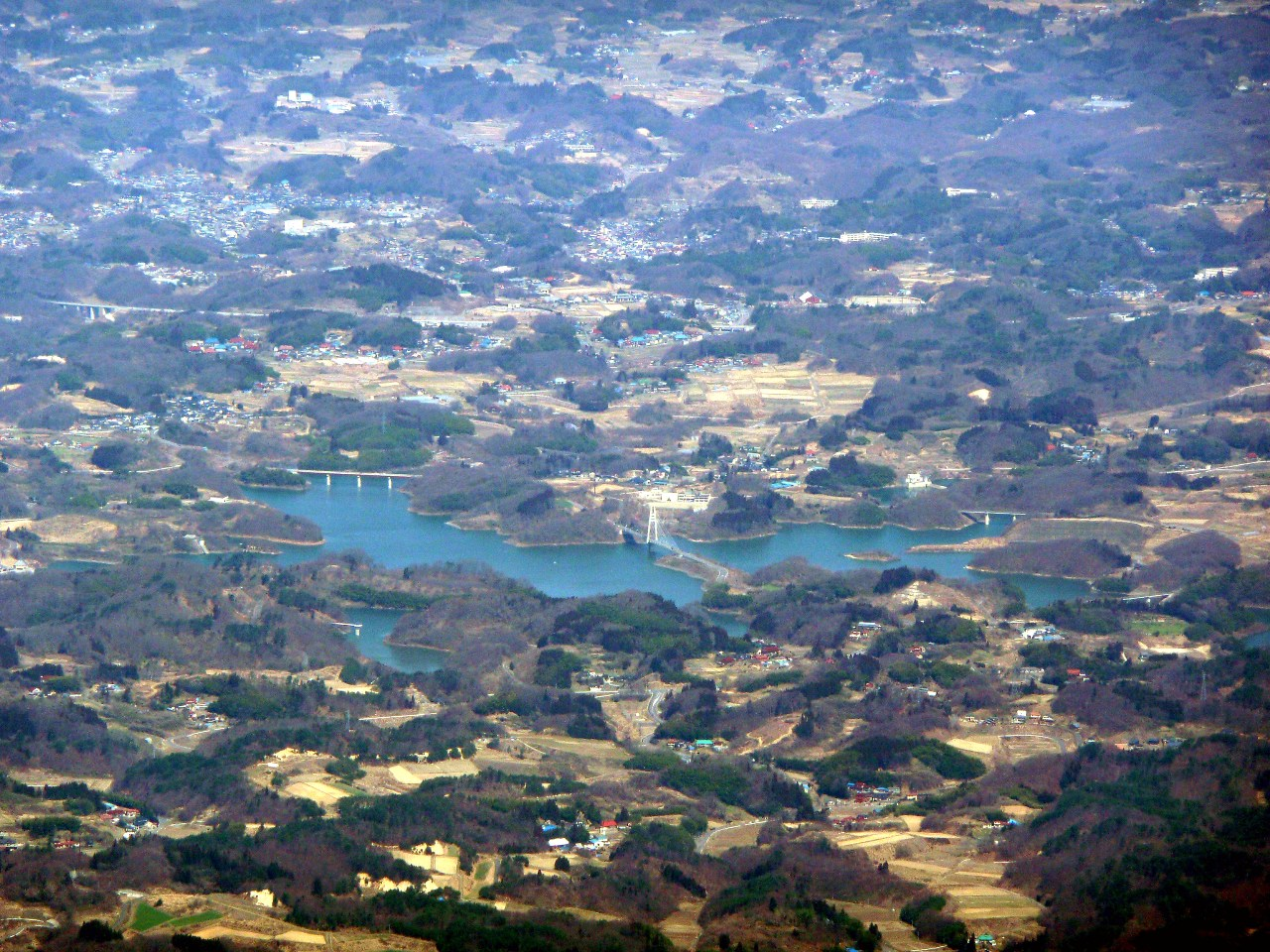
さくら湖空撮
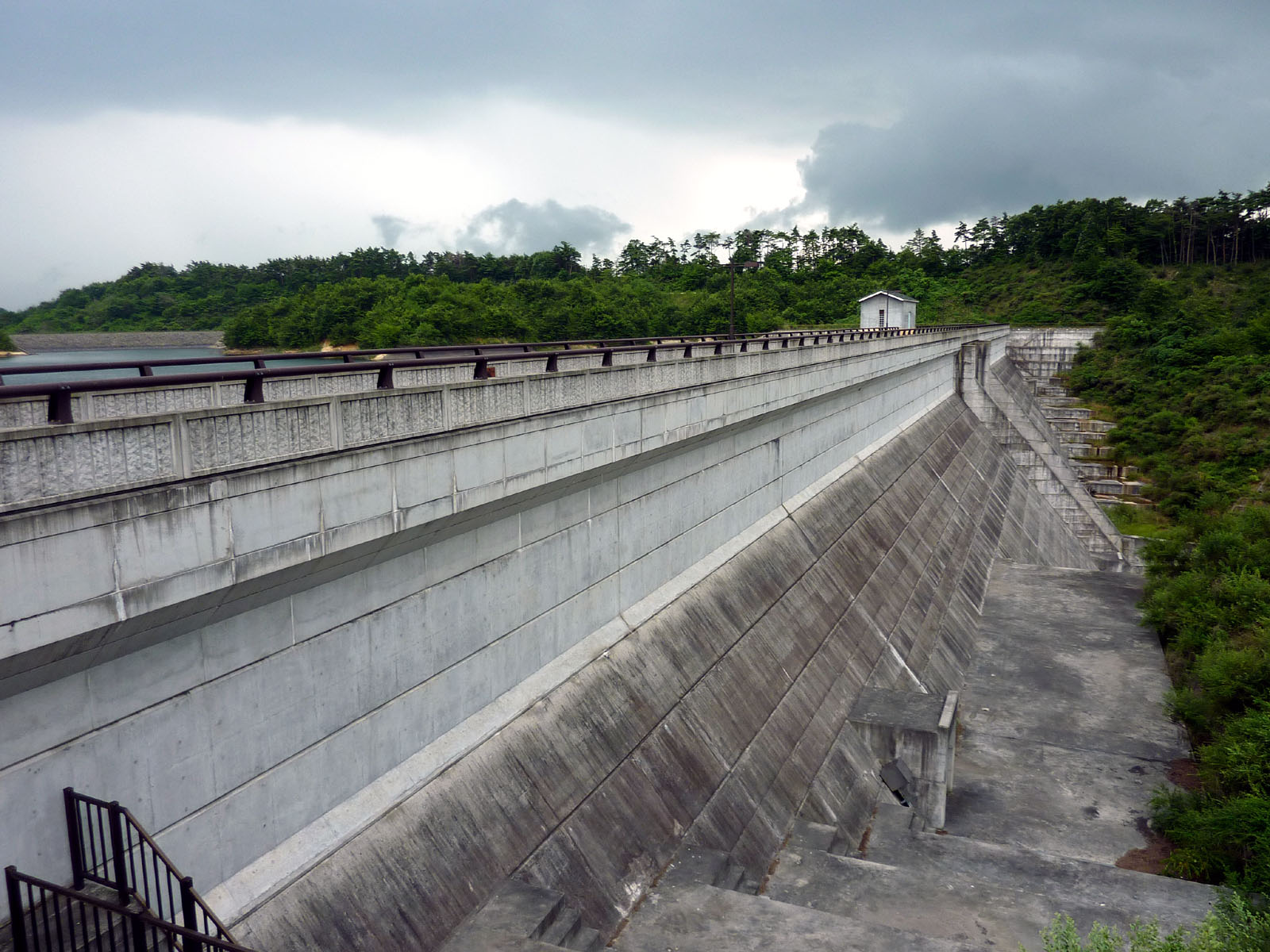
金沢調整池本堤、副堤（奥）
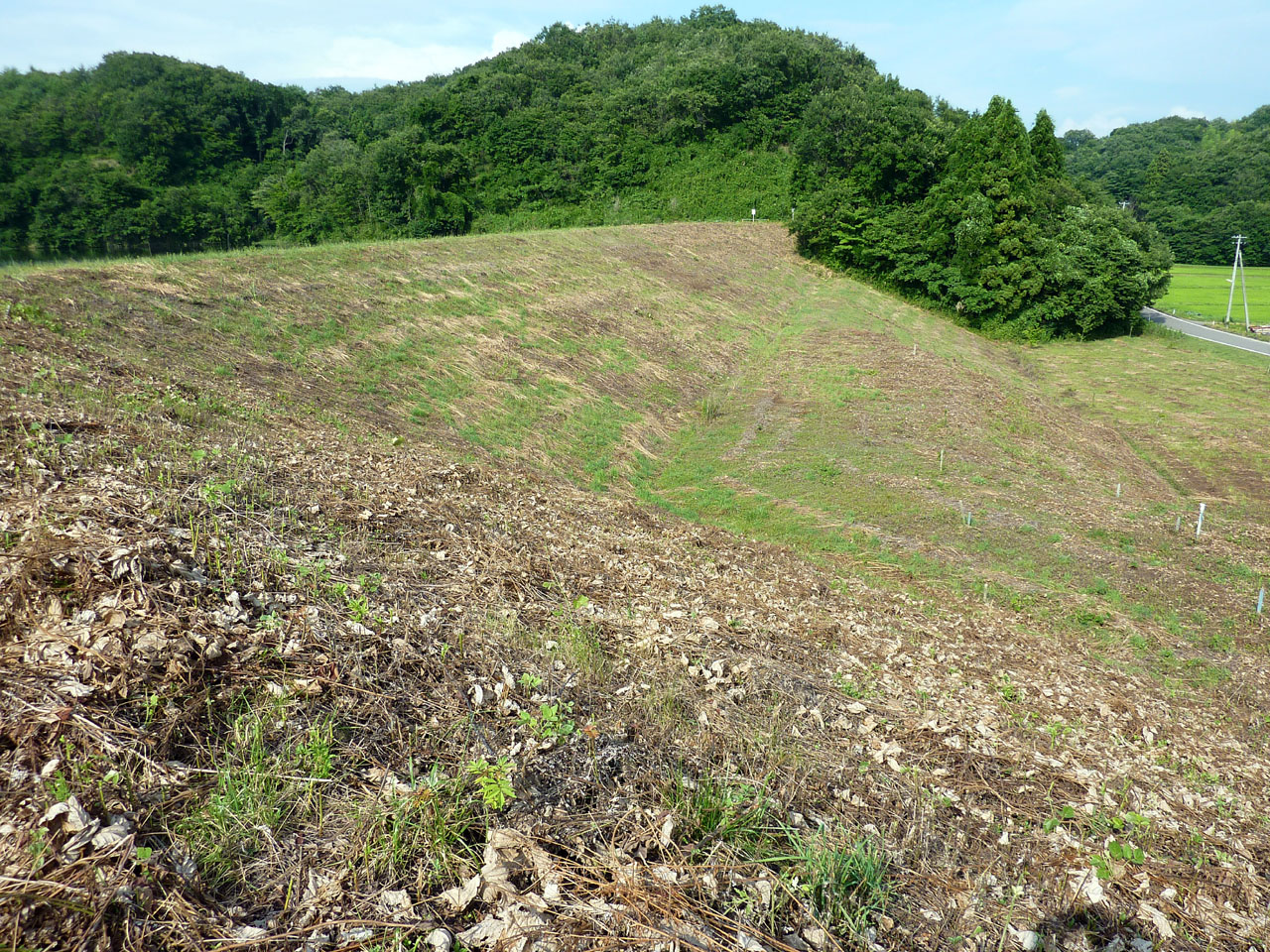
高柴調整池堤体
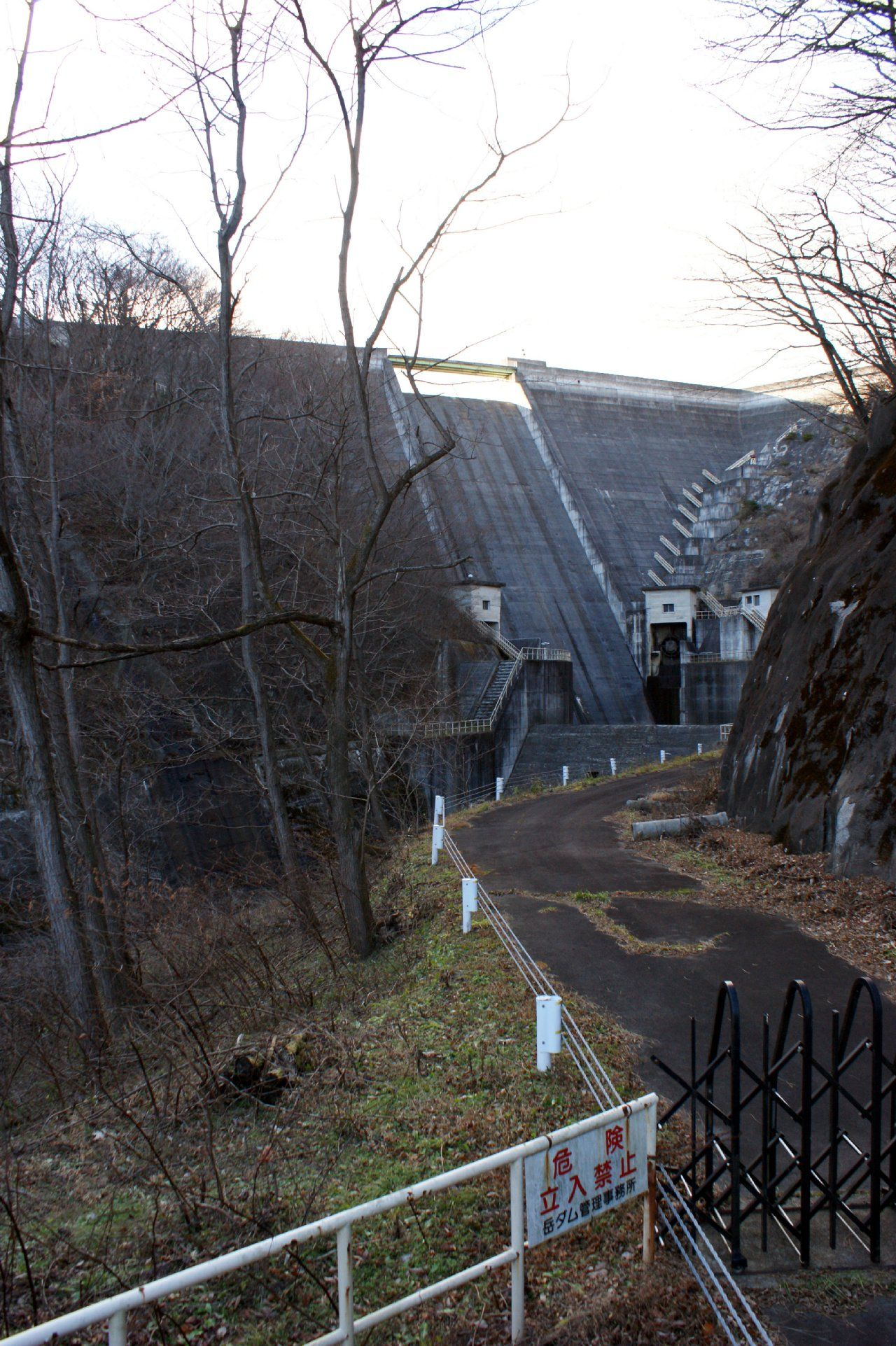
岳ダム（原瀬川）
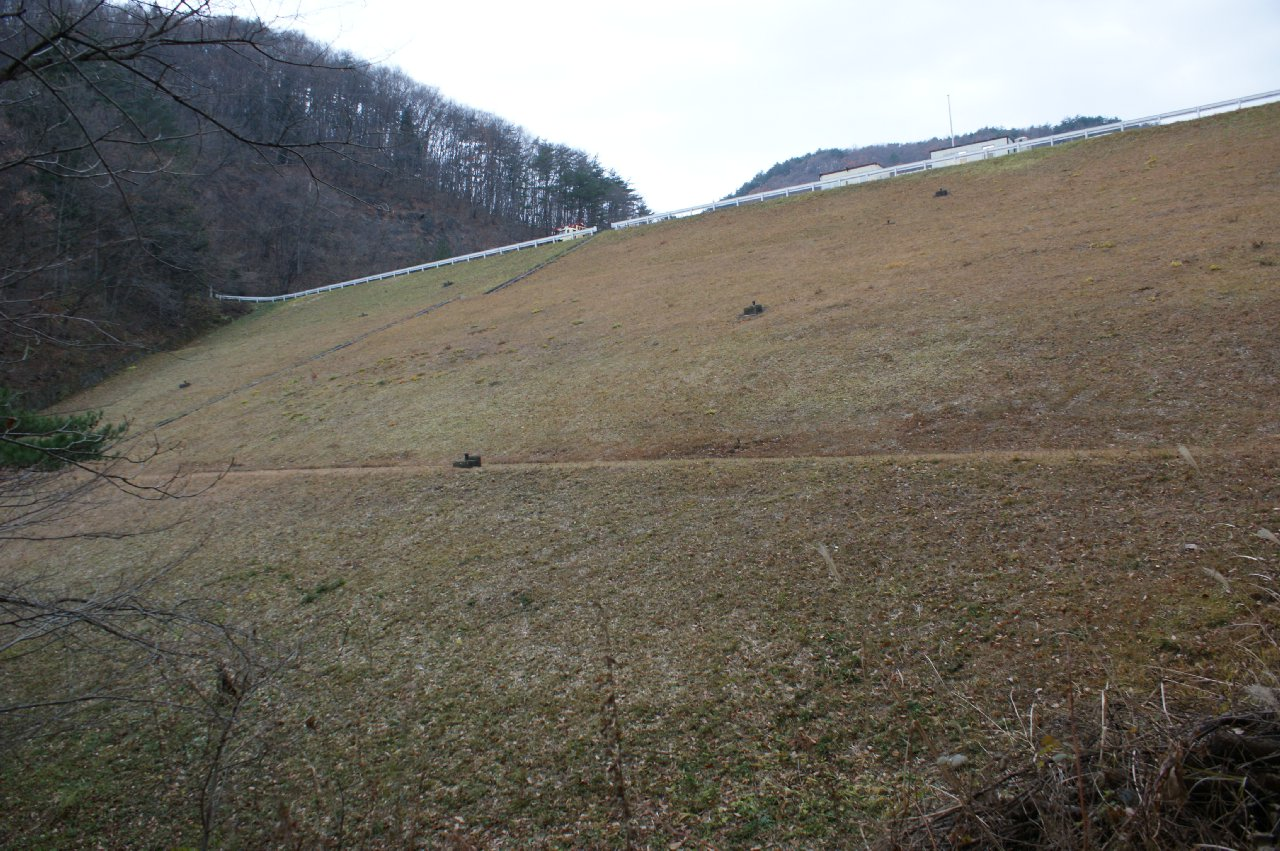
大笹生ダム（八反田川）
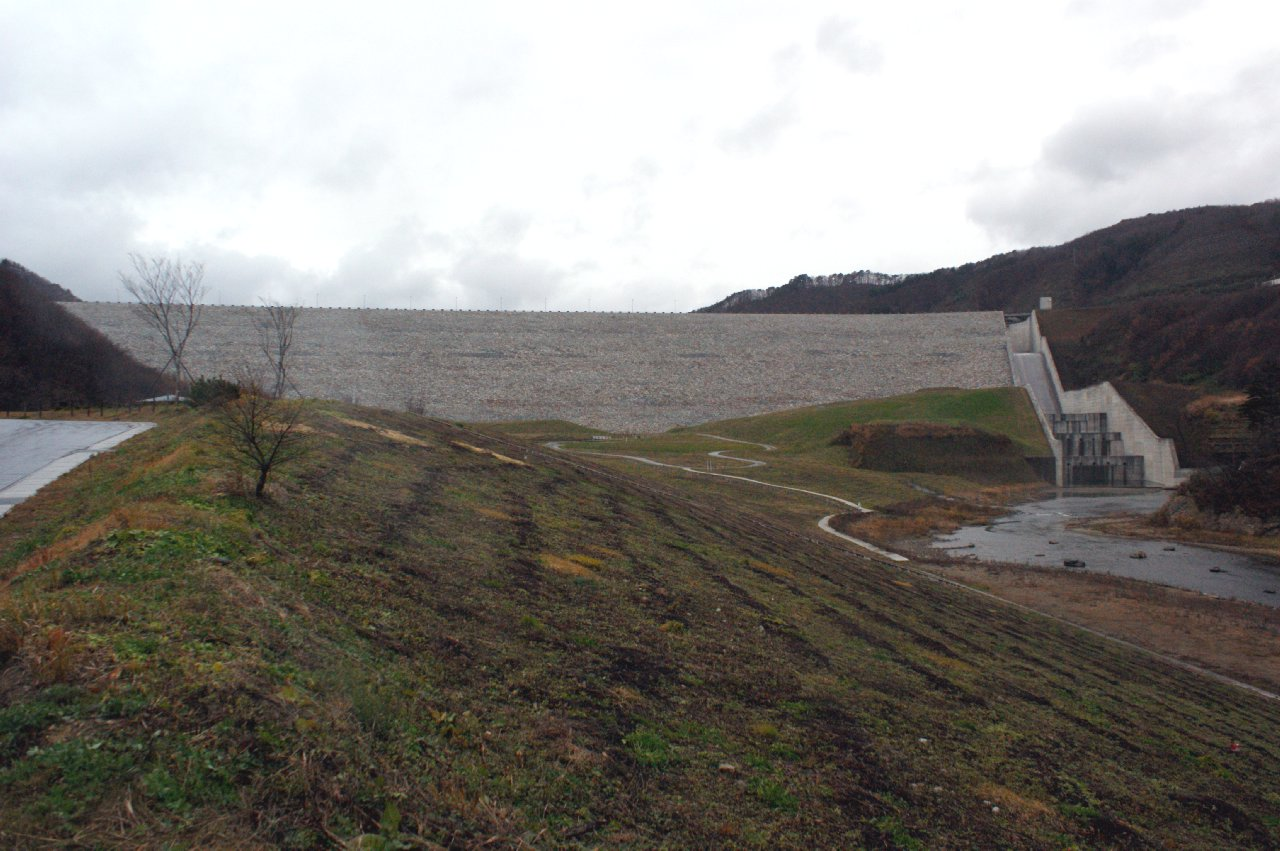
摺上川ダム（摺上川）
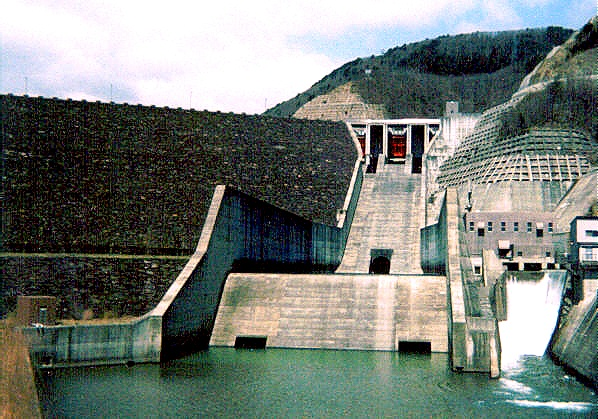
七ヶ宿ダム（白石川）
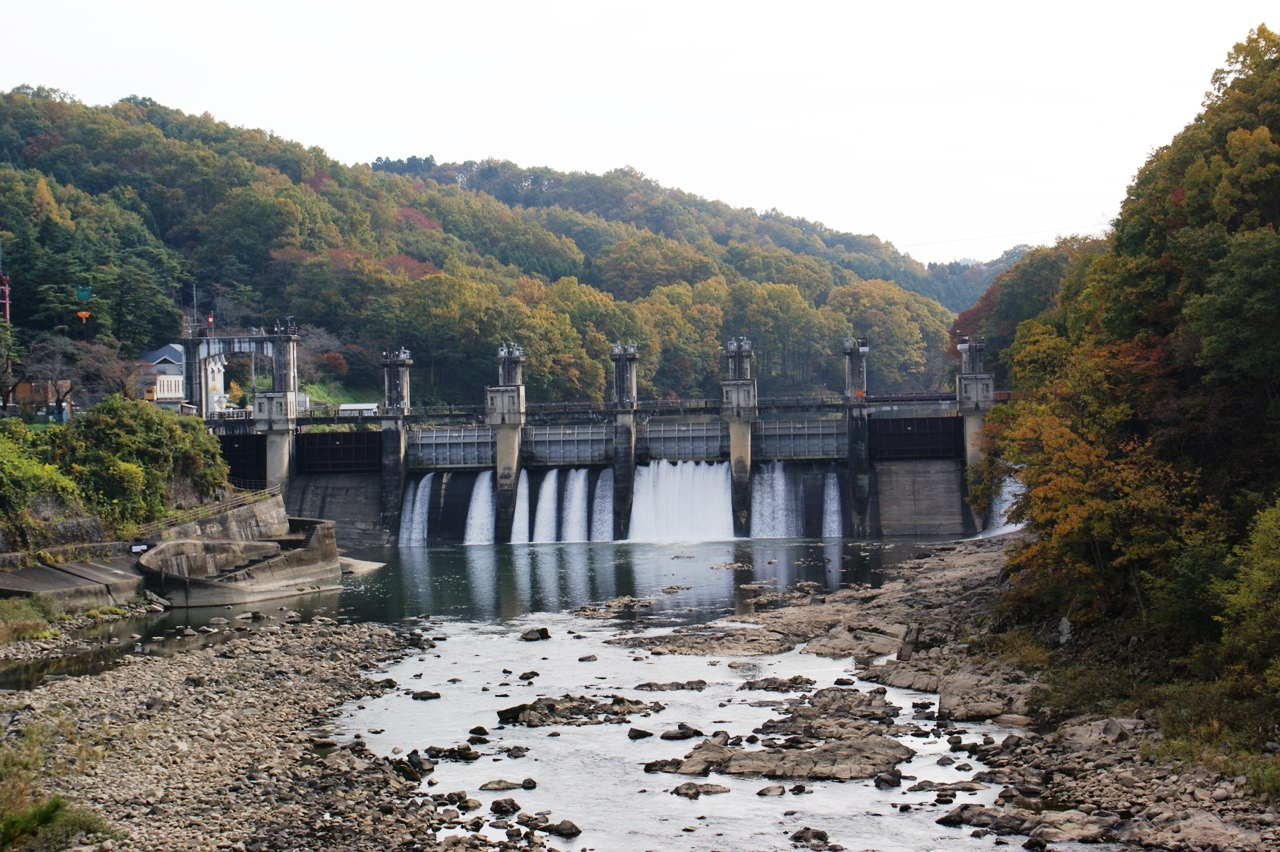
蓬萊ダム（阿武隈川） （飯野ダム）
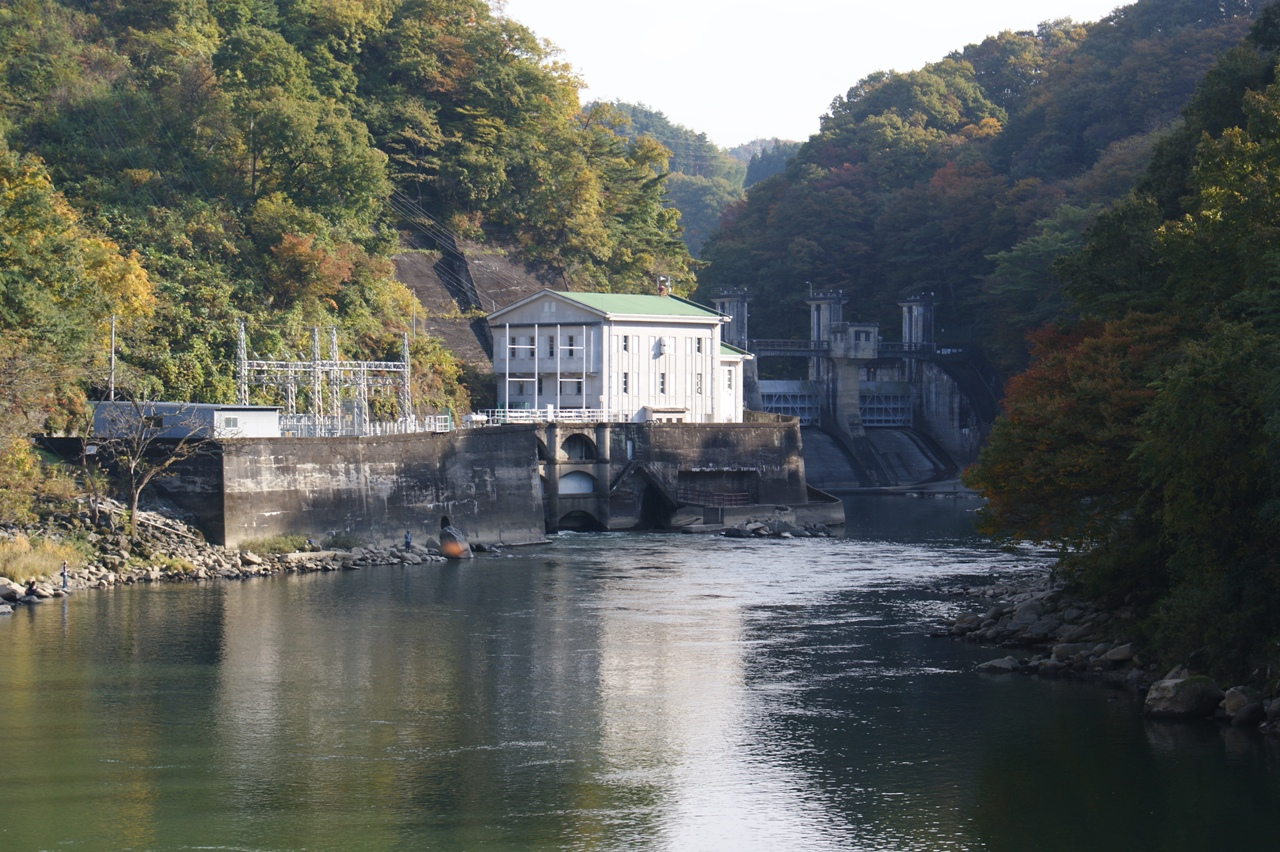
信夫ダム（阿武隈川）
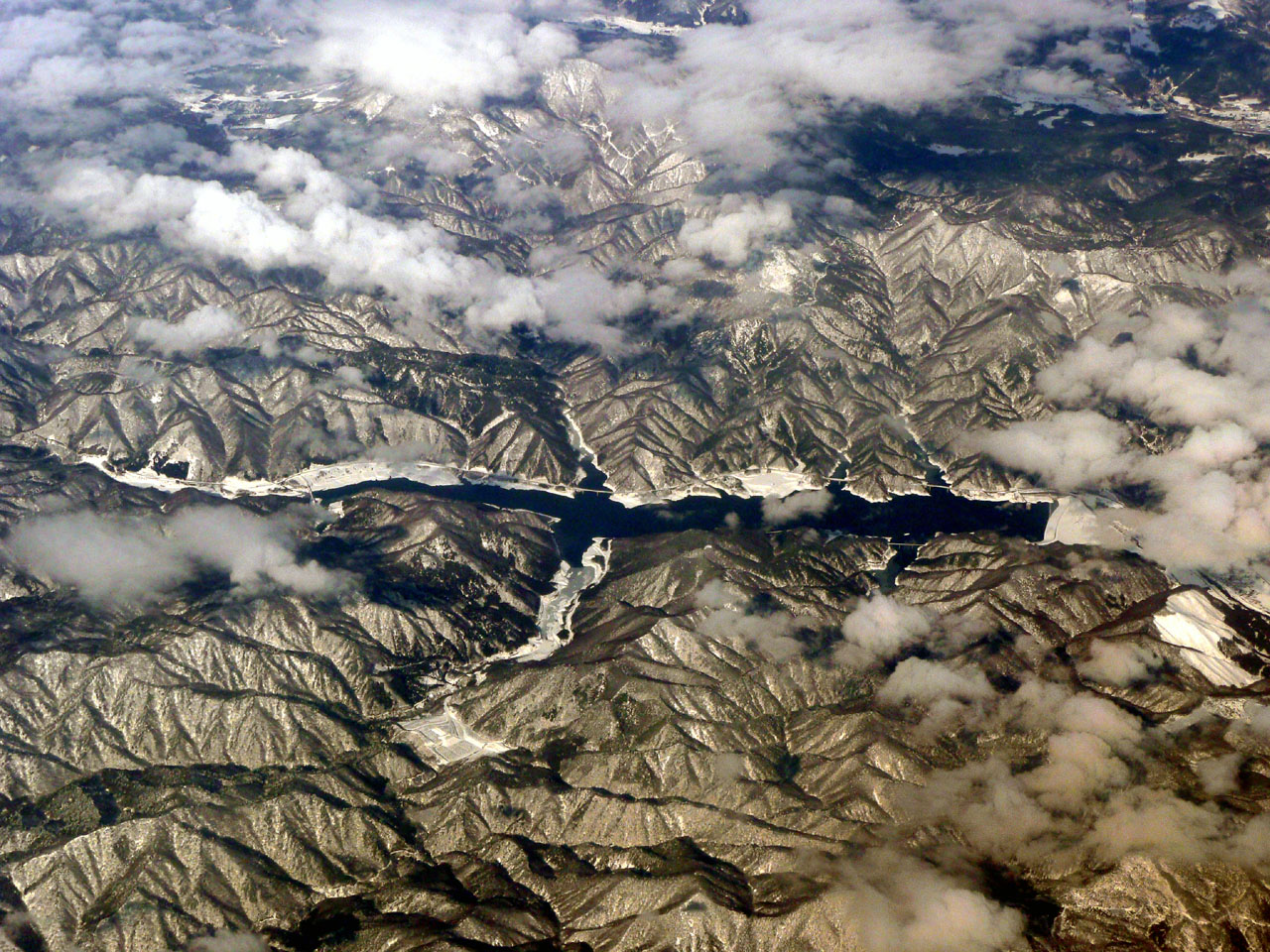
冬の茂庭っ湖（摺上川）
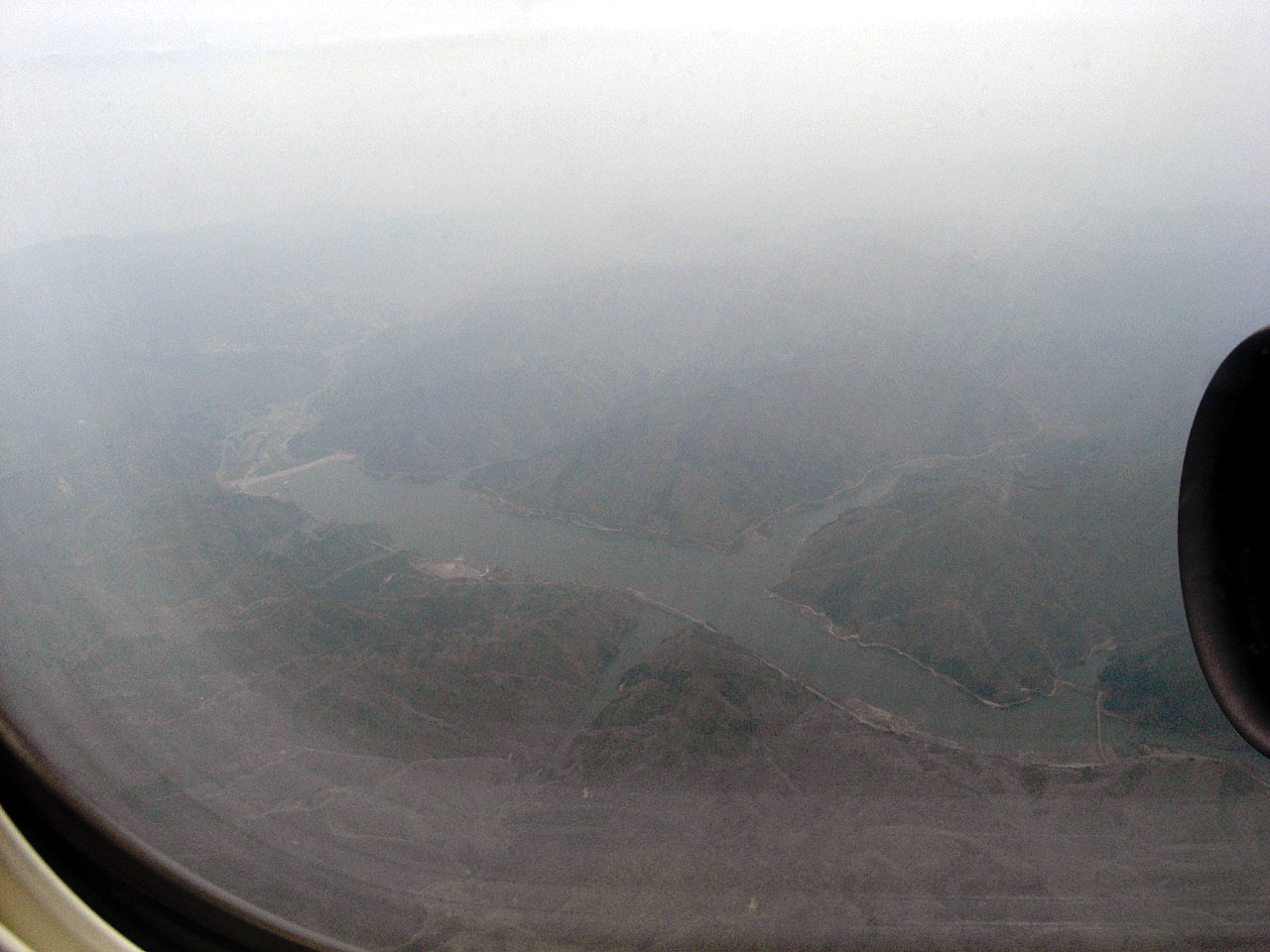
茂庭っ湖
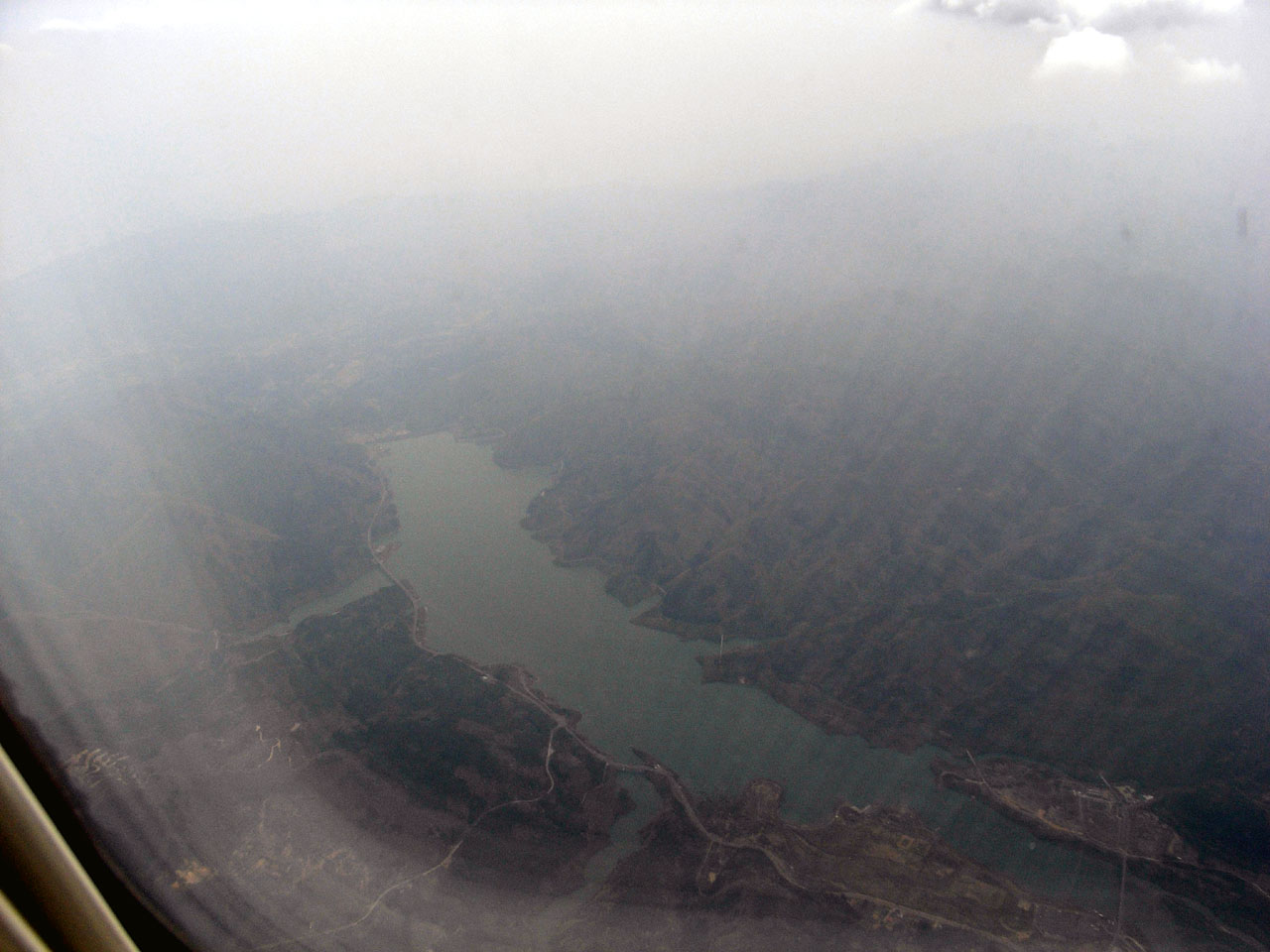
七ヶ宿湖

### 阿武隈川の水力発電所

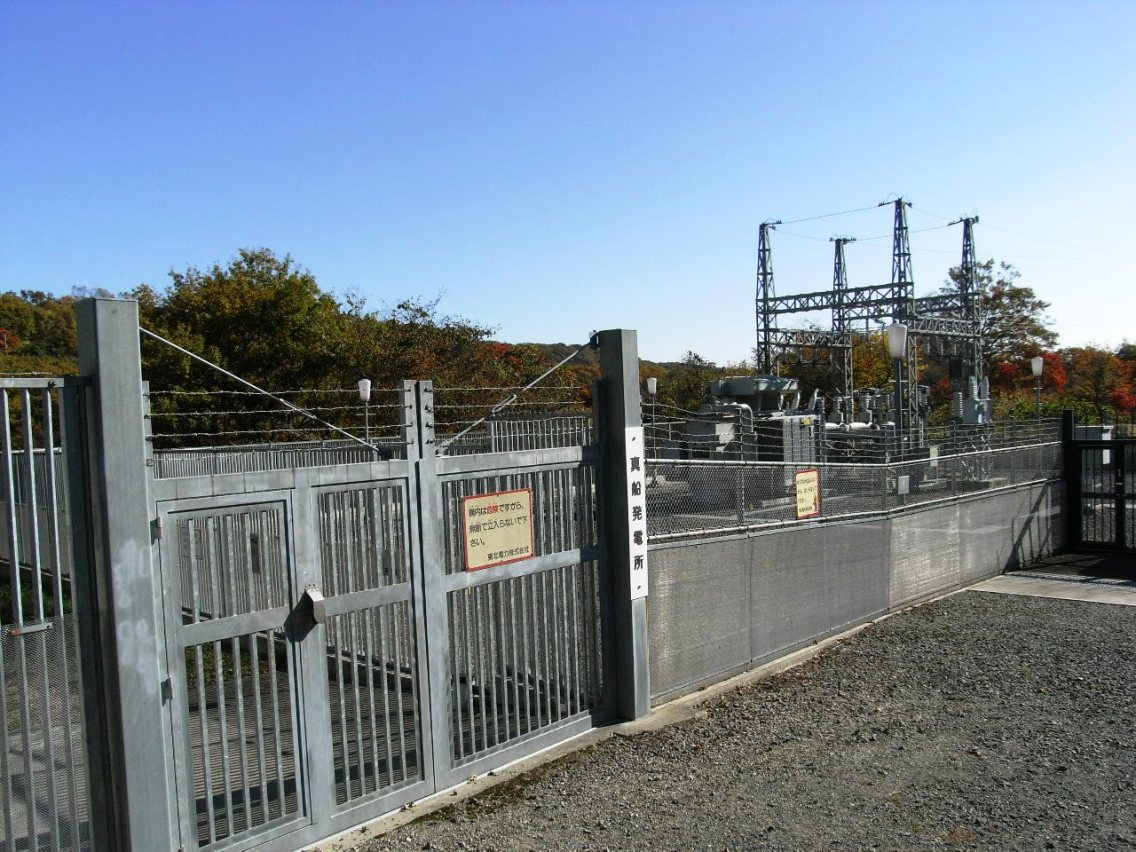
真船発電所（西郷村）
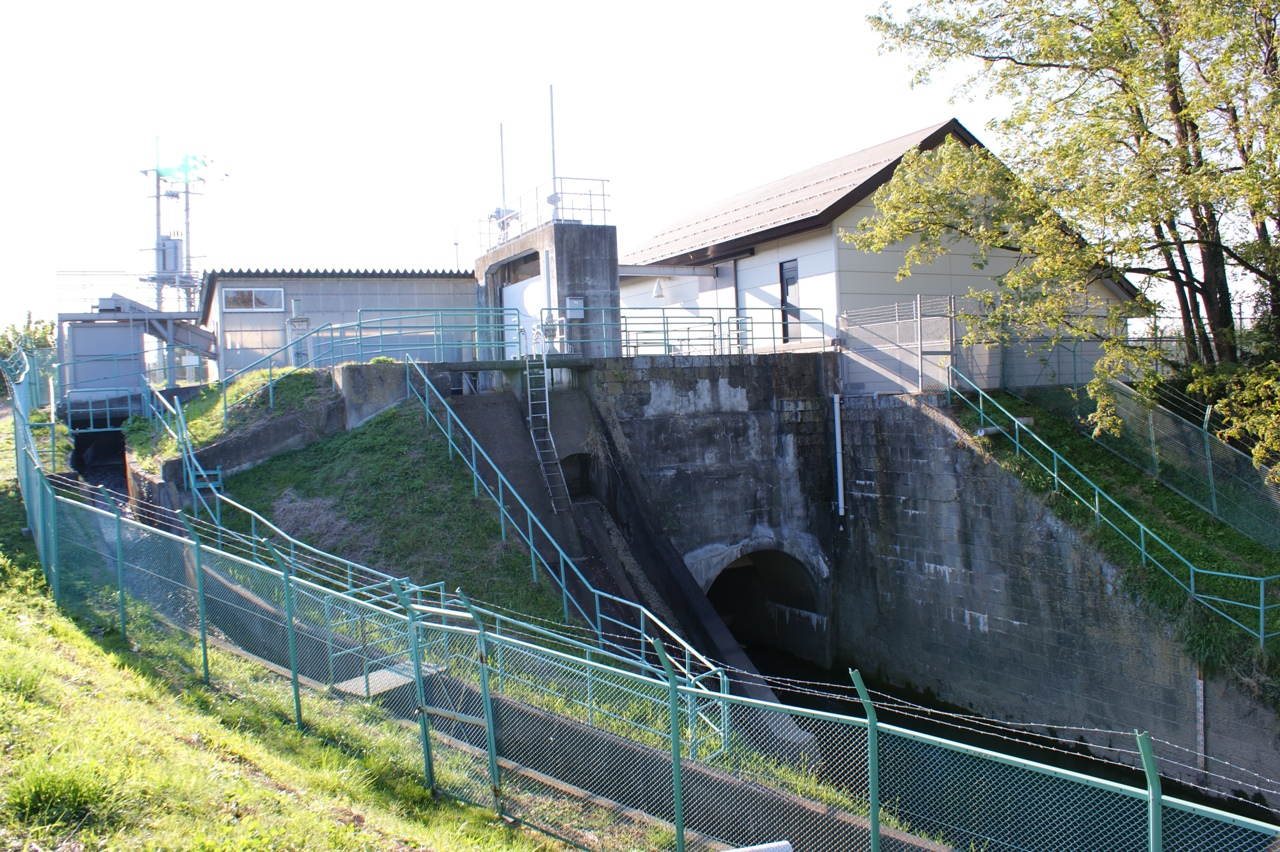
前田川発電所（須賀川市）
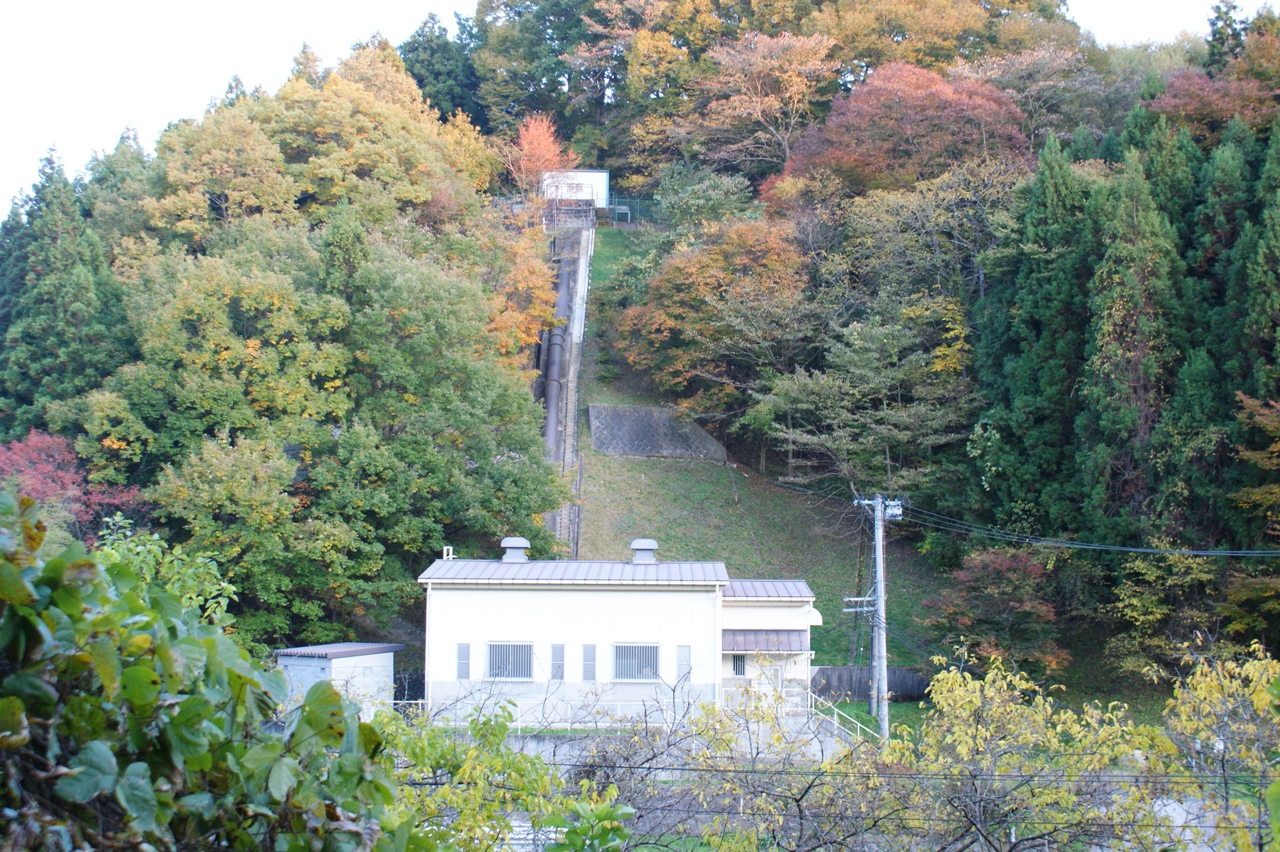
青石発電所（三春町）
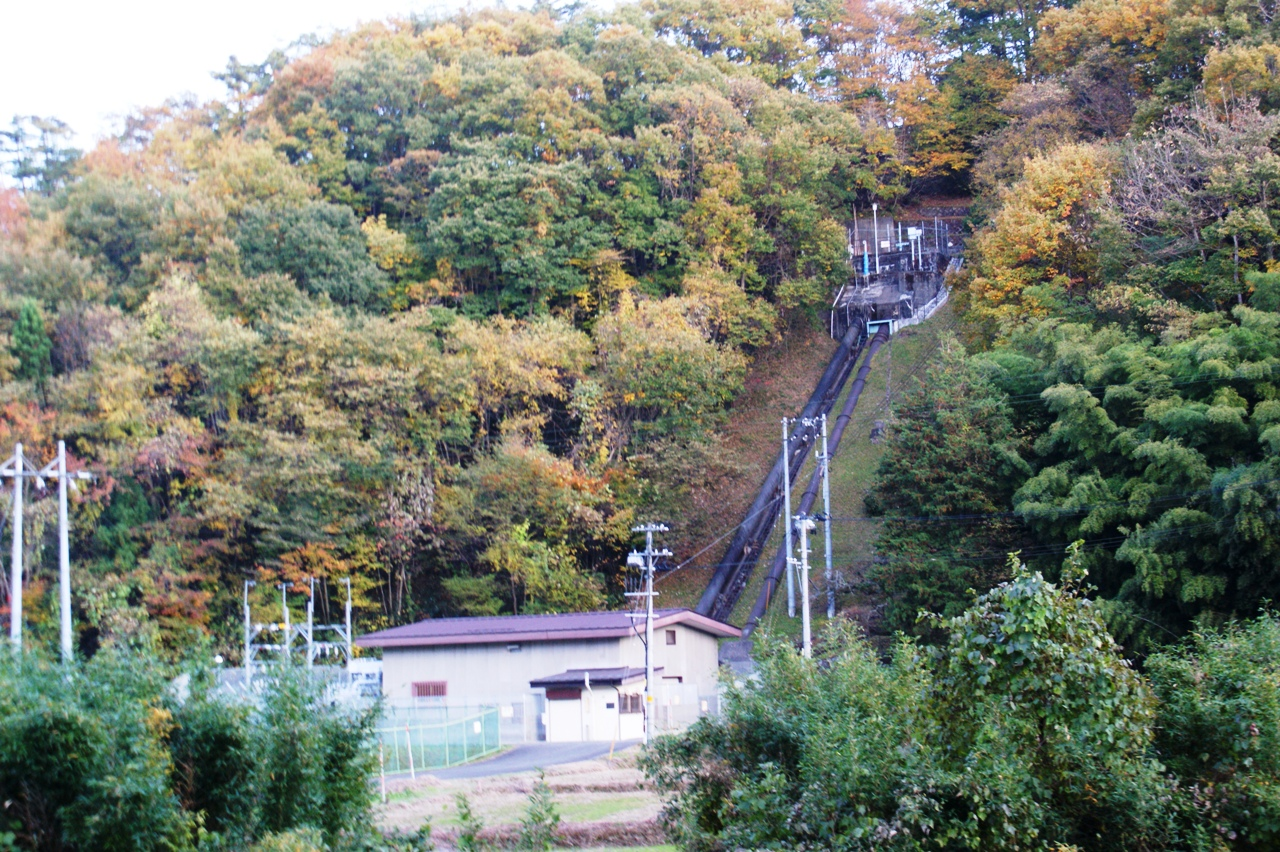
移川発電所（三春町）
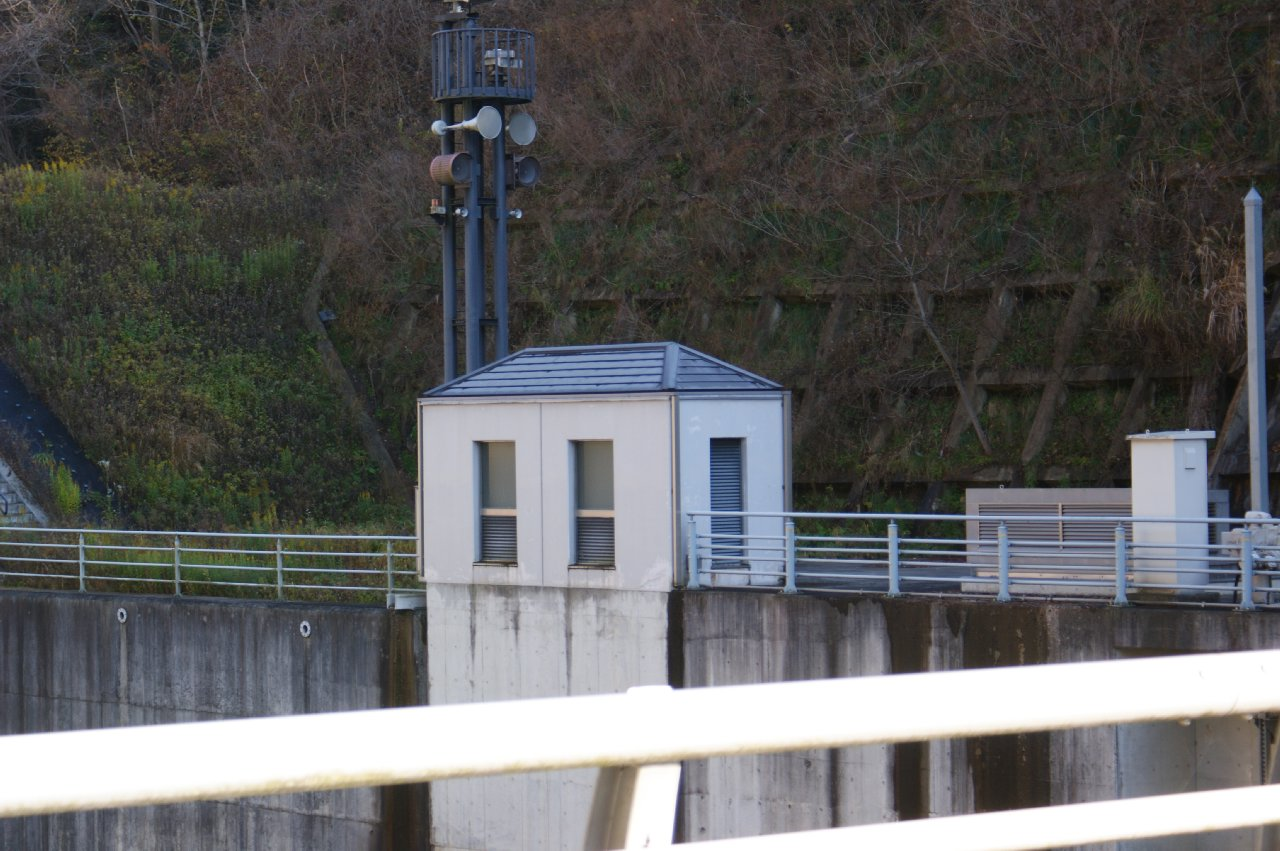
三春ダム管理用左岸発電所（三春町）
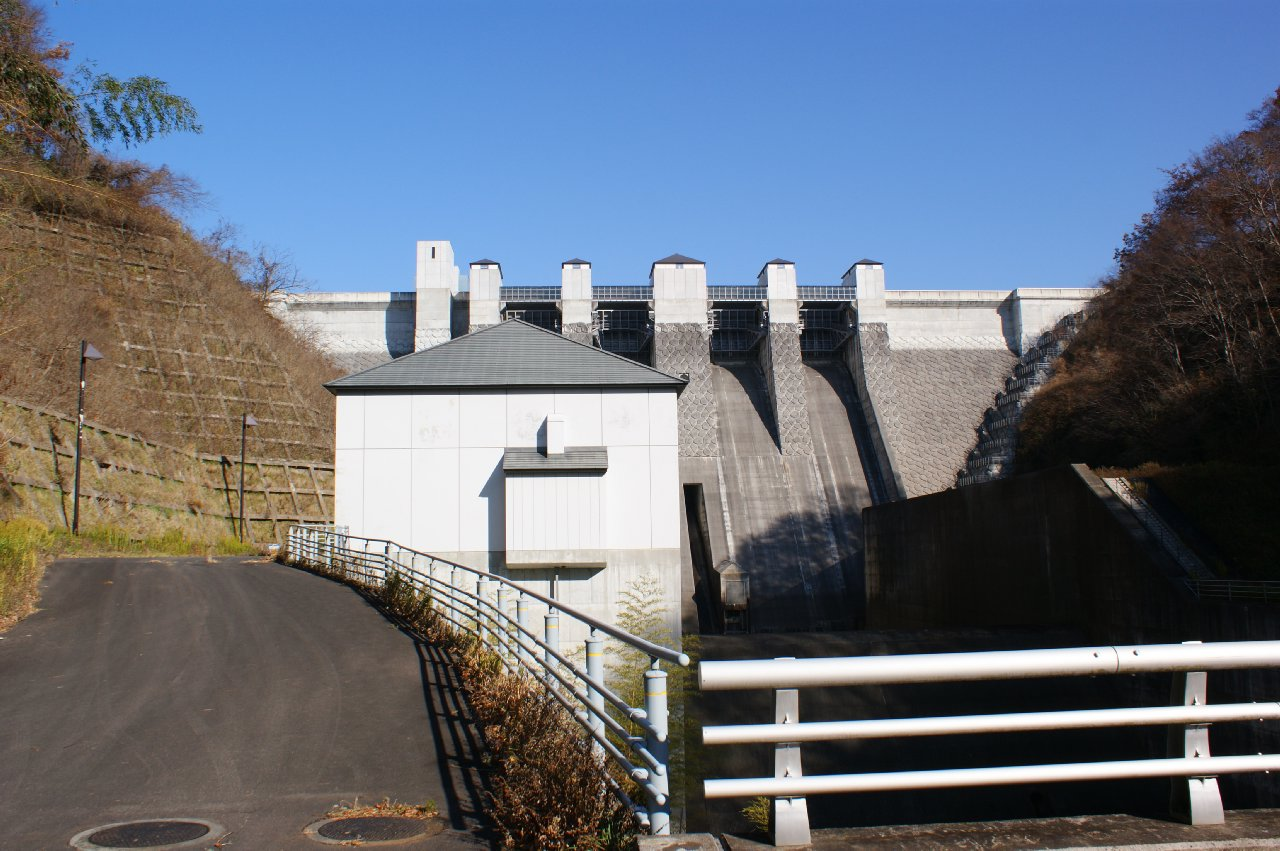
三春ダム管理用右岸発電所（三春町）
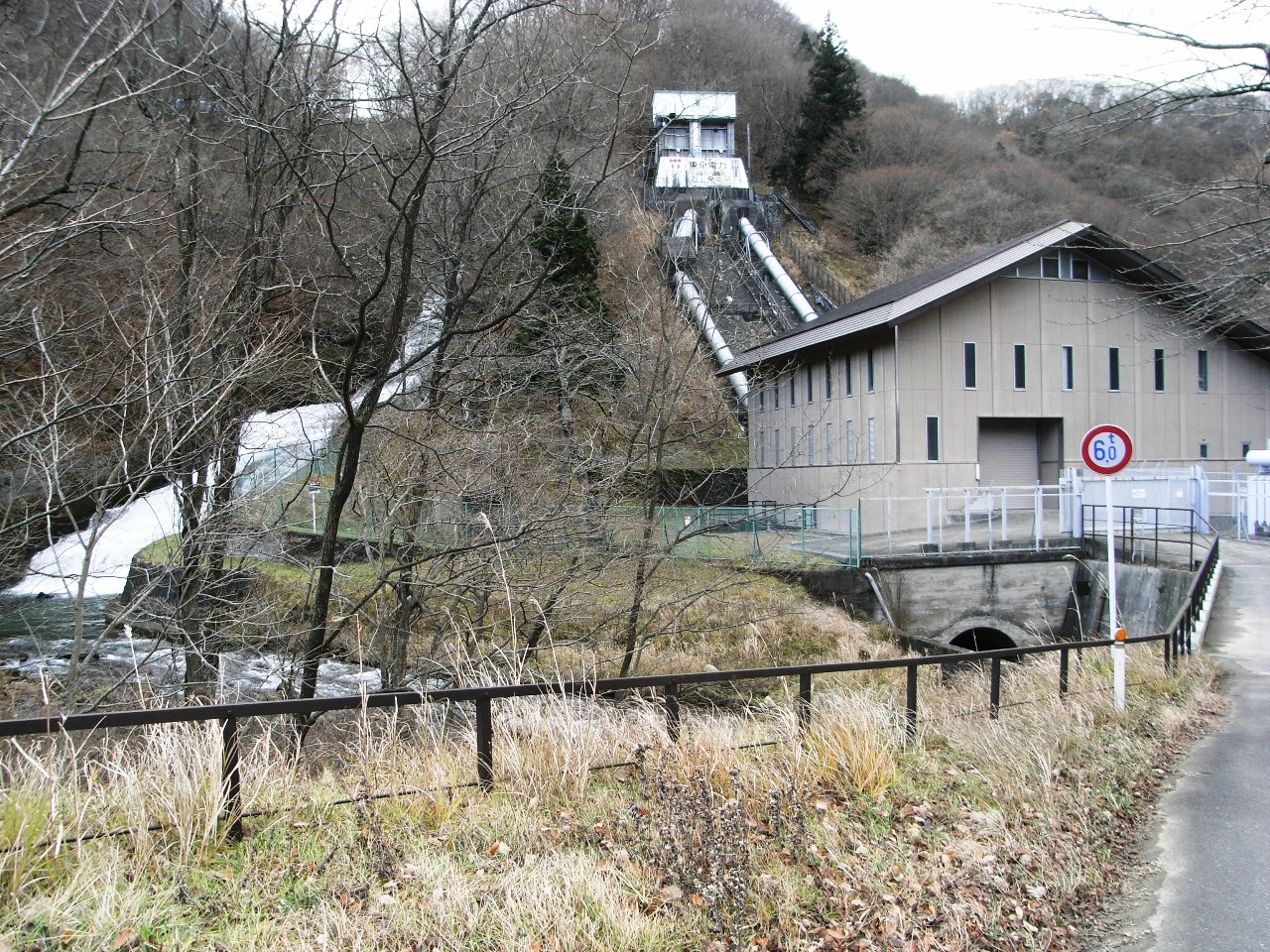
沼上発電所（郡山市）
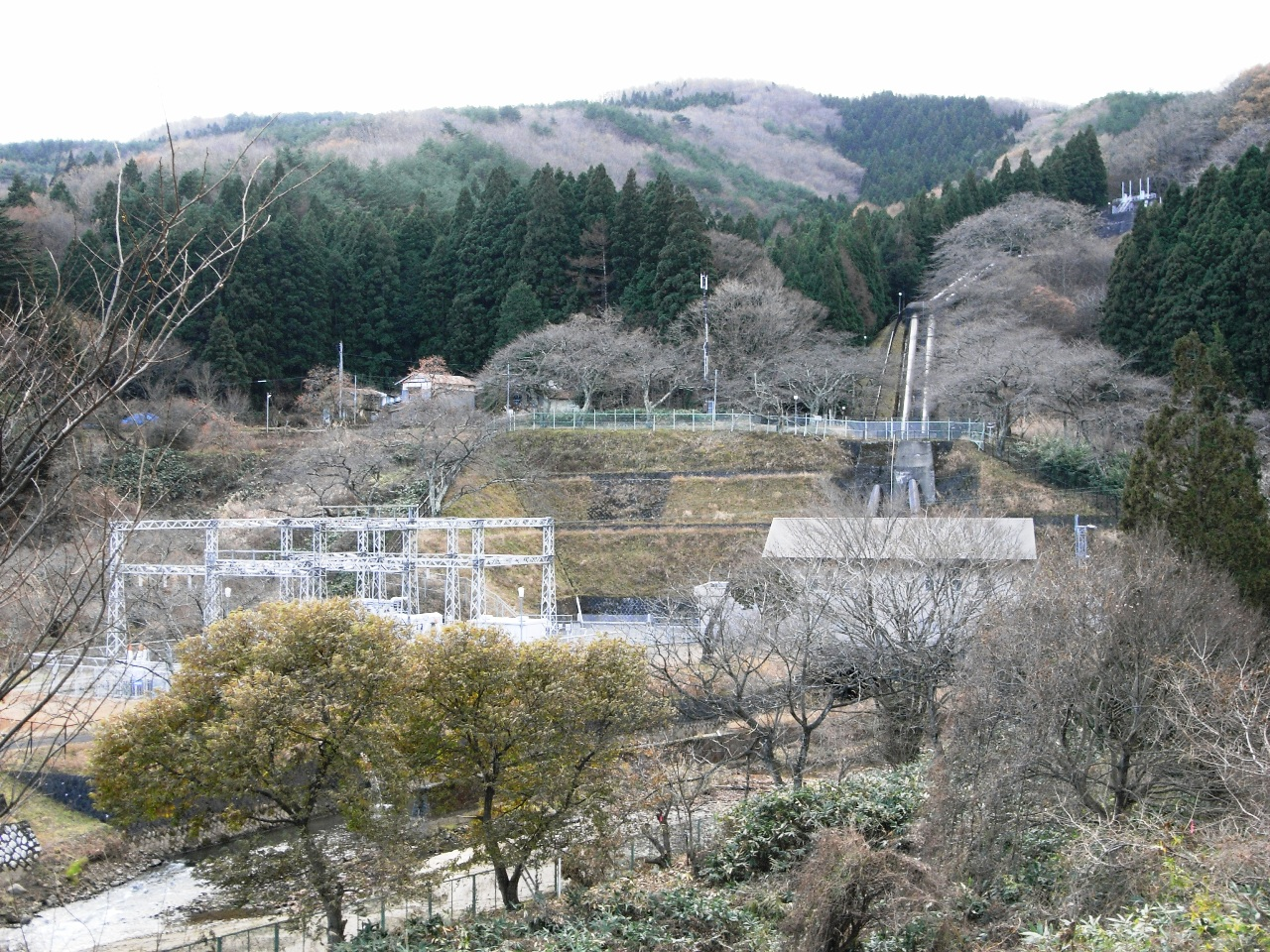
竹ノ内発電所（郡山市）
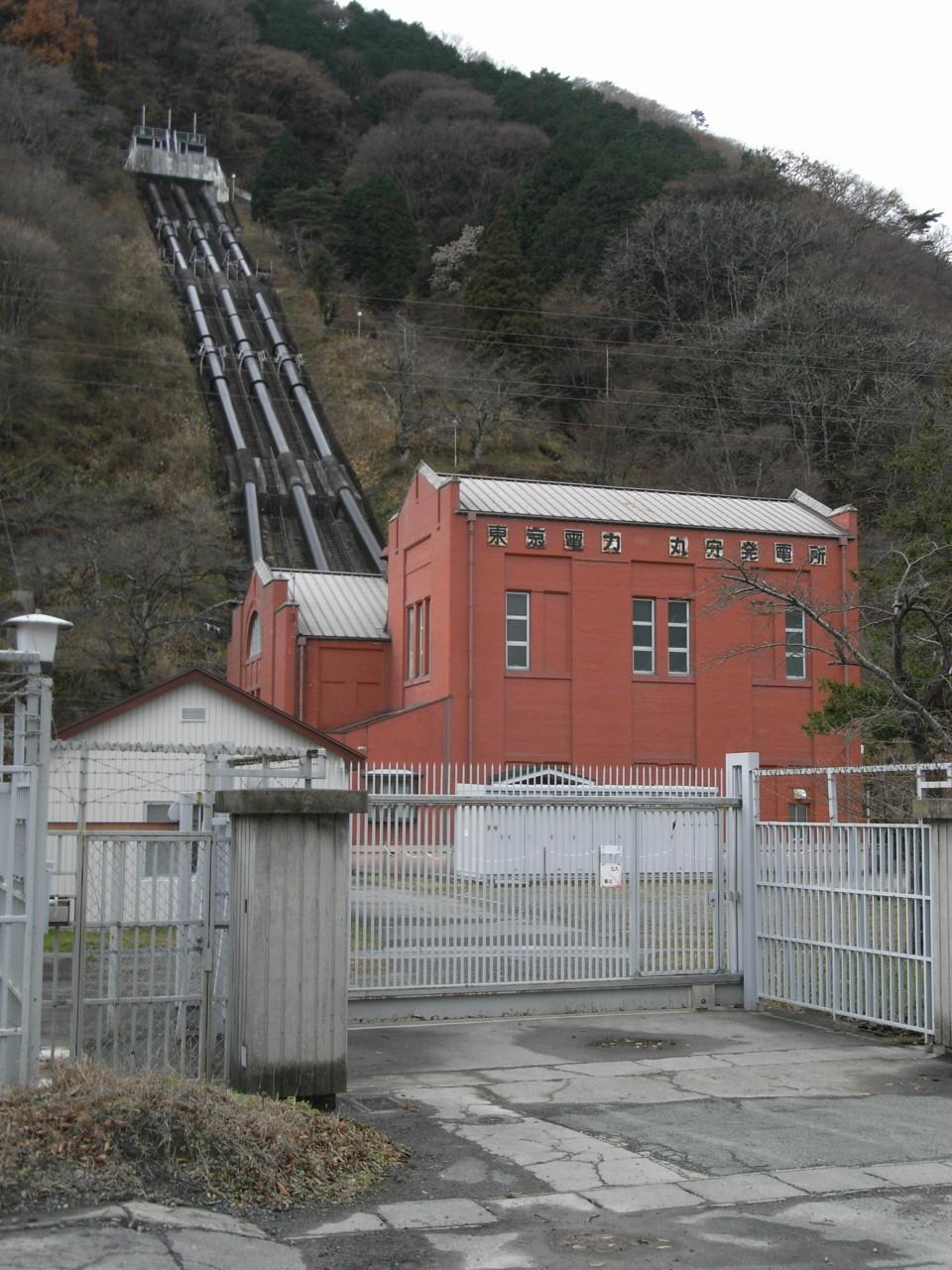
丸守発電所（郡山市）
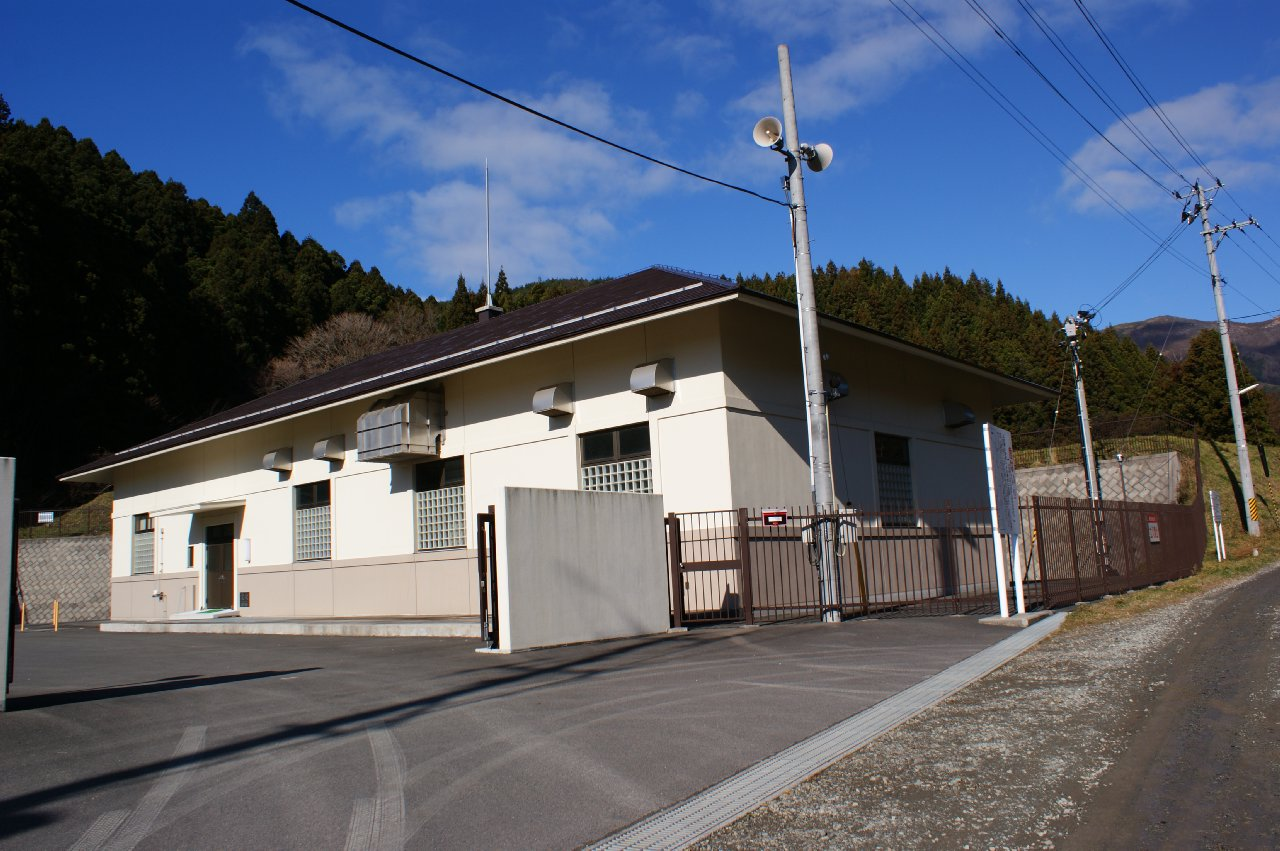
安積疏水管理用発電所（郡山市）
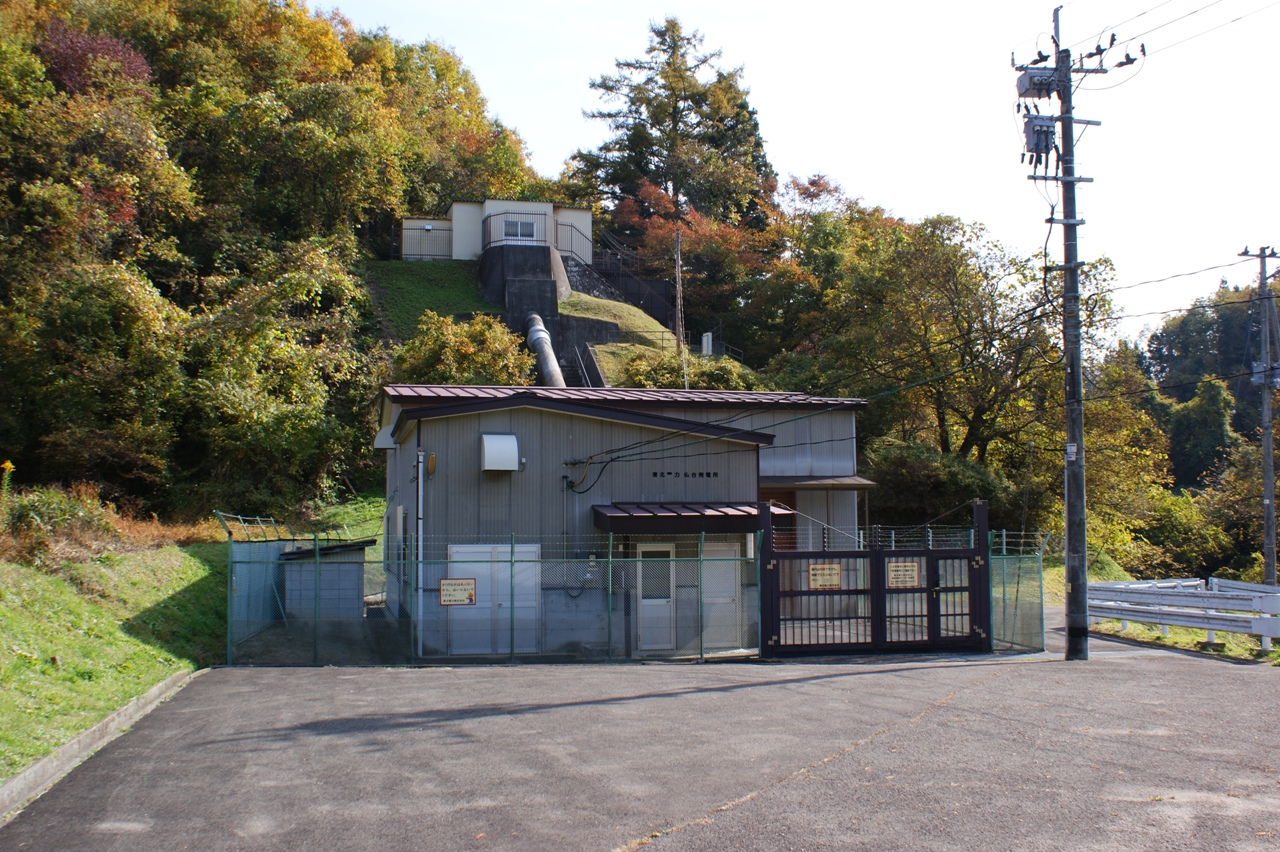
仏台発電所（二本松市）
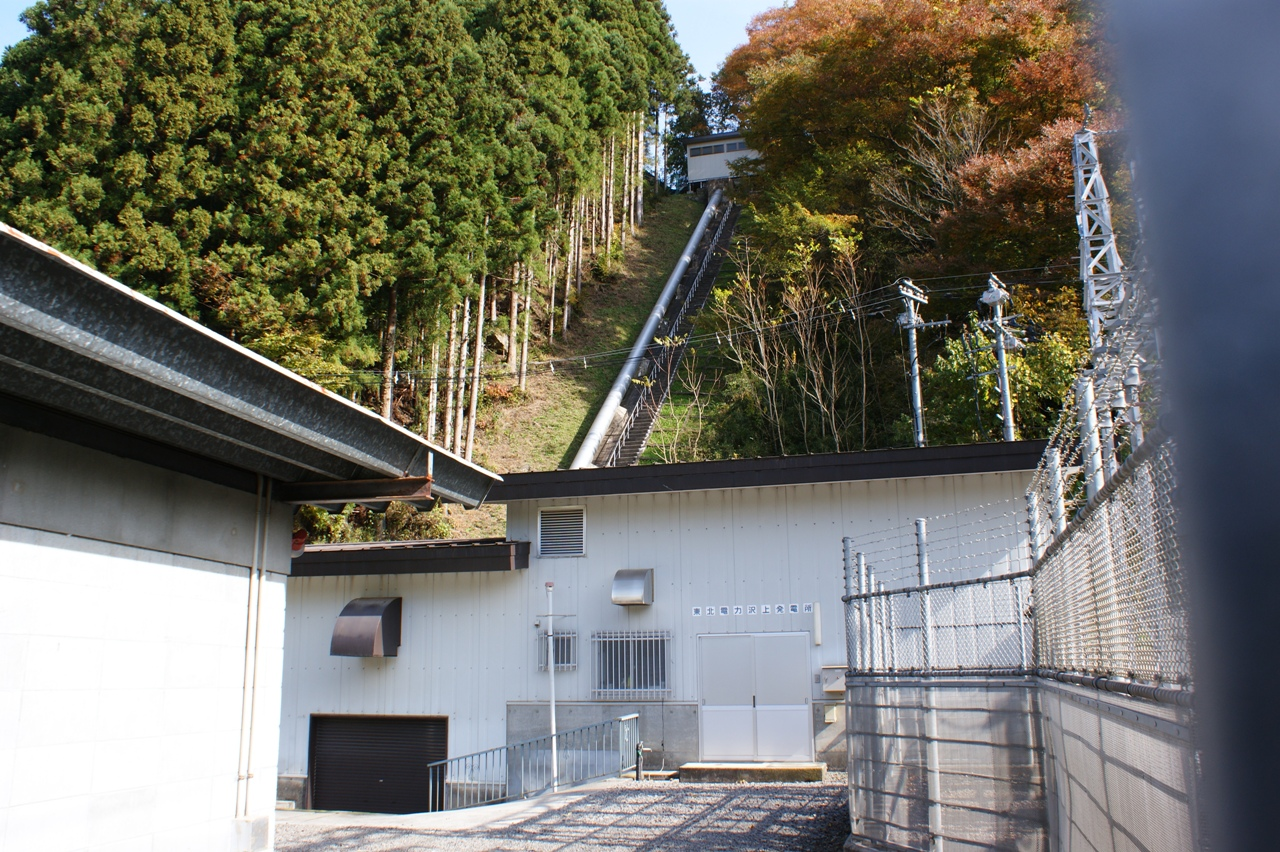
沢上発電所（二本松市）
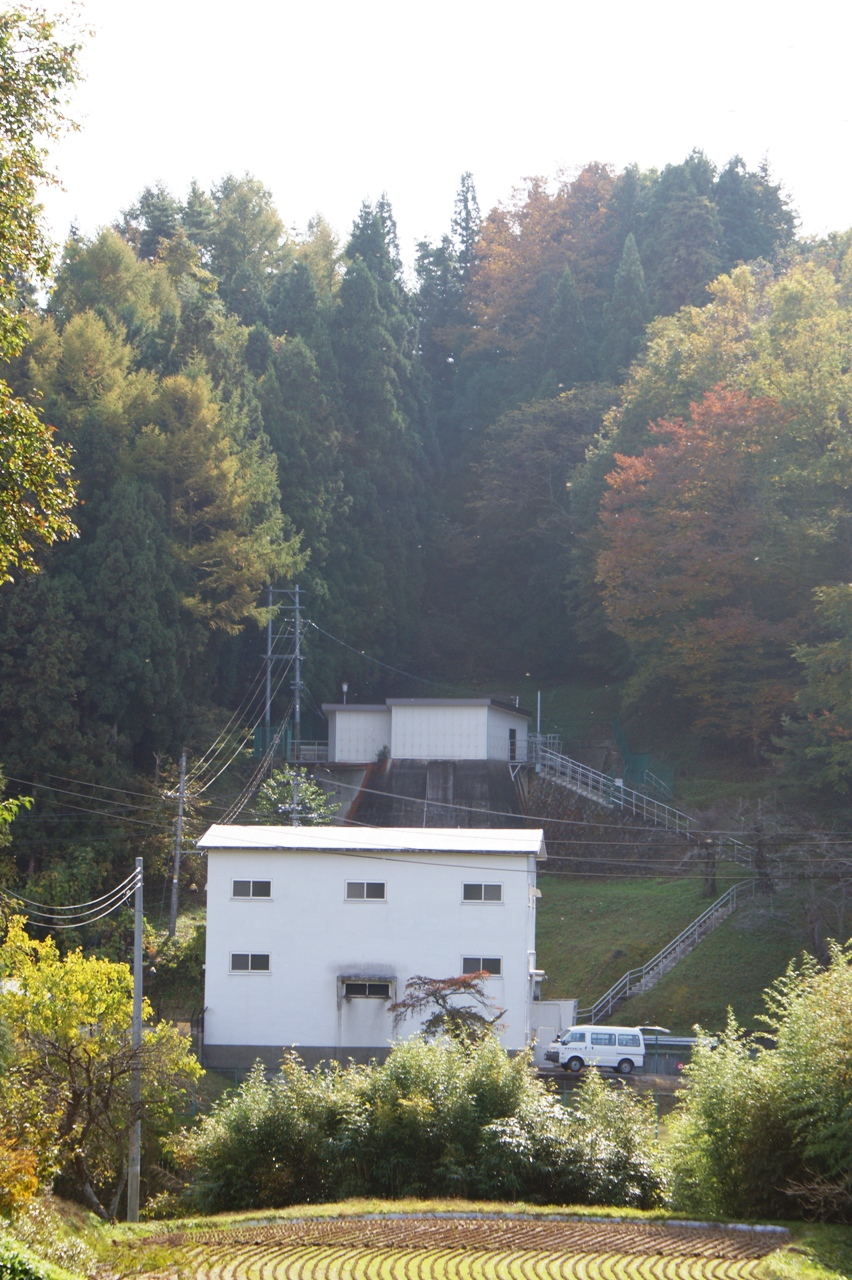
小瀬川発電所（二本松市）
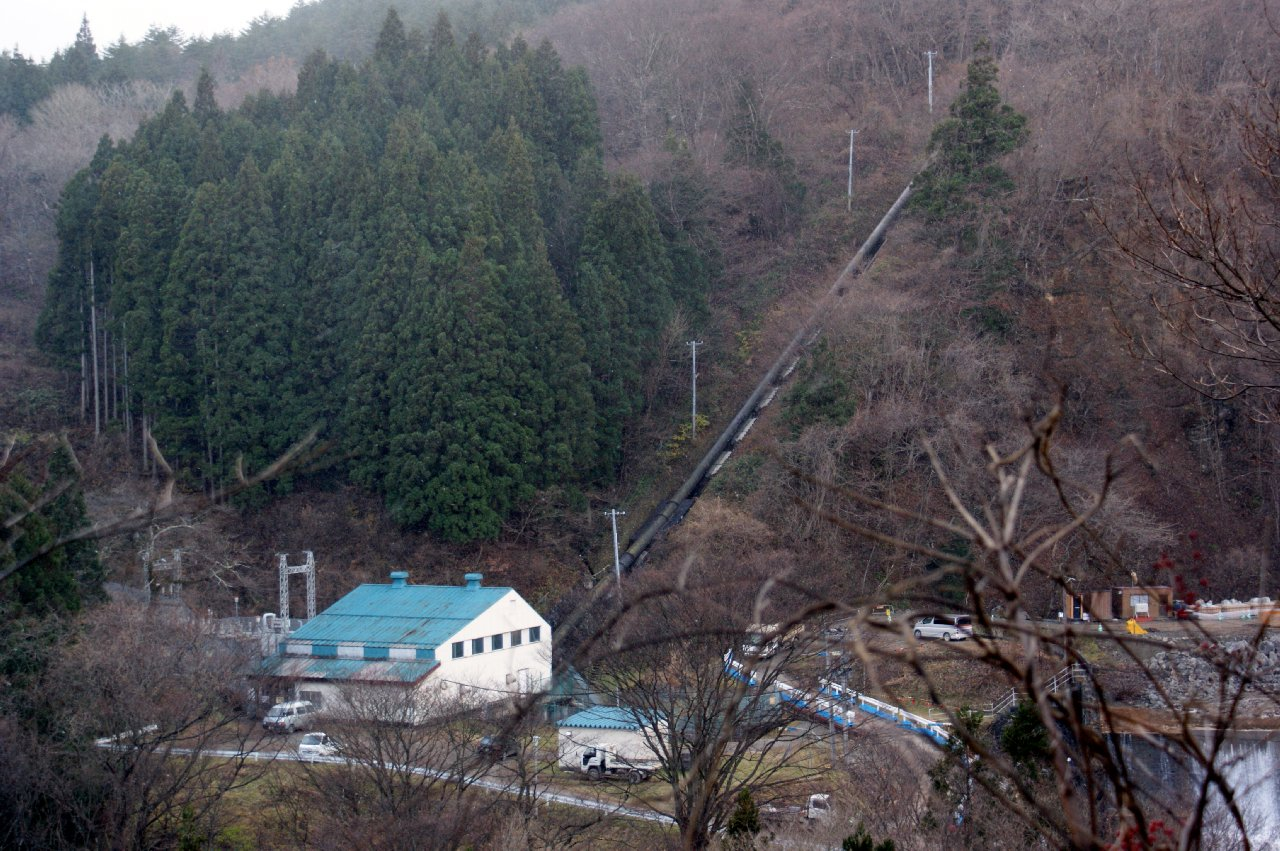
土湯発電所（福島市）
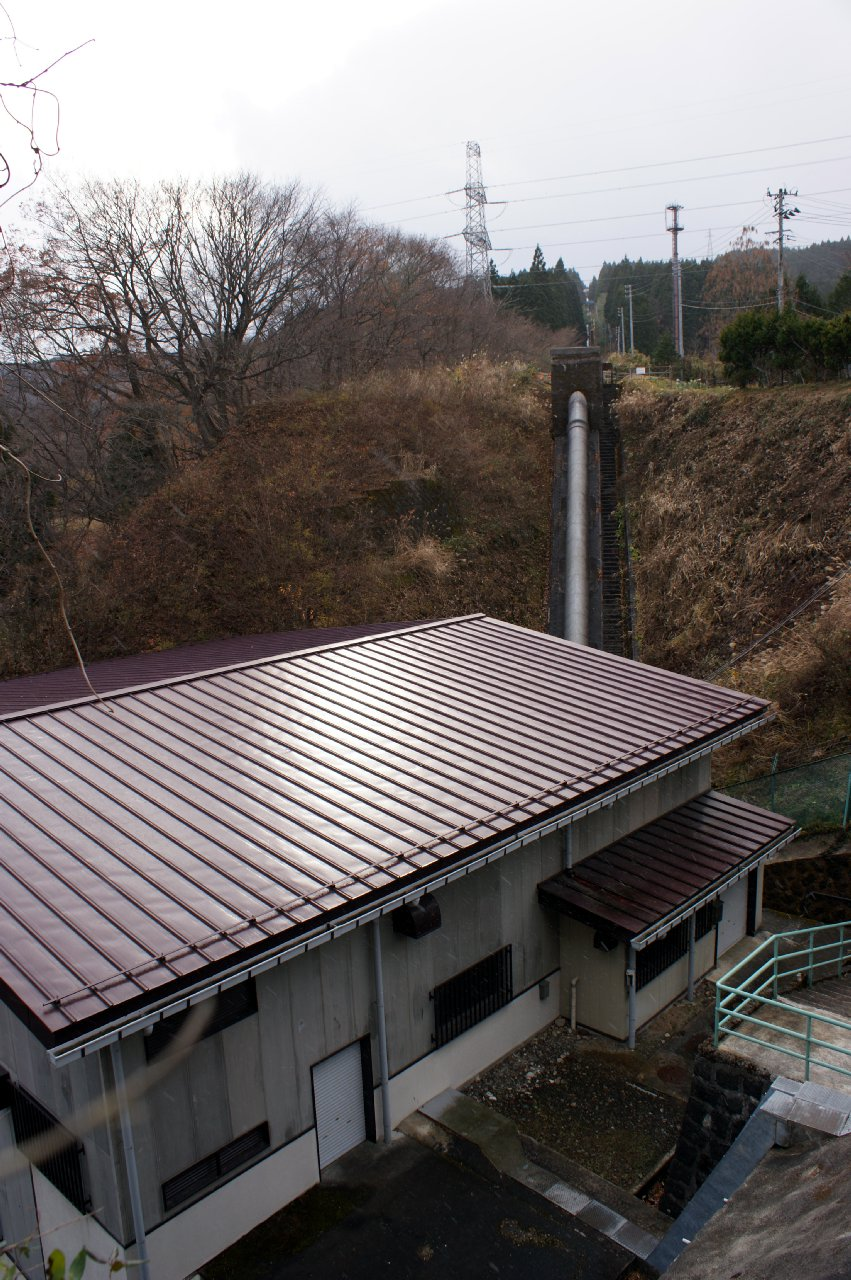
荒川発電所（福島市）
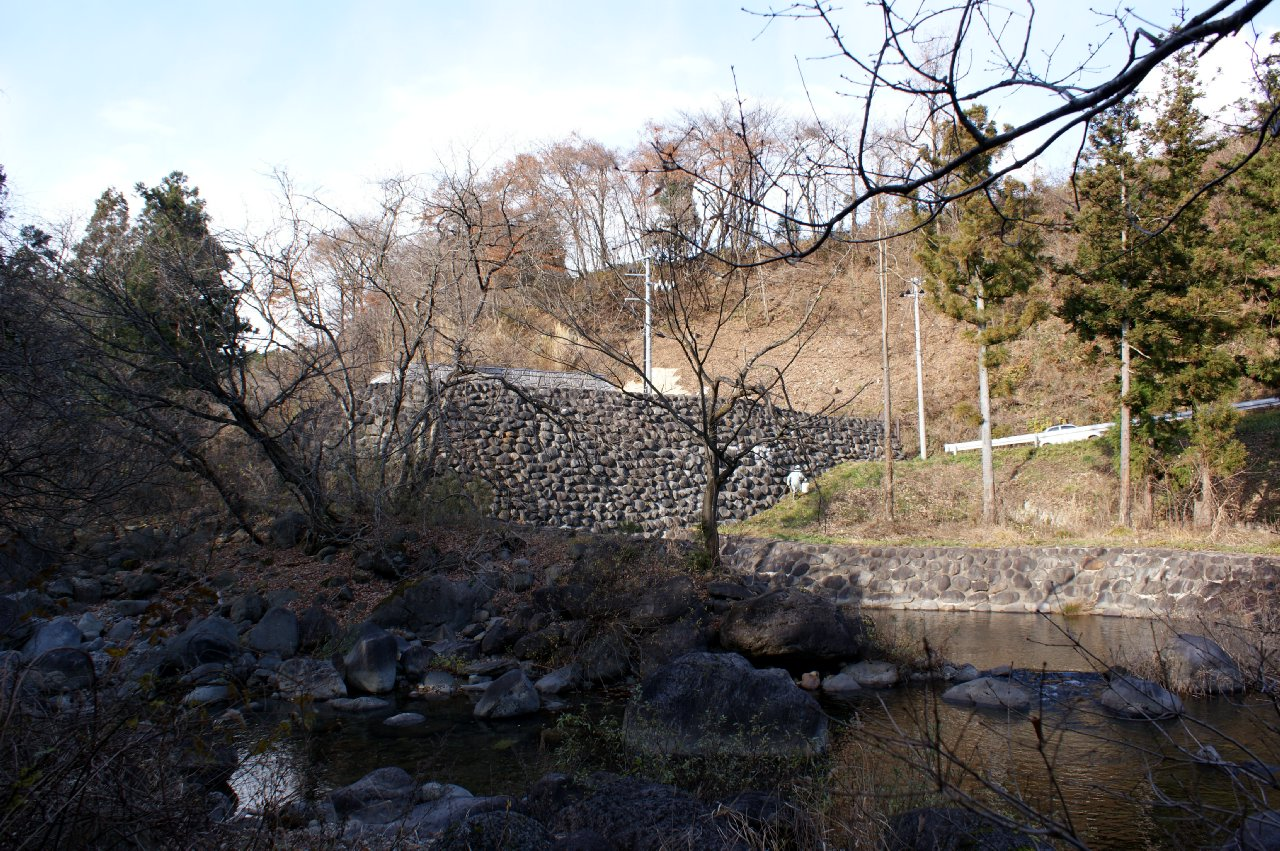
庭坂発電所（福島市）
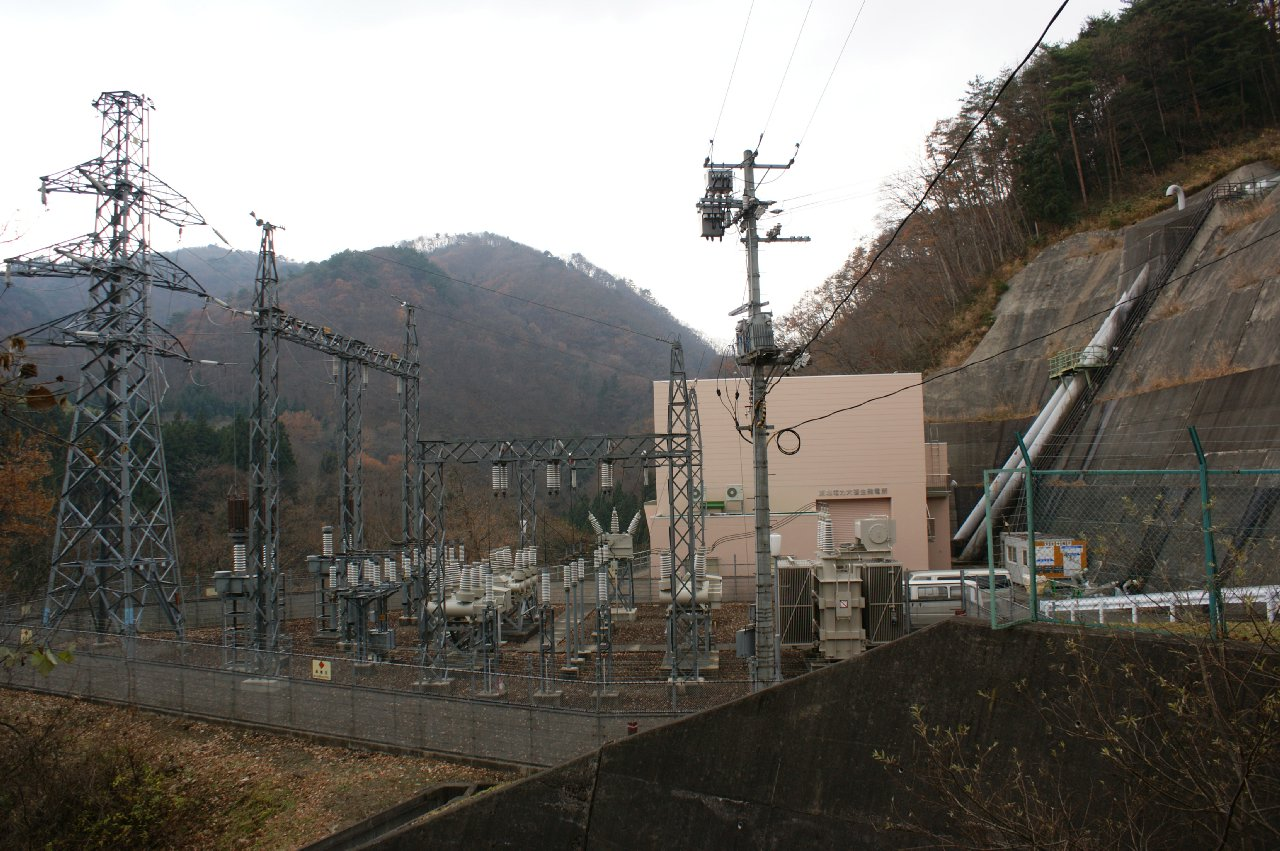
大笹生発電所（福島市）
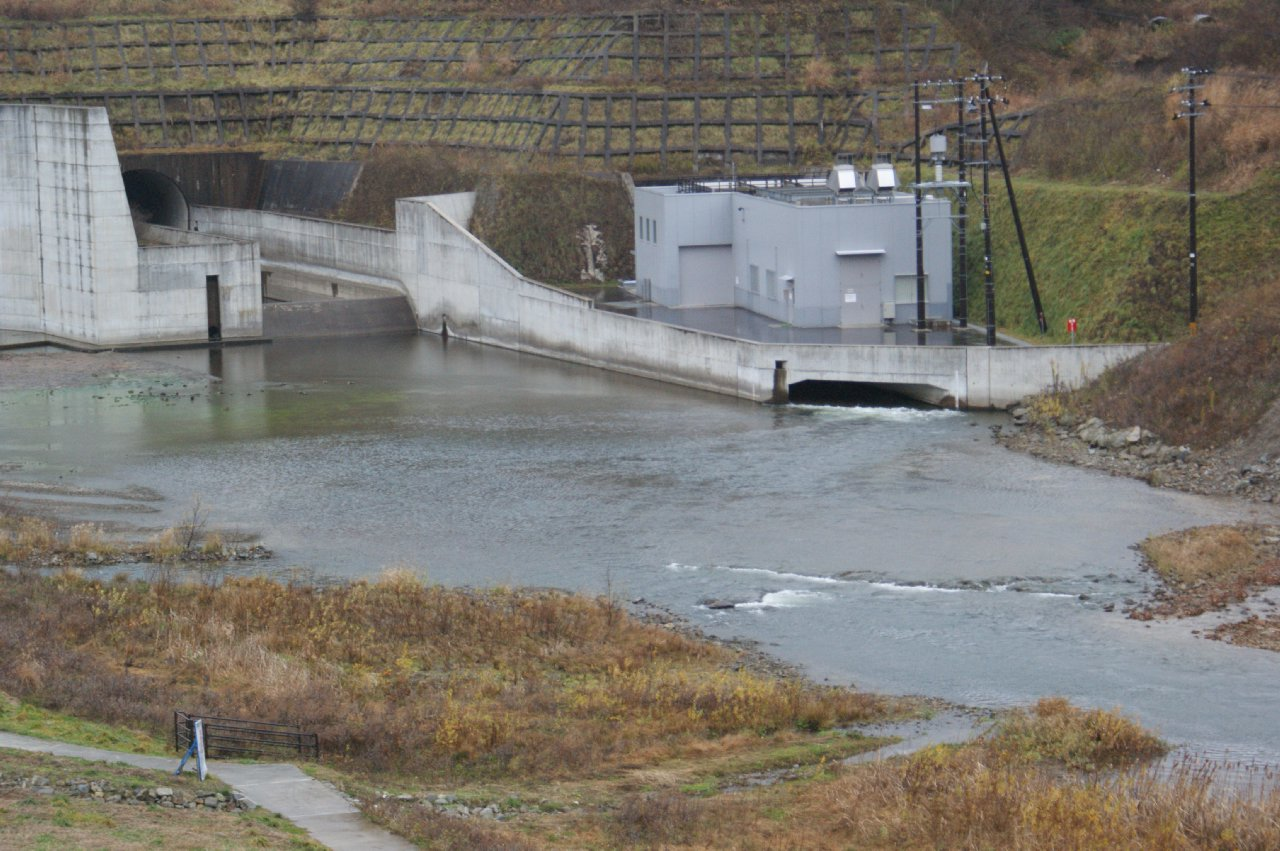
摺上川発電所（福島市）
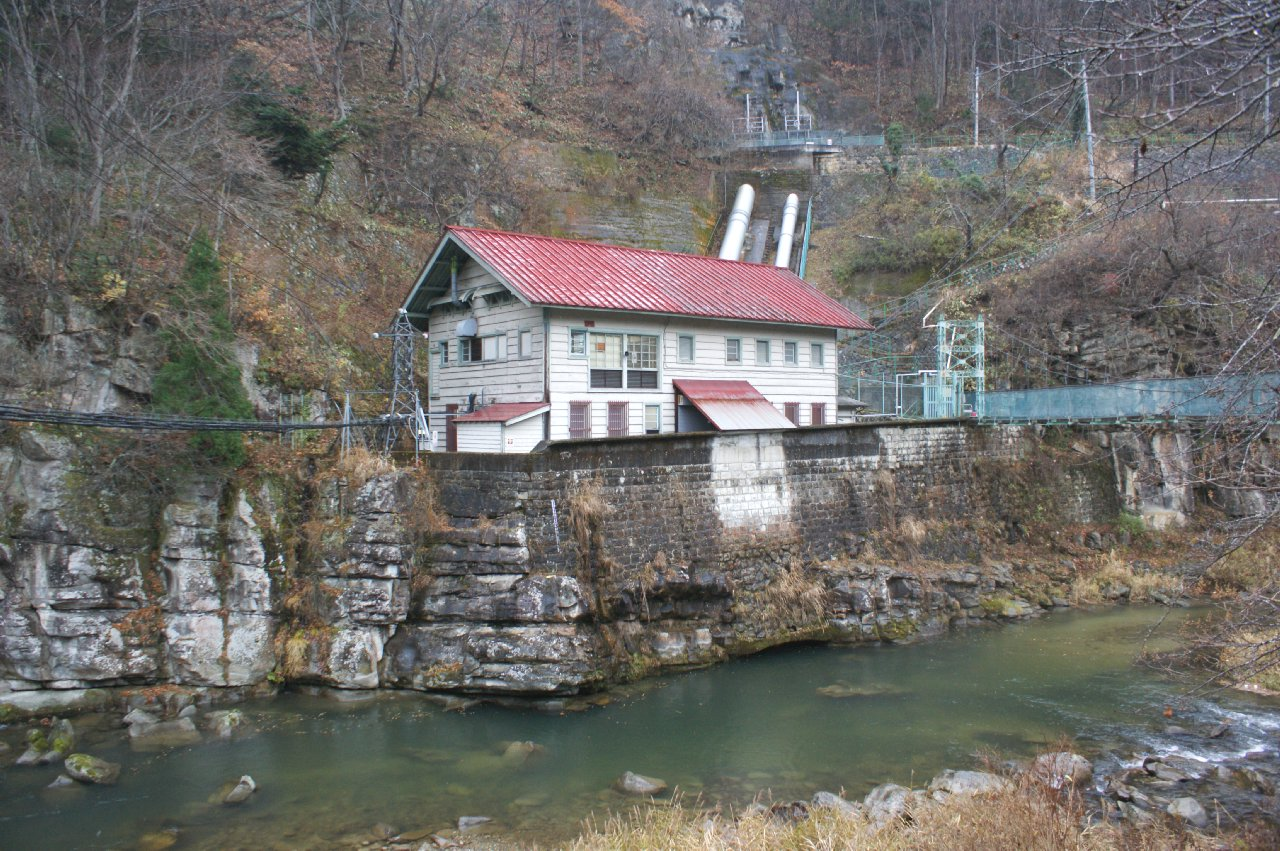
滝野発電所（福島市）
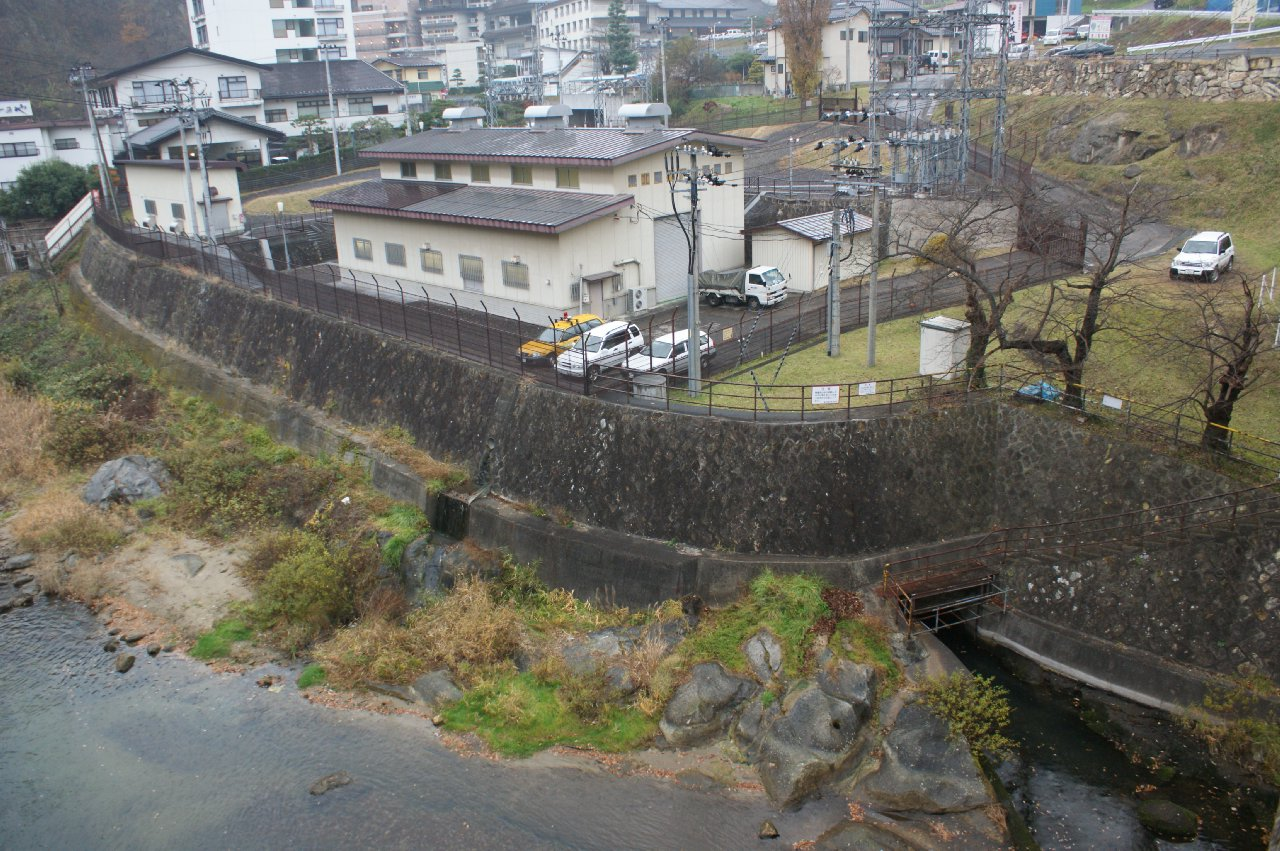
穴原発電所（福島市）
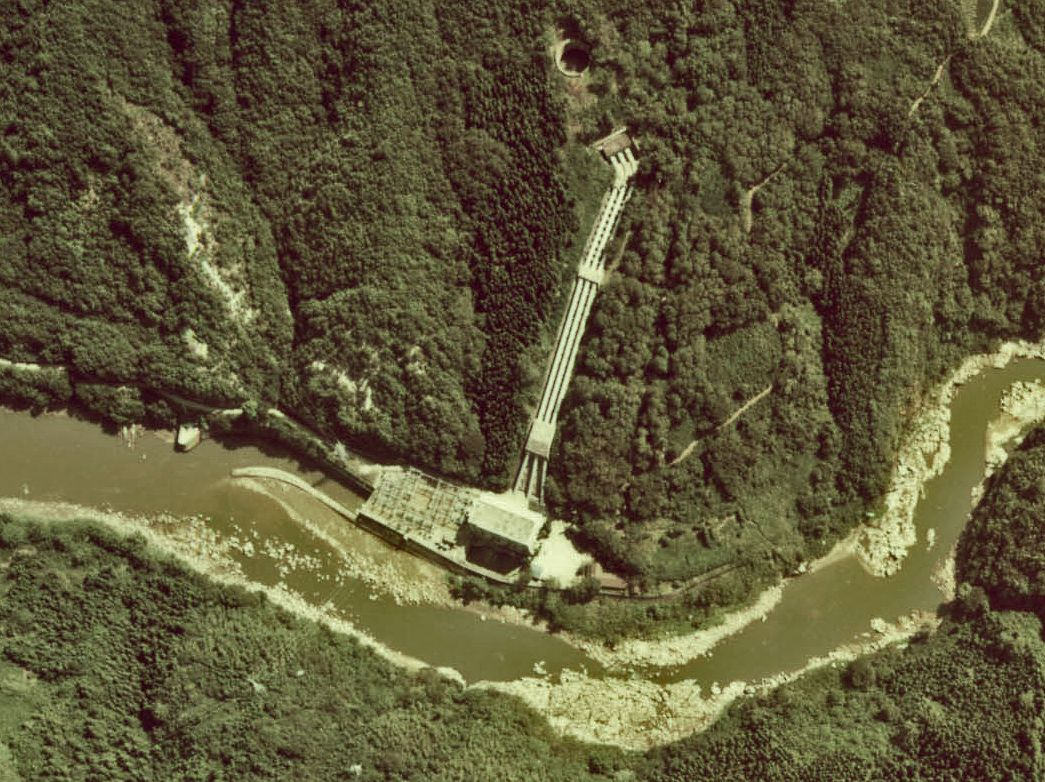
蓬莱発電所[16]（福島市）
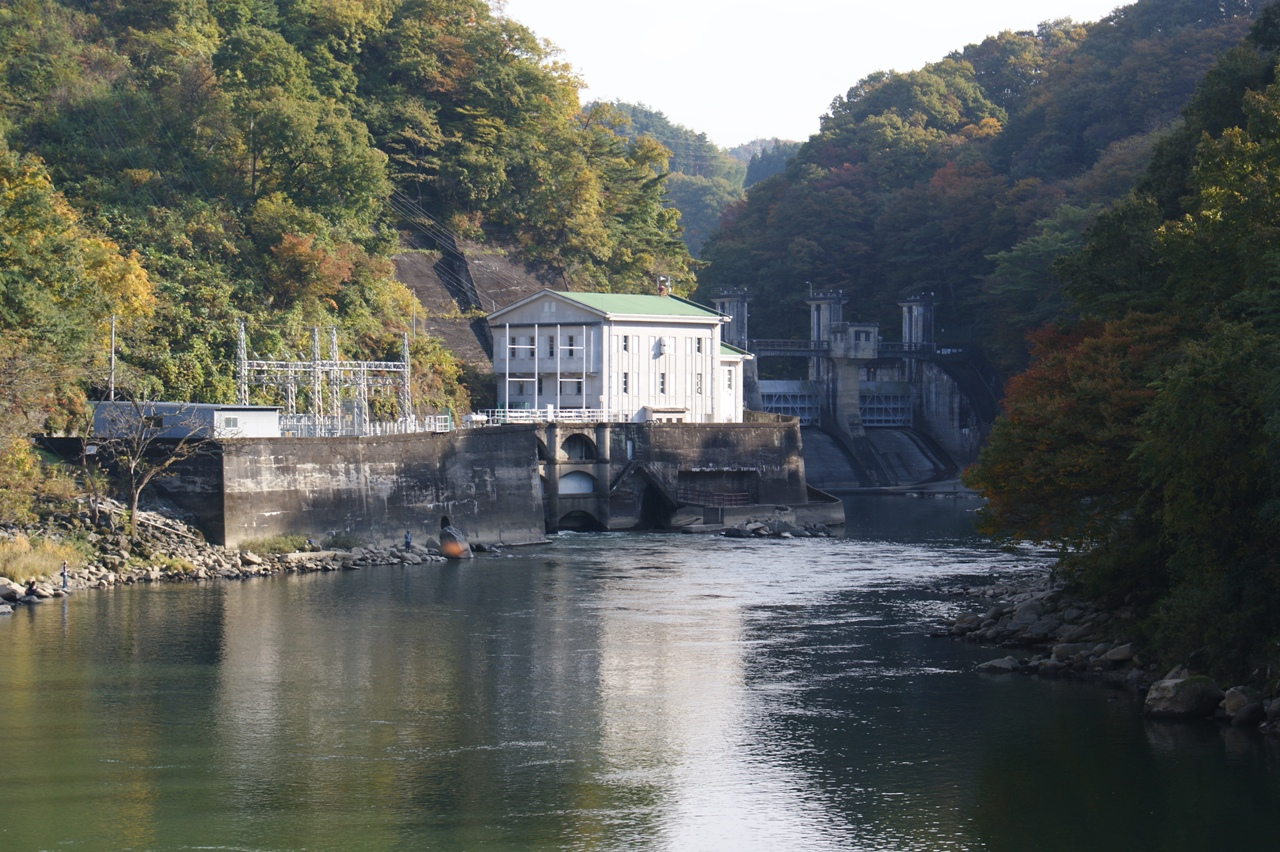
信夫発電所（福島市）

## 橋梁
- 甲子大橋 - 国道289号甲子道路
- 雪割橋
- 蓬隈橋
- 追原橋
- 折鶴橋
- 真鶴橋
- 鶴生橋
- 岩根橋 - 福島県道281号増見小田倉線
- 下熊倉橋
- 羽太橋 - 福島県道37号白河羽鳥線白河羽鳥レイクライン
- 長坂橋
- 阿武隈川橋 - 東北自動車道
- 第1阿武隈川橋梁 - 東北新幹線
- 白河橋 - 国道4号
- 金勝寺橋
- 小峰大橋 - 国道294号（白河バイパス）
- 田町大橋 - 国道294号（旧陸羽街道）
- 阿武隈川橋梁 - 東北本線
- 羅漢橋
- 鹿島橋 - 福島県道139号母畑白河線
- 搦目橋
- 鷹の巣橋
- 大正橋 - 福島県道279号高萩久田野停車場線
- 芦の口橋
- 白河大橋 - 西白河東部広域農道
- 細倉橋
- 蕪内大橋
- 常陸橋 - 福島県道44号棚倉矢吹線
- 吉岡橋
- 滑津橋 - 福島県道137号泉崎石川線
- 明神橋 - 福島県道106号石川矢吹線
- 川の目橋 - 福島県道284号曲木中野目線
- うつくしま大橋 - 福島県道42号矢吹小野線、あぶくま高原道路
- 玉城橋 - 福島県道42号矢吹小野線
- 成竜橋
- 乙字大橋 - 国道118号
- 乙字橋
- 男滝橋
- 大仏大橋 - 福島県道63号古殿須賀川線川東バイパス
- 小作田橋 - 福島県道138号母畑須賀川線
- 雲水峰大橋
- 江持橋 - 福島県道54号須賀川三春線
- 下江持橋
- 阿武隈川橋梁 - 水郡線
- 御代田橋 - 福島県道110号田村安積線
- 第2阿武隈川橋梁 - 東北新幹線
- 永徳橋
- 第3阿武隈川橋梁 - 東北新幹線
- 笹川大橋 - 都市計画道路笹川大善寺線
- 日ノ出橋
- 金山橋 - 国道49号
- 中央大橋
- 細表橋
- 行合橋 - 福島県道65号小野郡山線
- 安原橋 - 美術館通り
- 阿久津橋 - 福島県道57号郡山大越線

- 阿武隈川橋梁 - 磐越東線
- 逢隈橋 - 国道288号、磐城街道
- 富久山大橋 - 国道288号郡山東バイパス
- 新阿武隈川橋 - 磐越自動車道
- 小和滝橋 - 福島県道115号三春日和田線
- 鬼生田橋
- 第4阿武隈川橋梁 - 東北新幹線
- 阿武隈橋
- 平成大橋
- 上ノ橋 - 福島県道73号二本松金屋線
- 安達橋 - 福島県道28号本宮三春線
- 昭代橋 - 福島県道118号本宮岩代線
- 安達太良大橋 - 安達太良ドリームライン
- 菅田橋
- 舟形橋
- 高田橋 - 国道459号
- 安達ヶ橋 - 福島県道62号原町二本松線
- 第5阿武隈川橋梁 - 東北新幹線
- 智恵子大橋 - 安達広域農道
- 新舟橋 - 福島県道117号二本松川俣線
- 新飯野橋 - 福島県道39号川俣安達線
- 阿武隈川橋梁 - 川俣線（廃止）
- 逢隈橋 - 福島県道51号霊山松川線
- 上蓬萊橋
- 蓬萊橋
- 鳥谷野橋（廃止）
- 弁天橋 - 国道4号、国道115号
- 天神橋
- 大仏橋 - 国道4号、国道115号
- 松齢橋 - 福島県道308号山口渡利線
- 渡利大橋 - 国道114号
- 三本木橋
- 文知摺橋 - 国道115号、中村街道
- 鎌田大橋
- 月の輪大橋 - 福島県道387号飯坂保原線
- 第一阿武隈川橋梁 - 阿武隈急行線
- 伊達橋 - 国道399号
- 伊達大橋 - 相馬福島道路
- 大正橋 - 福島県道125号保原桑折線
- 昭和大橋
- 伊達崎橋 - 福島県道31号浪江国見線
- 徳江大橋
- 梁川大橋 - 国道349号
- 兜橋 - 福島県道104号川前梁川線
- 羽出庭大橋
- 第二阿武隈川橋梁 - 阿武隈急行線
- 丸森橋 - 宮城県道45号丸森霊山線
- 丸森大橋 - 国道113号舘矢間バイパス
- 枝野橋
- 角田橋 - 宮城県道44号角田山元線
- 東根橋 - 宮城県道14号亘理大河原川崎線
- 槻木大橋 - 宮城県道28号丸森柴田線
- 阿武隈川橋梁 - 常磐線
- 阿武隈橋 - 国道6号
- 阿武隈大橋 - 仙台東部道路
- 亘理大橋 - 宮城県道10号塩釜亘理線

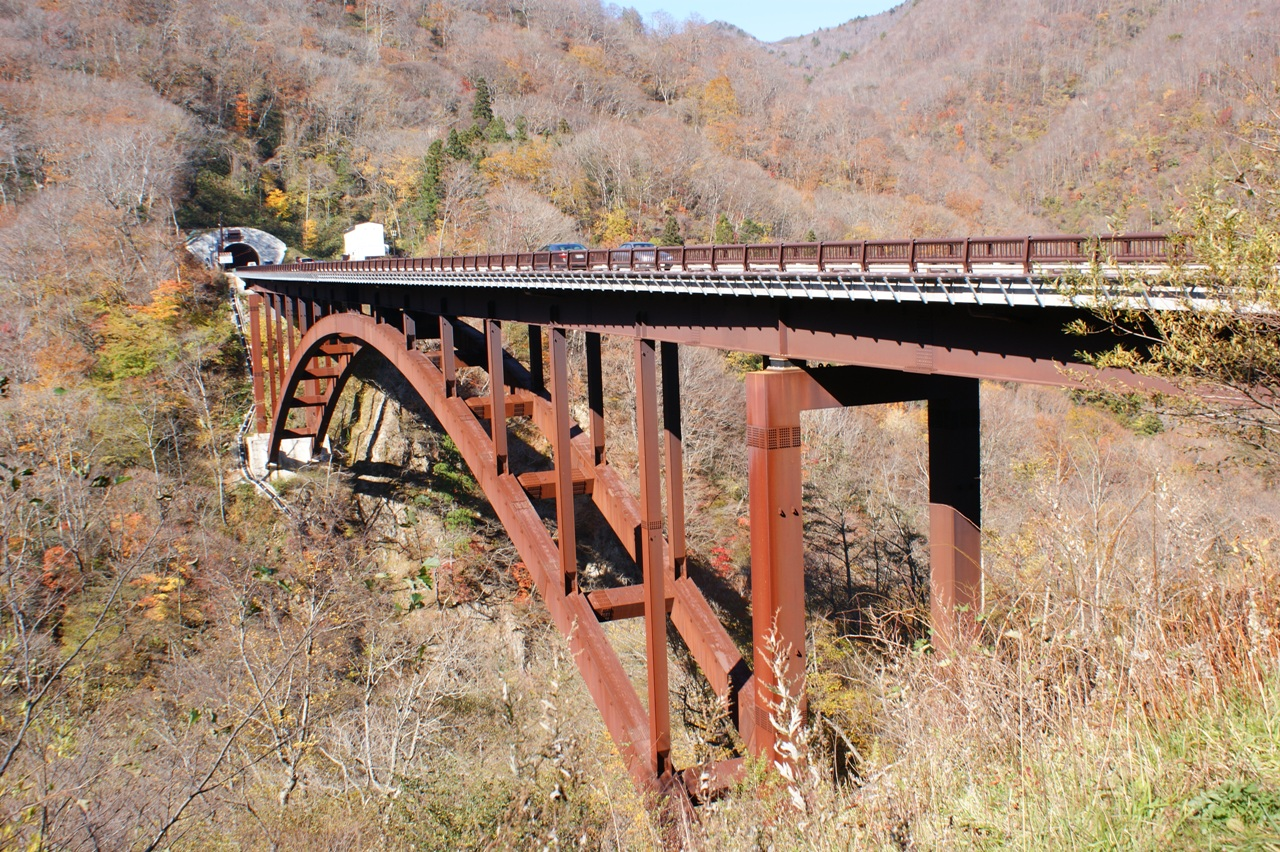
甲子大橋
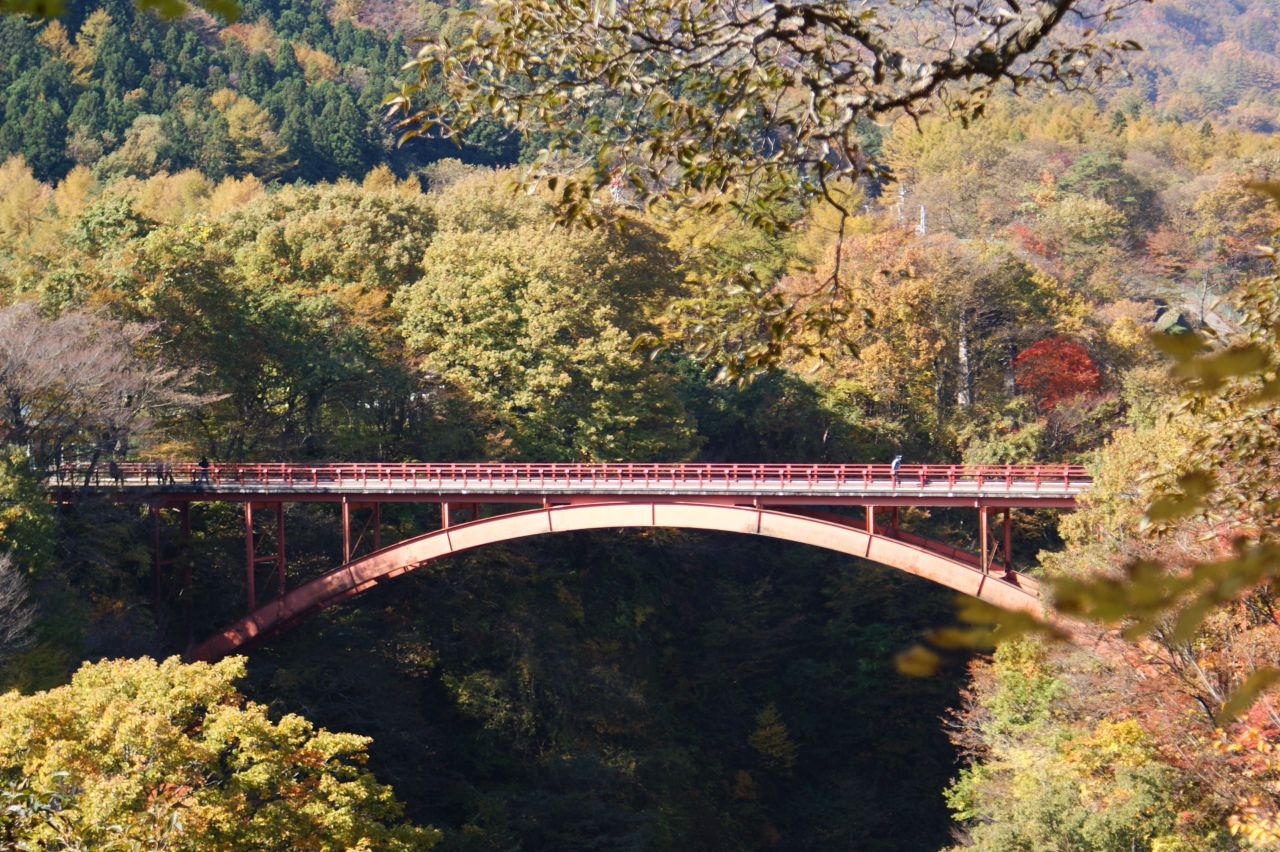
雪割橋
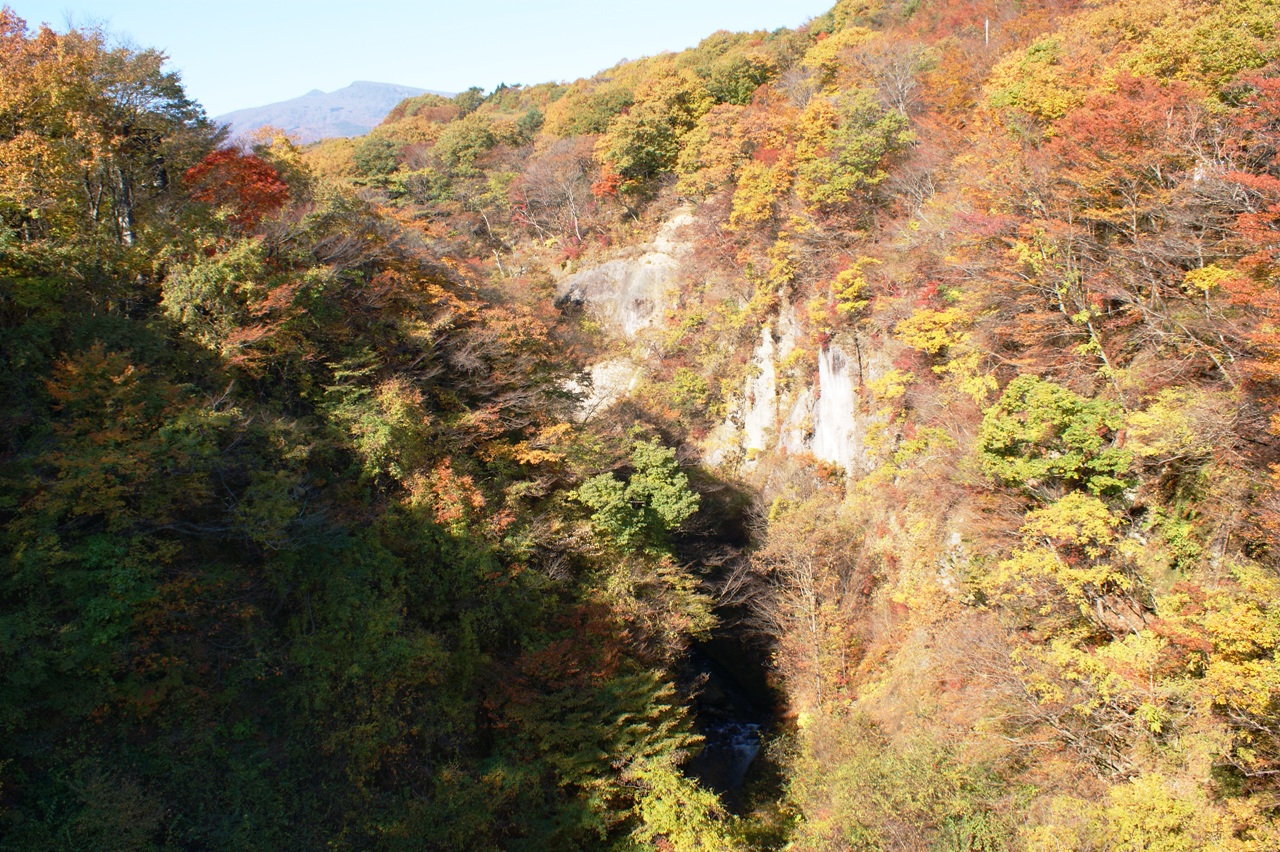
雪割渓谷
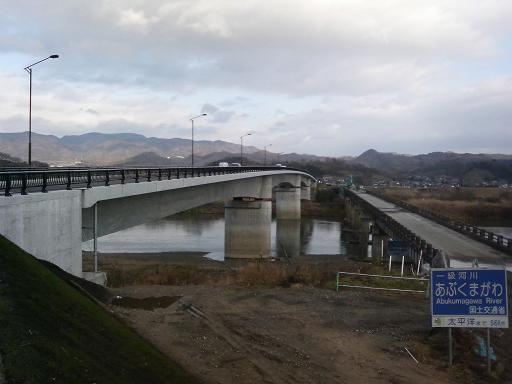
梁川大橋
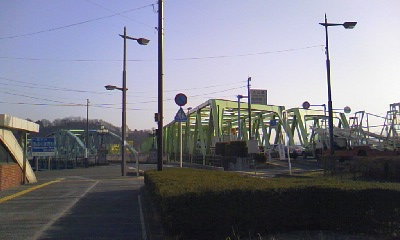
松齢橋と大仏橋

## 流域の観光地
- 甲子高原
- 乙字ケ滝
- 安達太良山
- 阿武隈峡
- 飯坂温泉
- 稚児舞台
- 阿武隈川ライン下り（丸森町）
- 鳥の海

## 並行する交通

### 鉄道
- 東日本旅客鉄道（JR東日本）
  - 東北新幹線
  - 東北本線
  - 水郡線
- 阿武隈急行

### 道路
- 国道4号
- 国道118号
- 国道289号
- 国道349号
- 東北自動車道